# Liste der Biografien/Brow
Liste der Biografien |
Portal Biografien |
Personensuche
# |
A |
B |
C |
D |
E |
F |
G |
H |
I |
J |
K |
L |
M |
N |
O |
P |
Q |
R |
S |
T |
U |
V |
W |
X |
Y |
Z |
?
 
Ba |
Be |
Bd |
Bg |
Bh |
Bi |
Bj |
Bl |
Bm |
Bn |
Bo |
Br |
Bs |
Bu |
Bw |
By |
Bz
 
Bra |
Brc |
Brd |
Bre |
Brg |
Bri |
Brj |
Brk |
Brl |
Brn |
Bro |
Brp–Brt |
Bru |
Brv |
Bry |
Brz
 
Broa |
Brob |
Broc |
Brod |
Broe |
Brof |
Brog |
Broh |
Broi |
Broj |
Brok |
Brol |
Brom |
Bron |
Broo |
Brop |
Broq |
Bror |
Bros |
Brot |
Brou |
Brov |
Brow |
Brox |
Broy |
Broz
Die Liste der Biografien führt alle Personen auf, die in der deutschsprachigen Wikipedia einen Artikel haben. Dieses ist eine Teilliste mit 1124 Einträgen von Personen, deren Namen mit den Buchstaben „Brow“ beginnt.

## Brow

### Browa
- Browall, Johan (1707–1755), schwedischer Arzt, Botaniker, Politiker und Bischof
- Browallius, Irja (1901–1968), schwedische Autorin
- Broward, Napoleon (1857–1910), US-amerikanischer Politiker
- Browarny, Wojciech Jan (* 1970), polnischer Literaturhistoriker, Literaturkritiker und Politiker

### Browd
- Browder, Ben (* 1962), US-amerikanischer SchauspielerBen Browder (* 1962)

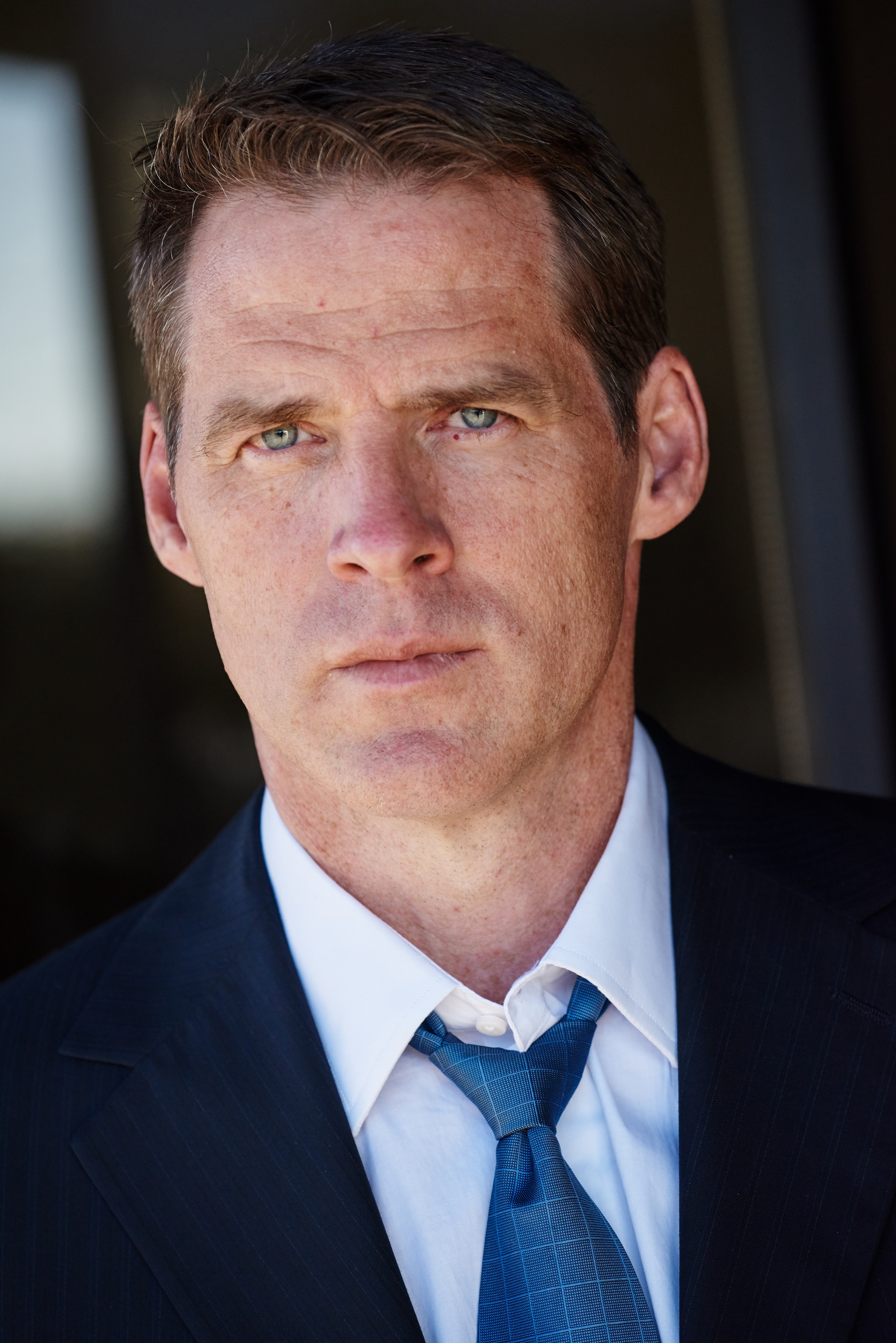
Ben Browder (* 1962)

- Browder, Bill (* 1964), US-amerikanischer Unternehmer
- Browder, Earl (1891–1973), US-amerikanischer Politiker, Sozialist und Führer der kommunistischen Partei der USA (CPUSA)
- Browder, Felix (1927–2016), US-amerikanischer Mathematiker
- Browder, George C. (* 1939), US-amerikanischer Historiker
- Browder, Glen (* 1943), US-amerikanischer Politiker
- Browder, Joshua (* 1997), britisch-US-amerikanischer Unternehmer
- Browder, Kalief (1993–2015), US-amerikanischer afroamerikanischer Jugendlicher
- Browder, William (1934–2025), US-amerikanischer Mathematiker

### Browe
- Browe, Peter (1876–1949), deutscher Jesuit und Moraltheologe
- Brower, Angela (* 1983), US-amerikanische Opernsängerin (Mezzosopran)
- Brower, Charles N. (* 1935), amerikanischer Jurist
- Brower, John M. (1845–1913), US-amerikanischer Politiker
- Brower, Lincoln (1931–2018), US-amerikanischer Lepidopterologe und Ökologe
- Brower, Ned (* 1978), US-amerikanischer Musiker und Schauspieler
- Brower, Robert (1850–1934), US-amerikanischer Schauspieler
- Brower, Tom (* 1965), US-amerikanischer Politiker

### Browi
- Browicz, Tadeusz (1847–1928), polnischer Pathologe

### Browk
- Browko, Eduard Pawlowitsch (1936–1998), sowjetischer Gewichtheber

### Brown

#### Brown C
- Brown Chittenden, Alice (1859–1944), US-amerikanische Malerin

#### Brown F
- Brown Findlay, Jessica (* 1989), britische SchauspielerinJessica Brown Findlay (* 1989)

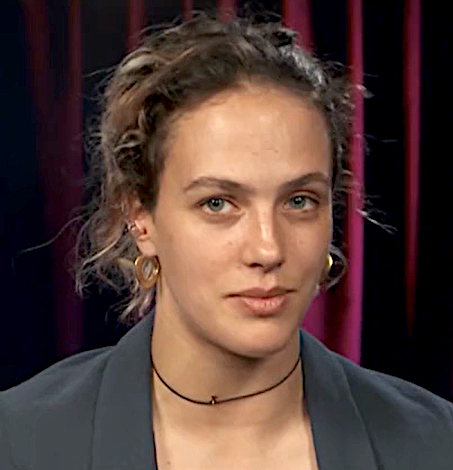
Jessica Brown Findlay (* 1989)

- Brown Forbes, Felicio (* 1991), deutsch-costa-ricanischer Fußballspieler

#### Brown J
- Brown Janeway, Carol (1944–2015), britische Übersetzerin und Herausgeberin
- Brown Jiménez, Oscar Mario (* 1937), panamaischer Geistlicher und Altbischof von Santiago de Veraguas

#### Brown P
- Brown Patten, Mary Ann (1837–1861), US-amerikanische Navigatorin und Kommandeurin

#### Brown S
- Brown Simpson, Nicole (1959–1994), US-amerikanisches Mordopfer, Exfrau von O. J. Simpson

#### Brown T
- Brown Trafton, Stephanie (* 1979), US-amerikanische Diskuswerferin und Olympiasiegerin

#### Brown W
- Brown Weiss, Edith (* 1942), amerikanische Juristin und Hochschullehrerin

#### Brown, A – Brown, Z

##### Brown, A
- Brown, A. H. (1823–1910), US-amerikanischer Politiker (Demokratische Partei)
- Brown, A. J. (* 1997), US-amerikanischer Footballspieler
- Brown, Aaliyah (* 1995), US-amerikanische Leichtathletin
- Brown, Aaron, US-amerikanischer Mathematiker
- Brown, Aaron (* 1992), kanadischer Sprinter
- Brown, Aaron (* 2005), schottischer Fußballspieler
- Brown, Aaron V. (1795–1859), US-amerikanischer Politiker
- Brown, Ada (1890–1950), US-amerikanische Bluessängerin
- Brown, Adam (* 1980), britischer Schauspieler und ComedianAdam Brown (* 1980)

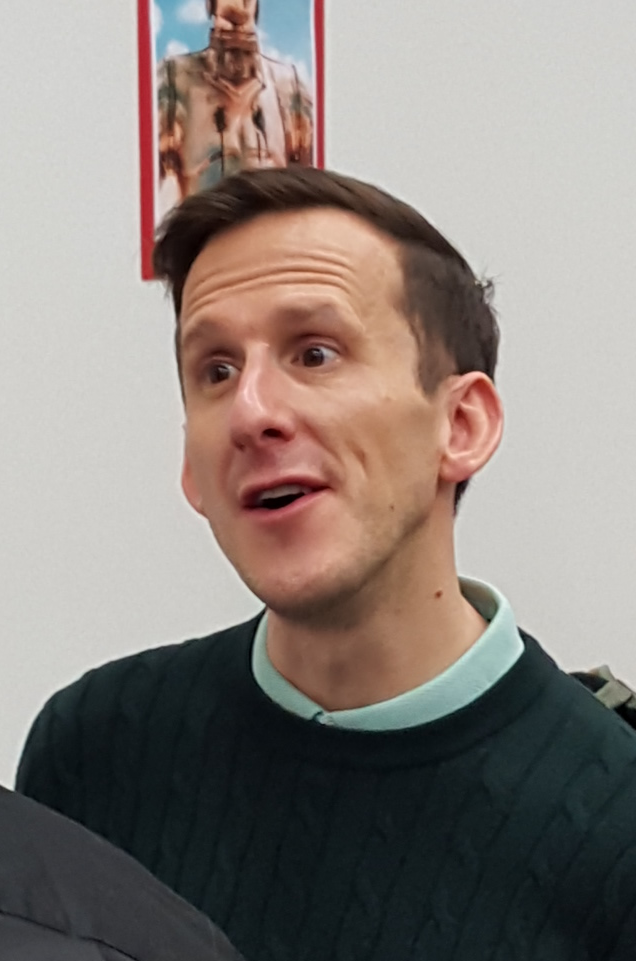
Adam Brown (* 1980)

- Brown, Adam (* 1987), englischer Fußballspieler
- Brown, Adanaca (* 1993), bahamaische Hürdenläuferin
- Brown, Adrian John (1852–1919), britischer Brauer und Biochemiker
- Brown, Agnes (1866–1943), schottisch-britische Suffragette und Schriftstellerin
- Brown, Aja (* 1982), US-amerikanische Politikerin
- Brown, Akeene (* 1992), barbadischer Fußballspieler
- Brown, Al (1939–2023), US-amerikanischer Schauspieler
- Brown, Alan (1919–2004), englischer Formel-1-Rennfahrer
- Brown, Alan (* 1970), schottischer Politiker
- Brown, Alan Whitney (* 1952), US-amerikanischer Comedian
- Brown, Albert (1911–1995), englischer Snooker- und Cricketspieler
- Brown, Albert E. (1889–1984), US-amerikanischer Offizier, Generalmajor der US Army
- Brown, Albert G. (1813–1880), US-amerikanischer Politiker
- Brown, Albert O. (1853–1937), US-amerikanischer Politiker und Gouverneur von New Hampshire
- Brown, Alec (1908–1995), englischer Snookerspieler
- Brown, Alexander (1877–1947), schottischer Mathematiker, Präsident der Royal Society of South Africa
- Brown, Alexander Crum (1838–1922), schottischer Chemiker
- Brown, Alice (1857–1948), US-amerikanische Kurzgeschichtenautorin, Romanautorin und Dramatikerin
- Brown, Alice (* 1960), US-amerikanische Sprinterin und Olympiasiegerin
- Brown, Alicia (* 1990), kanadische Leichtathletin
- Brown, Alison (* 1962), amerikanische Banjospielerin
- Brown, Allan (1926–2011), schottischer Fußballspieler und -trainer
- Brown, Alvin (* 1962), US-amerikanischer Politiker, Bürgermeister von Jacksonville (2011–2015)
- Brown, Amanda (* 1991), neuseeländische Badmintonspielerin
- Brown, Amelda (* 1954), britische Schauspielerin
- Brown, Amoi (* 1999), jamaikanische Hürdenläuferin
- Brown, Amoy (* 1996), jamaikanischer Fußballspieler
- Brown, Andre (* 1990), kanadischer Volleyballspieler
- Brown, Andrea Lauren (* 1973), US-amerikanische Sängerin (Sopran)
- Brown, Andrew (1900–1960), US-amerikanischer Jazzmusiker (Klarinette, Bassklarinette und Tenorsaxophon)
- Brown, Andy (1962–2012), simbabwischer Musiker
- Brown, Angela (* 1953), US-amerikanische Blues-Sängerin
- Brown, Angie (* 1963), britische Sängerin
- Brown, Angus, australischer Theater- und Filmschauspieler sowie Stand-up-Komiker
- Brown, Anne (1912–2009), US-amerikanische Opern- und Operettensängerin (Sopran)
- Brown, Anson (1800–1840), US-amerikanischer Jurist und Politiker
- Brown, Anthony (* 1953), US-amerikanischer Perkussionist, Komponist, Musikpädagoge und Musikethnologe
- Brown, Anthony G. (* 1961), US-amerikanischer Politiker der Demokratischen Partei
- Brown, Antonio (* 1988), US-amerikanischer American-Football-SpielerAntonio Brown (* 1988)

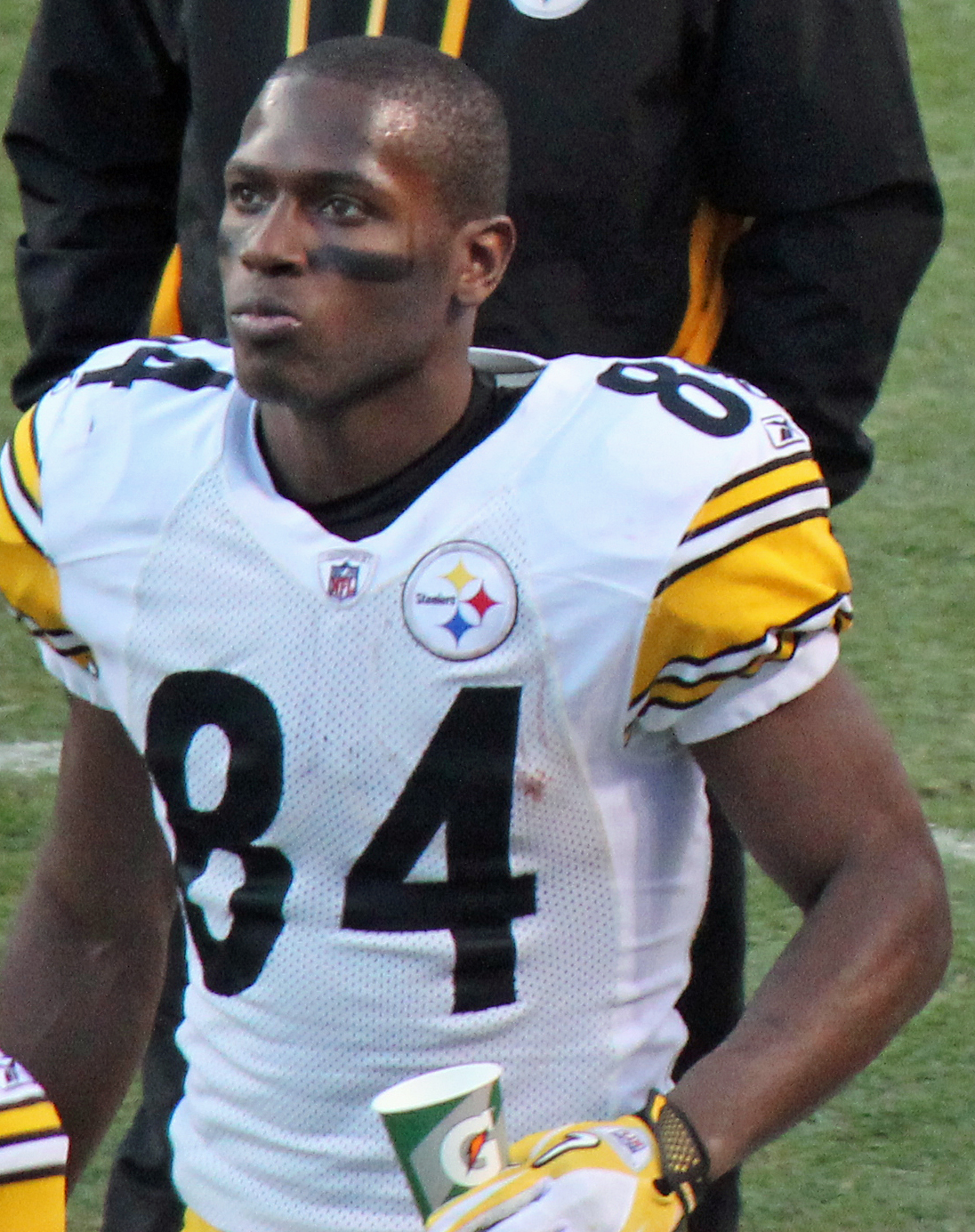
Antonio Brown (* 1988)

- Brown, Archie (* 1938), britischer Politikwissenschaftler
- Brown, Archie (* 2002), englischer Fußballspieler
- Brown, Ari (* 1944), US-amerikanischer Saxophonist des Creative Jazz
- Brown, Arnesby (1866–1955), britischer Landschaftsmaler
- Brown, Arnie (1942–2019), kanadischer Eishockeyspieler und -trainer
- Brown, Arran (* 1985), südafrikanischer Radrennfahrer
- Brown, Arthur (1843–1906), US-amerikanischer Politiker
- Brown, Arthur (1885–1944), englischer Fußballspieler
- Brown, Arthur (* 1942), britischer Rocksänger
- Brown, Arthur E. (* 1929), US-amerikanischer General der US Army
- Brown, Arthur Roy (1893–1944), kanadischer Jagdflieger
- Brown, Arthur Whitten (1886–1948), britischer Flugpionier und Navigator des ersten Non-Stop-Flugs über den Atlantik
- Brown, Audrey (1913–2005), britische Leichtathletin

##### Brown, B
- Brown, B. Gratz (1826–1885), US-amerikanischer Politiker
- Brown, Bailey Michelle (* 2006), US-amerikanische Schauspielerin
- Brown, Barbara (* 1953), US-amerikanische Eiskunstläuferin
- Brown, Barbara Illingworth (1924–2016), amerikanische Biochemikerin
- Brown, Barnum (1873–1963), US-amerikanischer Paläontologe
- Brown, Barrett (* 1981), US-amerikanischer Journalist und Unterstützer des Anonymous-Kollektivs
- Brown, Barry Alexander (* 1960), US-amerikanischer Filmregisseur und Filmeditor
- Brown, Bedford (1795–1870), US-amerikanischer Politiker
- Brown, Ben (* 1962), neuseeländischer Schriftsteller, Dichter, Performer und Herausgeber
- Brown, Ben (* 1986), britischer Kanu-Weltmeister, Filmemacher und Videoblogger
- Brown, Benjamin (1756–1831), US-amerikanischer Politiker
- Brown, Benjamin (1865–1942), US-amerikanischer Maler und Grafiker
- Brown, Benjamin (* 1952), US-amerikanischer Jazzmusiker (Bass)
- Brown, Benny (1953–1996), US-amerikanischer Sprinter
- Brown, Benny (* 1983), deutscher Jazzmusiker (Trompete, Flügelhorn)
- Brown, Bernard B. (1898–1981), US-amerikanischer Film- und Tontechniker
- Brown, Bessie (1890–1955), US-amerikanische Jazzsängerin
- Brown, Beth (1969–2008), US-amerikanische Astrophysikerin
- Brown, Big (1920–1980), amerikanischer (Straßen-)Poet, Performer und Musiker
- Brown, Bill (1925–2018), US-amerikanischer Mittelstreckenläufer und Sprinter
- Brown, Bill (1931–2004), schottischer Fußballspieler
- Brown, Bill (* 1969), US-amerikanischer Komponist
- Brown, Bille (1952–2013), australischer Schauspieler
- Brown, Billy (1929–2009), US-amerikanischer Rock’n’Roll-Musiker
- Brown, Billy (* 1970), US-amerikanischer Schauspieler
- Brown, Billy Aaron (* 1981), US-amerikanischer Schauspieler
- Brown, Blair (* 1946), US-amerikanische SchauspielerinBlair Brown (* 1946)

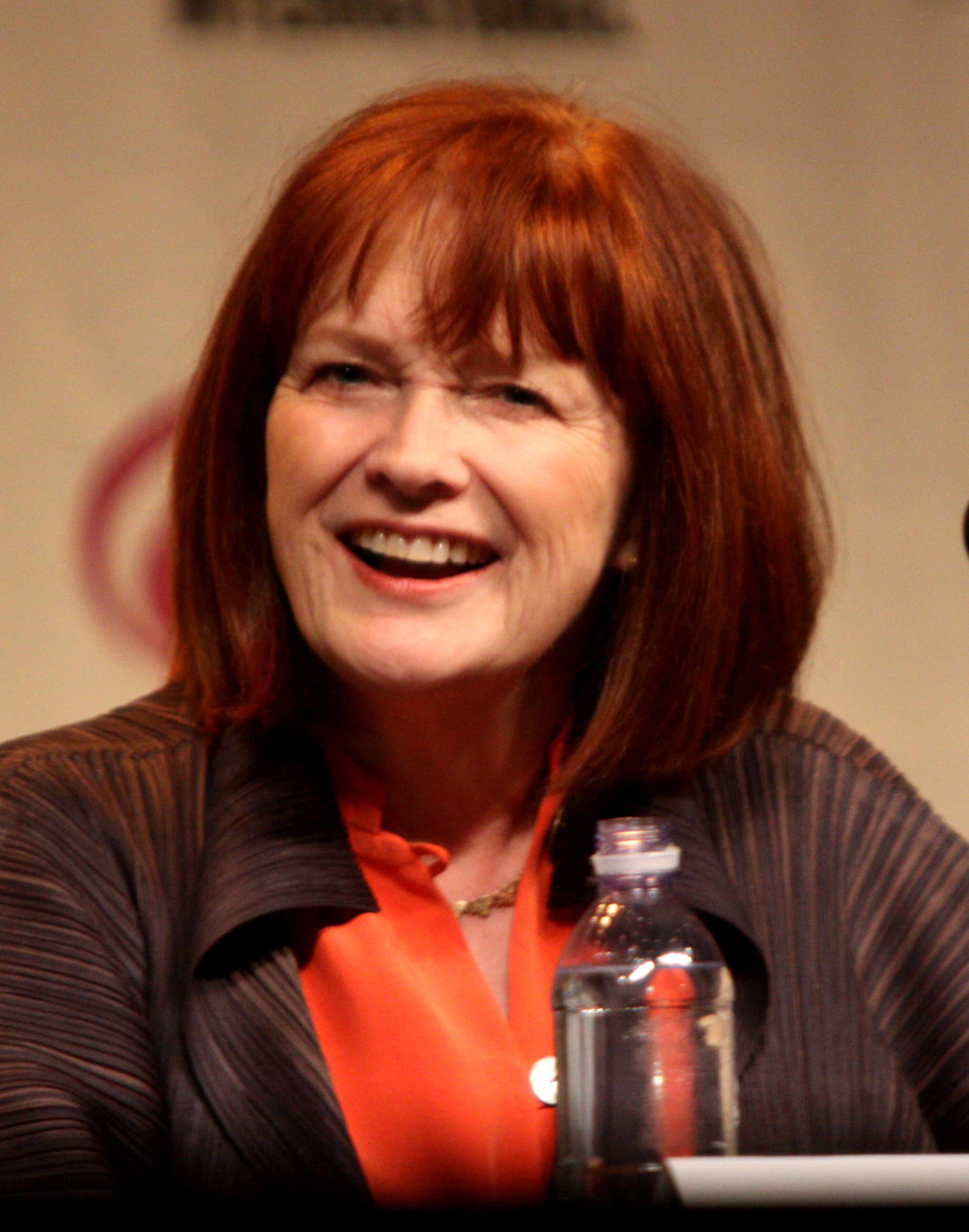
Blair Brown (* 1946)

- Brown, Blanco (* 1985), US-amerikanischer Hip-Hop-Musiker und Musikproduzent
- Brown, Bob (1941–2023), US-amerikanischer American-Football-Spieler
- Brown, Bob (* 1944), australischer Politiker und ein Senator
- Brown, Bobbi Kristina (1993–2015), US-amerikanische Sängerin und SchauspielerinBobbi Kristina Brown (1993–2015)

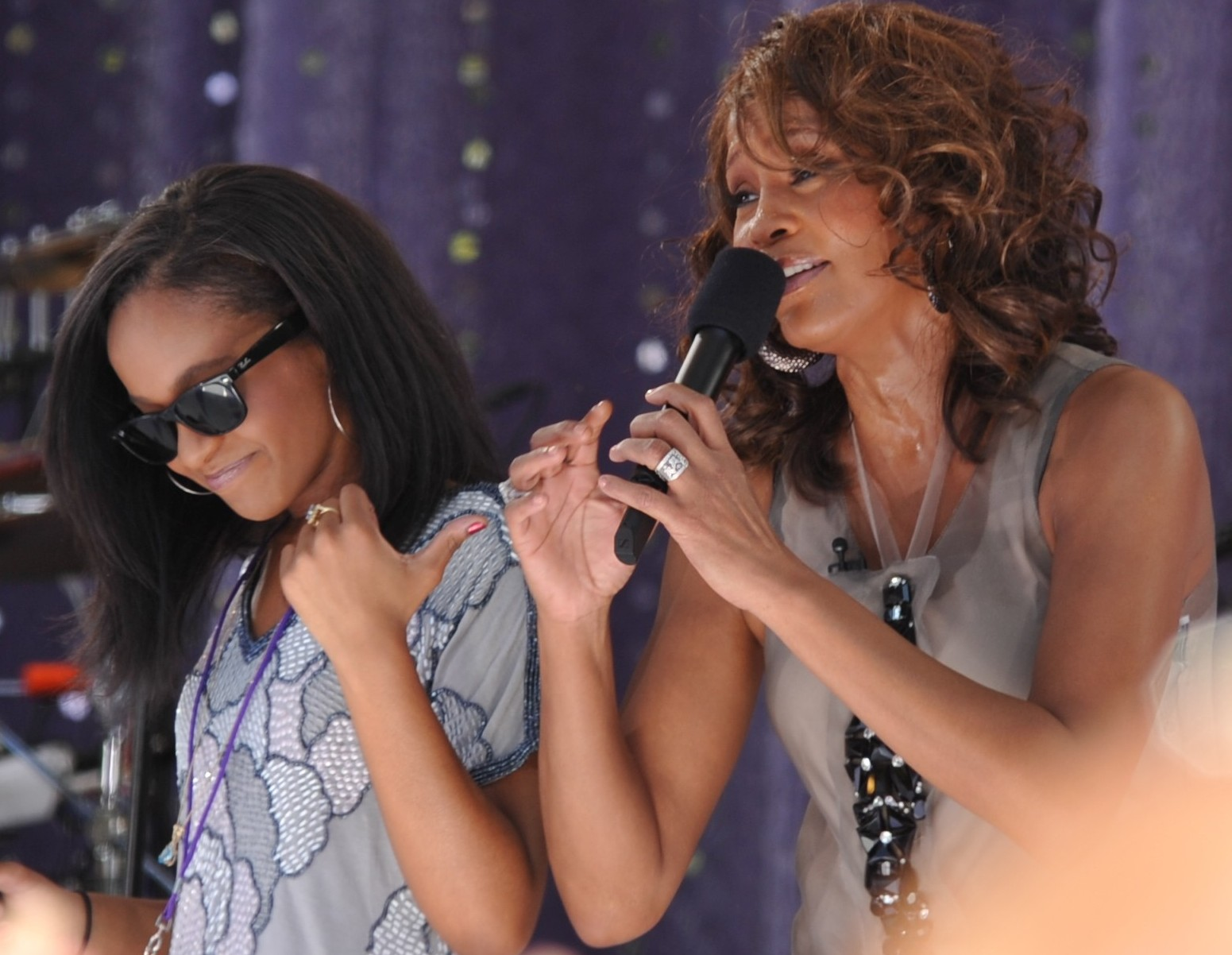
Bobbi Kristina Brown (1993–2015)

- Brown, Bobby, US-amerikanischer American-Football-Spieler
- Brown, Bobby (1923–2020), schottischer Fußballspieler und -trainer
- Brown, Bobby (* 1938), US-amerikanischer Rockabilly- und Rock’n’Roll-Musiker
- Brown, Bobby (* 1969), US-amerikanischer R&B-Sänger
- Brown, Bobby (* 1984), US-amerikanischer Basketballspieler
- Brown, Bobby (* 1991), US-amerikanischer Freestyle-Skisportler
- Brown, Boyce (1910–1959), US-amerikanischer Saxophonist (Altsaxophon) des Chicago-Jazz
- Brown, Brad (* 1975), kanadischer Eishockeyspieler
- Brown, Brené (* 1965), US-amerikanische Autorin psychologischer Schriften zur Lebensführung
- Brown, Brennan (* 1968), US-amerikanischer Schauspieler
- Brown, Brian (1933–2013), australischer Jazzmusiker, Komponist und Musikpädagoge
- Brown, Brian (* 1979), US-amerikanischer Basketballspieler
- Brown, Brianna (* 1979), US-amerikanische Schauspielerin
- Brown, Brittany (* 1995), US-amerikanische Sprinterin
- Brown, Bruce (1937–2017), US-amerikanischer Dokumentarfilmer
- Brown, Bryan (* 1947), australischer SchauspielerBryan Brown (* 1947)

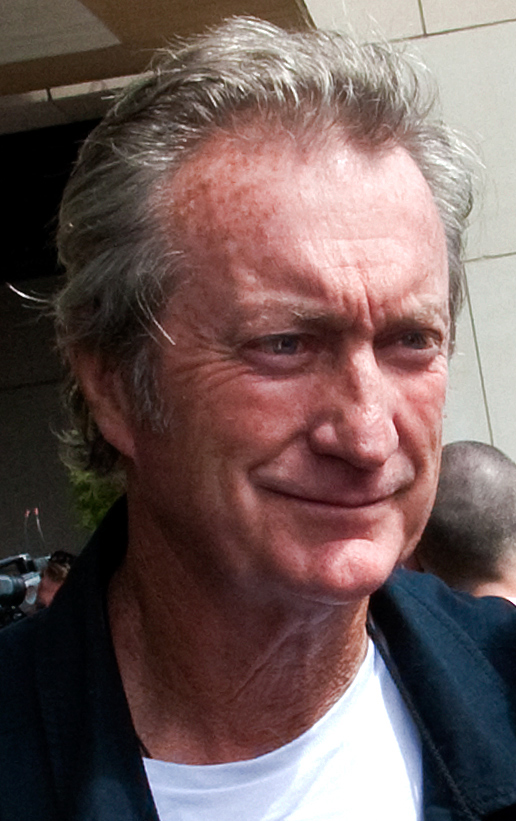
Bryan Brown (* 1947)

- Brown, Bryan D. (* 1948), US-amerikanischer General der US Army und Kommandeur des US Special Operations Command
- Brown, Bryce (* 1991), US-amerikanischer Footballspieler
- Brown, Bud (1927–2022), US-amerikanischer Politiker
- Brown, Buster (1911–1976), US-amerikanischer Bluessänger und -mundharmonikaspieler

##### Brown, C
- Brown, C. J. (* 1975), US-amerikanischer Fußballspieler
- Brown, Cameron (* 1945), US-amerikanischer Jazzbassist
- Brown, Cameron (* 1972), neuseeländischer Triathlet
- Brown, Cameron (* 1999), neuseeländischer Fußballtorhüter
- Brown, Capability († 1783), englischer Landschaftsarchitekt
- Brown, Carl (* 1968), US-amerikanischer Basketballspieler
- Brown, Carlinhos (* 1962), brasilianischer Musiker und Songwriter
- Brown, Carlon (* 1989), US-amerikanischer Basketballspieler
- Brown, Carol (* 1953), US-amerikanische Ruderin
- Brown, Carol Louise (* 1963), australische Politikerin
- Brown, Carter (1923–1985), australischer Kriminalautor
- Brown, Cecily (* 1969), britische Malerin
- Brown, Chad, englischer Baptist und Mitbegründer der Stadt Providence auf Rhode Island
- Brown, Chad (1947–2016), US-amerikanischer Schiedsrichter im American Football
- Brown, Chad (1961–2014), US-amerikanischer Pokerspieler, Schauspieler und Kommentator
- Brown, Charles (1797–1883), US-amerikanischer Politiker
- Brown, Charles (1827–1905), englischer MaschinenkonstrukteurCharles Brown (1827–1905)

Charles Brown (1827–1905)

- Brown, Charles (1867–1937), US-amerikanischer Roquespieler
- Brown, Charles (1922–1999), US-amerikanischer Blues-Sänger und -Pianist
- Brown, Charles (1946–2004), US-amerikanischer Schauspieler
- Brown, Charles (* 1959), US-amerikanischer Geistlicher, Erzbischof und Diplomat des Heiligen Stuhls
- Brown, Charles Brockden (1771–1810), US-amerikanischer Schriftsteller
- Brown, Charles D. (1887–1948), US-amerikanischer Theater- und Filmschauspieler
- Brown, Charles Elwood (1834–1904), US-amerikanischer Politiker (Republikanische Partei)
- Brown, Charles Eugene Lancelot (1863–1924), Schweizer MaschinenkonstrukteurCharles Eugene Lancelot Brown (1863–1924)

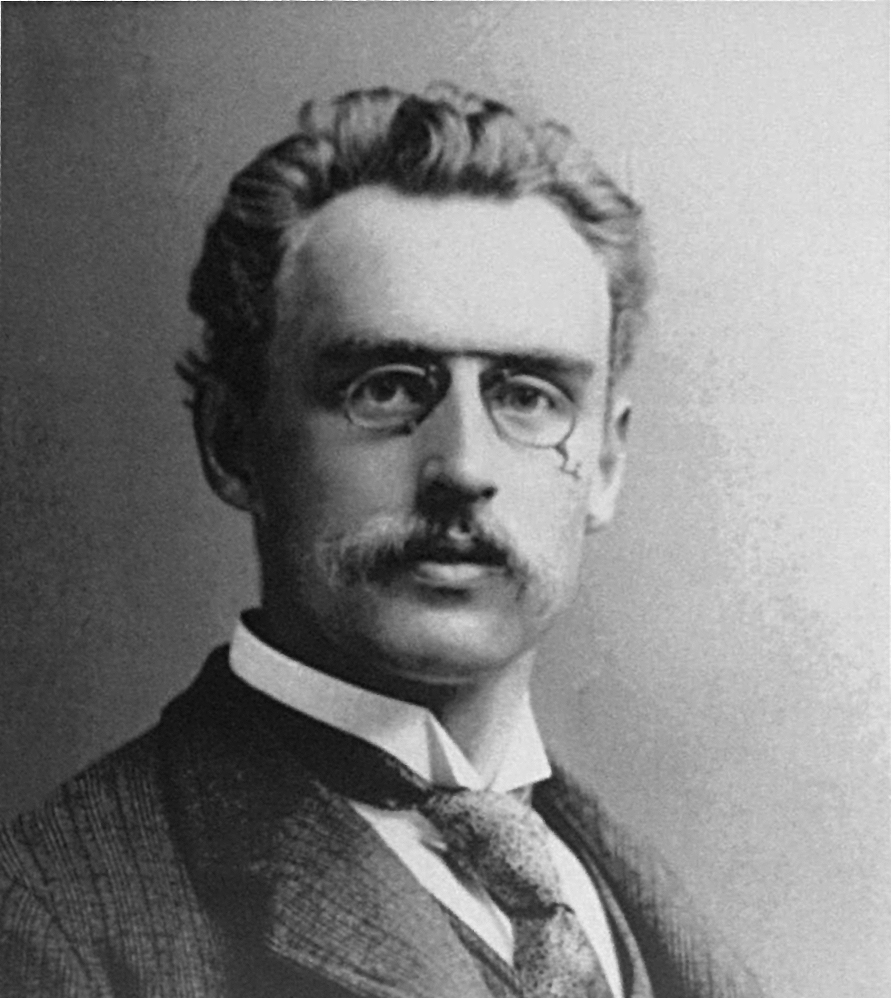
Charles Eugene Lancelot Brown (1863–1924)

- Brown, Charles Harrison (1920–2003), US-amerikanischer Politiker
- Brown, Charles N. (1937–2009), amerikanischer Herausgeber von Science-Fiction
- Brown, Charles P. (1918–1988), US-amerikanischer Offizier, Generalmajor der US-Army
- Brown, Charles Q. Jr. (* 1962), US-amerikanischer General
- Brown, Charlie, US-amerikanischer Rockabilly-Musiker
- Brown, Charlie (* 1958), US-amerikanischer Boxer im Leichtgewicht und Normalausleger
- Brown, Charlotte Hawkins (1883–1961), US-amerikanische Pädagogin und Autorin
- Brown, Chaundee (* 1998), US-amerikanischer Basketballspieler
- Brown, Chester (* 1960), kanadischer Comiczeichner
- Brown, Chris (* 1945), britischer Politikwissenschaftler
- Brown, Chris (* 1953), US-amerikanischer Pianist und Komponist
- Brown, Chris (1961–2006), US-amerikanischer Baseballspieler
- Brown, Chris (* 1978), bahamaischer Leichtathlet
- Brown, Chris (* 1989), US-amerikanischer Hip-Hop- und R&B-Sänger
- Brown, Chris (* 1991), US-amerikanischer Eishockeyspieler
- Brown, Christopher (* 1973), australischer Schauspieler
- Brown, Christy (1932–1981), irischer Maler und Autor
- Brown, Ciaron (* 1998), nordirischer Fußballspieler
- Brown, Clancy (* 1959), US-amerikanischer SchauspielerClancy Brown (* 1959)

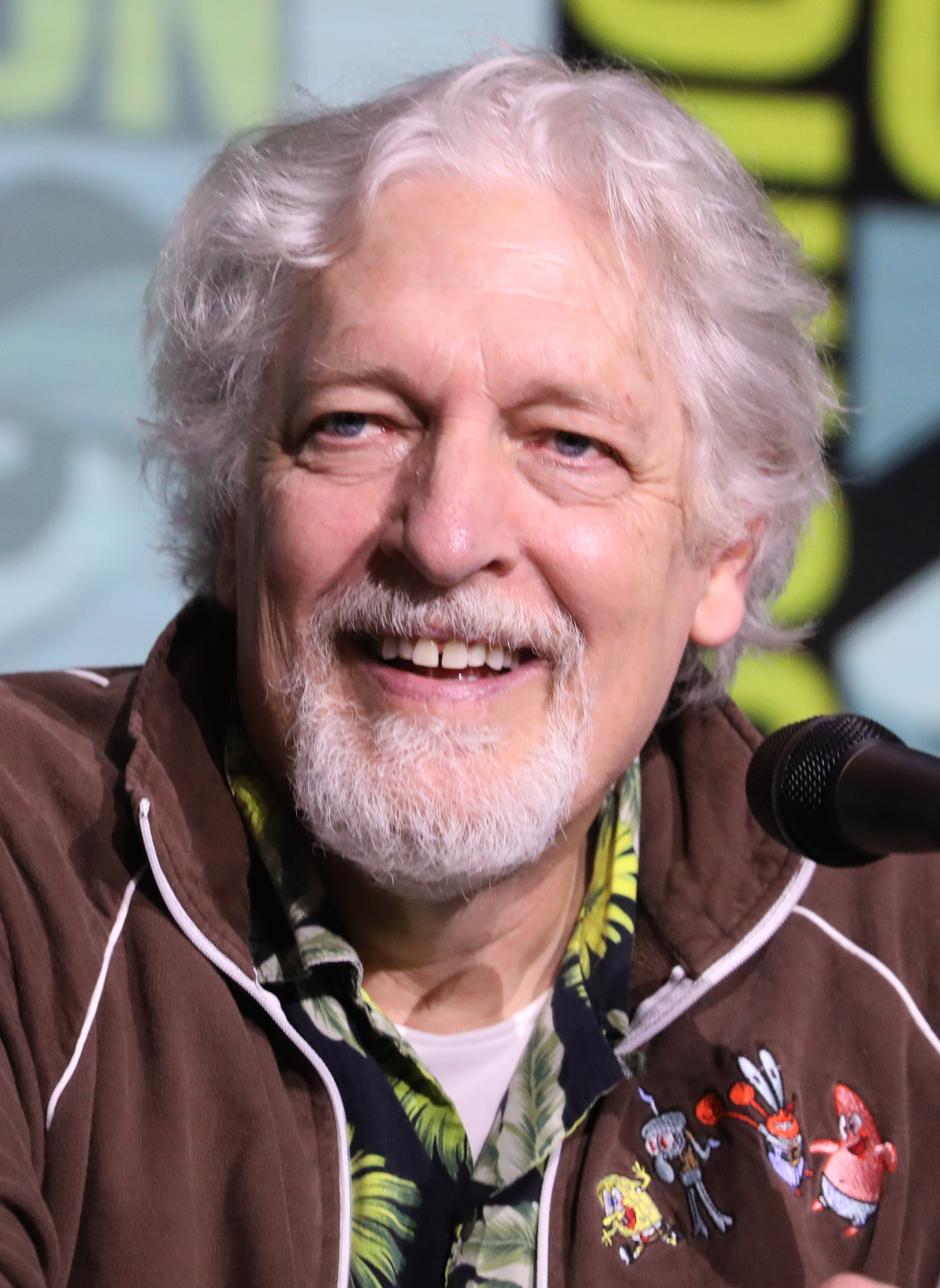
Clancy Brown (* 1959)

- Brown, Clara († 1885), afroamerikanische Pionierin und Sozialreformerin
- Brown, Clarence (1890–1987), US-amerikanischer Filmregisseur und Filmproduzent
- Brown, Clarence Gatemouth (1924–2005), US-amerikanischer Blues-Gitarrist
- Brown, Clarence J. (1895–1965), US-amerikanischer Politiker
- Brown, Cleo Patra (1909–1995), US-amerikanische Jazzpianistin und Sängerin
- Brown, Clif (* 1984), US-amerikanischer Basketballspieler
- Brown, Clifford (1930–1956), US-amerikanischer Jazztrompeter
- Brown, Coby (* 1974), US-amerikanischer Komponist und Songwriter
- Brown, CoCo (* 1978), US-amerikanische Pornodarstellerin
- Brown, Connie (1907–2010), britische Kleinunternehmerin
- Brown, Connie (1917–1996), kanadischer Eishockeyspieler
- Brown, Connor (* 1994), kanadischer Eishockeyspieler
- Brown, Corinna (* 1998), britische Schauspielerin
- Brown, Corrine (* 1946), US-amerikanische Politikerin
- Brown, Craig (1940–2023), schottischer Fußballspieler und -trainer
- Brown, Curtis (* 1956), US-amerikanischer Astronaut
- Brown, Curtis (* 1976), kanadischer Eishockeyspieler
- Brown, Cyntoia (* 1988), US-amerikanische Autorin, die als Jugendliche zu lebenslanger Haft verurteilt wurde

##### Brown, D
- Brown, Dale (* 1956), US-amerikanischer Schriftsteller
- Brown, Damon (* 1965), britischer Jazzmusiker (Trompete, Flügelhorn, Komposition)
- Brown, Dan (* 1964), US-amerikanischer SchriftstellerDan Brown (* 1964)

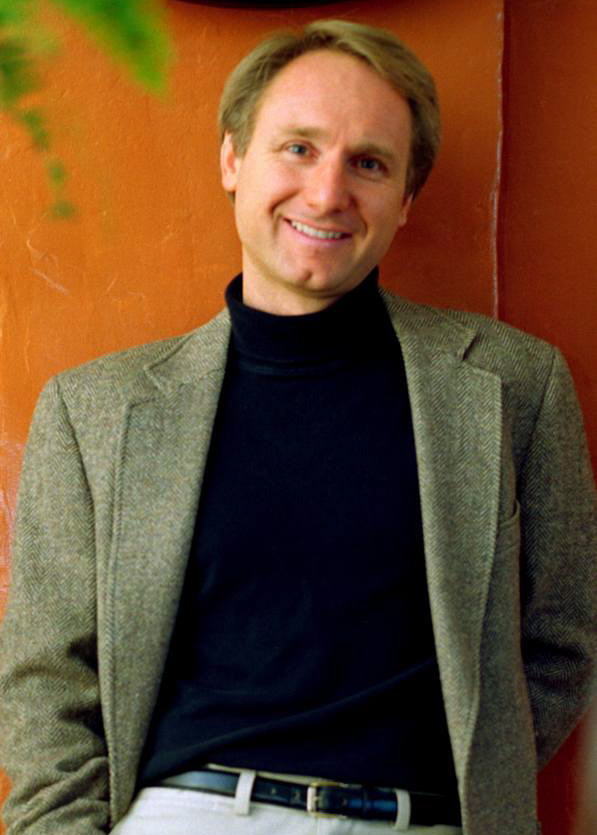
Dan Brown (* 1964)

- Brown, Daniel Russell (1848–1919), US-amerikanischer Politiker
- Brown, Daniel T. (* 1945), US-amerikanischer Politiker
- Brown, Danny (* 1981), US-amerikanischer Rapper
- Brown, Danny Joe (1951–2005), US-amerikanischer Sänger und Gründungsmitglied der US-amerikanischen Rockband Molly Hatchet
- Brown, Dante (* 1999), US-amerikanischer Schauspieler
- Brown, Darcie (* 2003), australische Cricketspielerin
- Brown, Darrel (* 1984), Leichtathlet aus Trinidad und Tobago
- Brown, Dave (1953–2006), US-amerikanischer American-Football-Spieler
- Brown, Dave (* 1957), britischer Karikaturist
- Brown, Dave (* 1962), kanadischer Eishockeyspieler, -trainer, -scout und -funktionär
- Brown, David, US-amerikanischer Rockmusiker
- Brown, David (1904–1993), britischer Unternehmer und Manager
- Brown, David (1916–2010), US-amerikanischer Filmproduzent und Journalist
- Brown, David (1922–1982), britischer anglikanischer Bischof
- Brown, David (1928–2004), US-amerikanischer Ruderer
- Brown, David (1947–2000), US-amerikanischer Rockmusiker
- Brown, David (* 1965), kanadischer Skispringer
- Brown, David Jay (* 1961), US-amerikanischer Schriftsteller und Journalist
- Brown, David McDowell (1956–2003), amerikanischer Astronaut
- Brown, Dean (* 1943), australischer Wirtschaftsmanager und Politiker (Liberal Party), Premierminister von South Australia
- Brown, Dean (1955–2024), US-amerikanischer Fusion-Gitarrist
- Brown, Deborah, amerikanische Jazzsängerin
- Brown, Deborah Washington (1952–2020), US-amerikanische Mathematikerin und Informatikerin
- Brown, Dee (1908–2002), US-amerikanischer Schriftsteller und Historiker
- Brown, DeJean, US-amerikanischer Schauspieler, Fotograf und Fitnesstrainer
- Brown, Dennis (1957–1999), jamaikanischer Reggae-Sänger
- Brown, Dennis C. (* 1948), US-amerikanischer Komponist
- Brown, Derren (* 1971), englischer Illusionist
- Brown, Derrick (* 1987), US-amerikanischer Basketballspieler
- Brown, Derrick (* 1998), US-amerikanischer American-Football-Spieler
- Brown, Deshorn (* 1990), jamaikanischer Fußballspieler
- Brown, Devin (* 1978), amerikanischer Basketballspieler
- Brown, Divine (* 1969), US-amerikanische ProstituierteDivine Brown (* 1969)
- Brown, Divine (* 1974), kanadische R&B-Sängerin

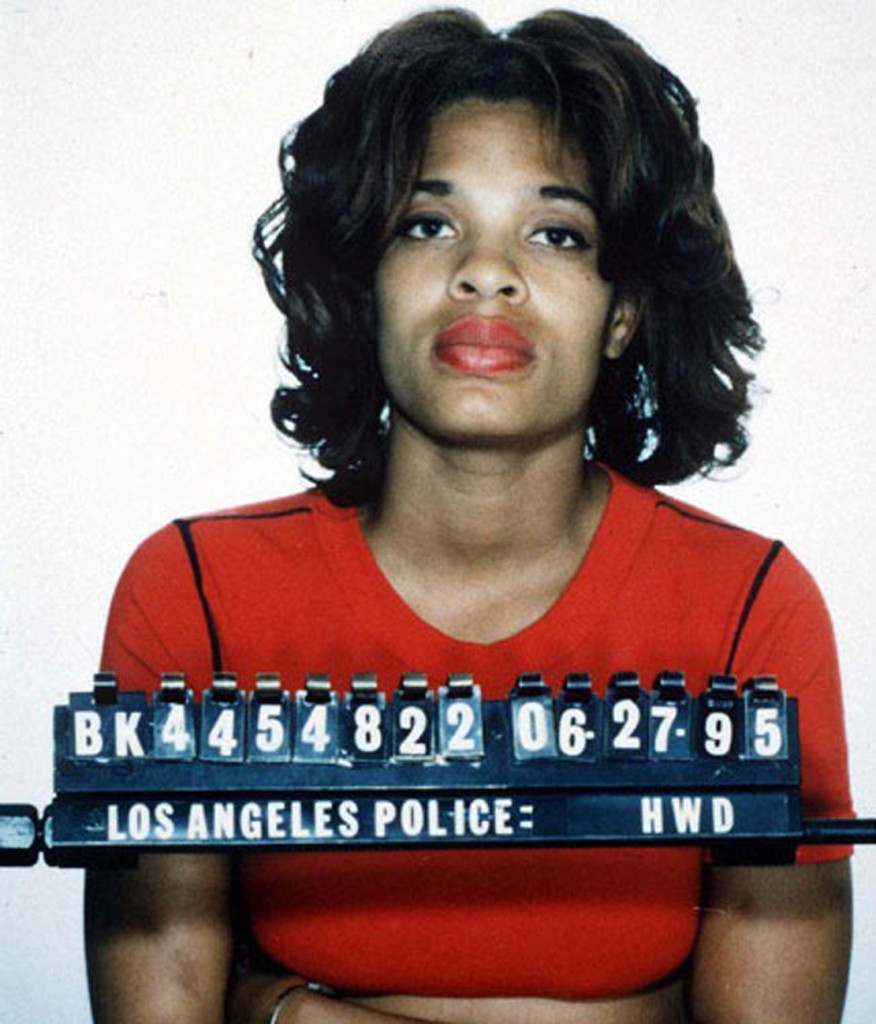
Divine Brown (* 1969)

- Brown, Donald D. (1931–2023), US-amerikanischer Embryologe und Entwicklungsbiologe
- Brown, Donald Ray (* 1954), US-amerikanischer Jazzpianist, Komponist und Hochschullehrer
- Brown, Doris (* 1942), US-amerikanische Mittel- und Langstreckenläuferin
- Brown, Dorothy Lavinia (1919–2004), US-amerikanische Medizinerin und Politikerin
- Brown, Doug (* 1964), US-amerikanischer Eishockeyspieler
- Brown, Douglas Clifton, 1. Viscount Ruffside (1879–1958), britischer Politiker (Conservative Party) und Sprecher des House of Commons
- Brown, Drew (1928–1987), US-amerikanischer Boxtrainer und Schauspieler
- Brown, Duane (* 1985), US-amerikanischer American-Football-Spieler
- Brown, Durrant (* 1964), jamaikanischer Fußballspieler
- Brown, Dusan (* 2001), US-amerikanischer Schauspieler
- Brown, DuShon Monique (1968–2018), US-amerikanische Schauspielerin
- Brown, Dustin (* 1984), US-amerikanischer Eishockeyspieler
- Brown, Dustin (* 1984), deutsch-jamaikanischer TennisspielerDustin Brown (* 1984)

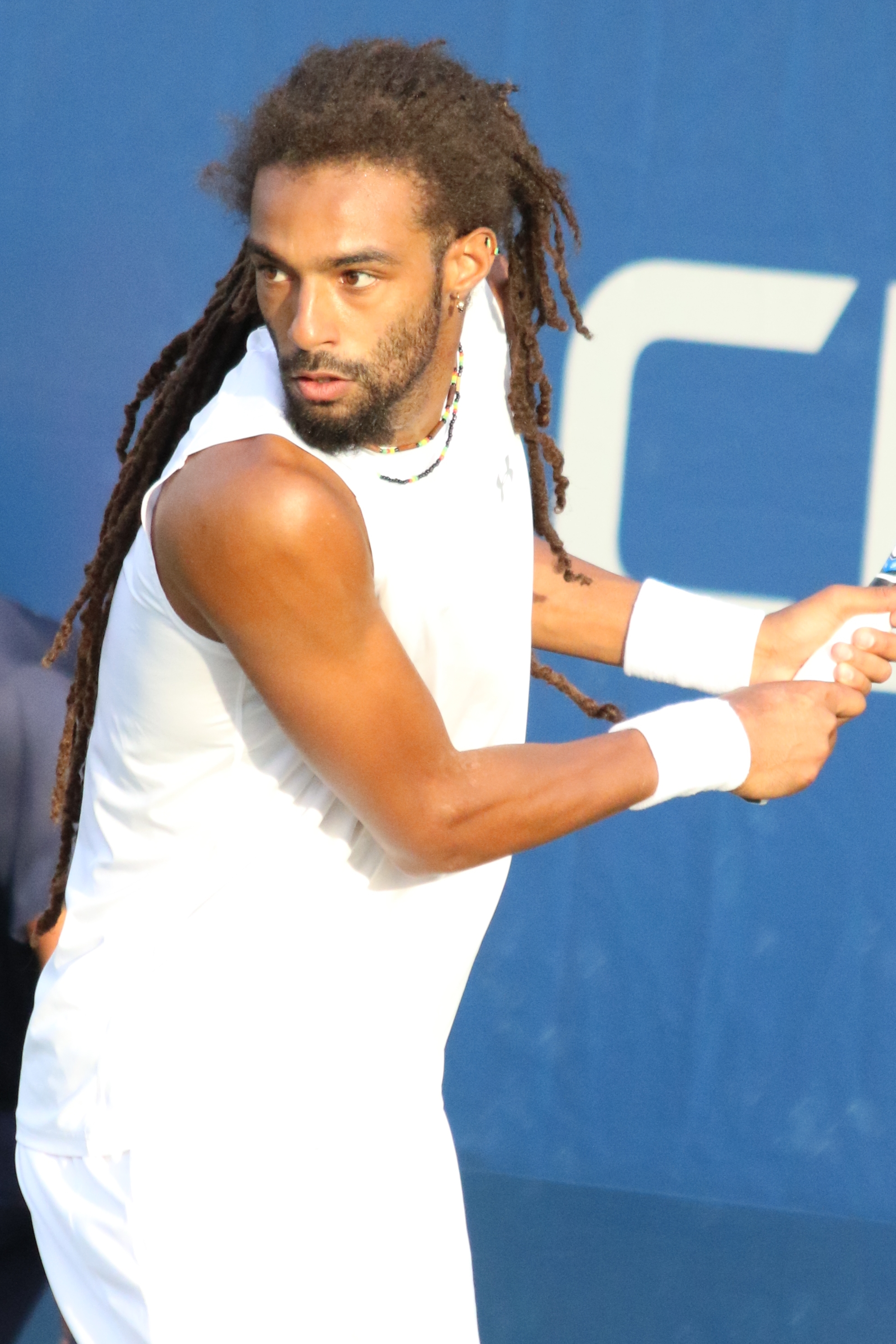
Dustin Brown (* 1984)

##### Brown, E
- Brown, Earle (1926–2002), US-amerikanischer Komponist
- Brown, Earlene (1935–1983), US-amerikanische Kugelstoßerin und Diskuswerferin
- Brown, Ed (* 1963), US-amerikanischer Geschäftsmann und Automobilrennfahrer
- Brown, Edgar (1871–1969), US-amerikanischer Botaniker
- Brown, Edgar H. (1926–2021), US-amerikanischer Mathematiker
- Brown, Edward Espe (* 1945), US-amerikanischer Zen-Lehrer und Buchautor
- Brown, Elaine (* 1943), US-amerikanische Gefängnisaktivistin, Schriftstellerin, Sängerin und
- Brown, Eleanor (* 1973), US-amerikanische Schriftstellerin
- Brown, Eleonora (* 1948), italienische Schauspielerin
- Brown, Eli (* 1999), US-amerikanischer Schauspieler
- Brown, Elias (1793–1857), US-amerikanischer Politiker
- Brown, Elisha (1717–1802), britischer Politiker
- Brown, Elton (* 1983), US-amerikanischer Basketballspieler
- Brown, Emery (* 1957), US-amerikanischer Neurowissenschaftler und Anästhesist
- Brown, Eric (1960–2023), britischer Science-Fiction- und Jugendbuch-Autor
- Brown, Eric (* 1969), amerikanisch-samoanischer Gewichtheber
- Brown, Eric Melrose (1919–2016), britischer TestpilotEric Melrose Brown (1919–2016)

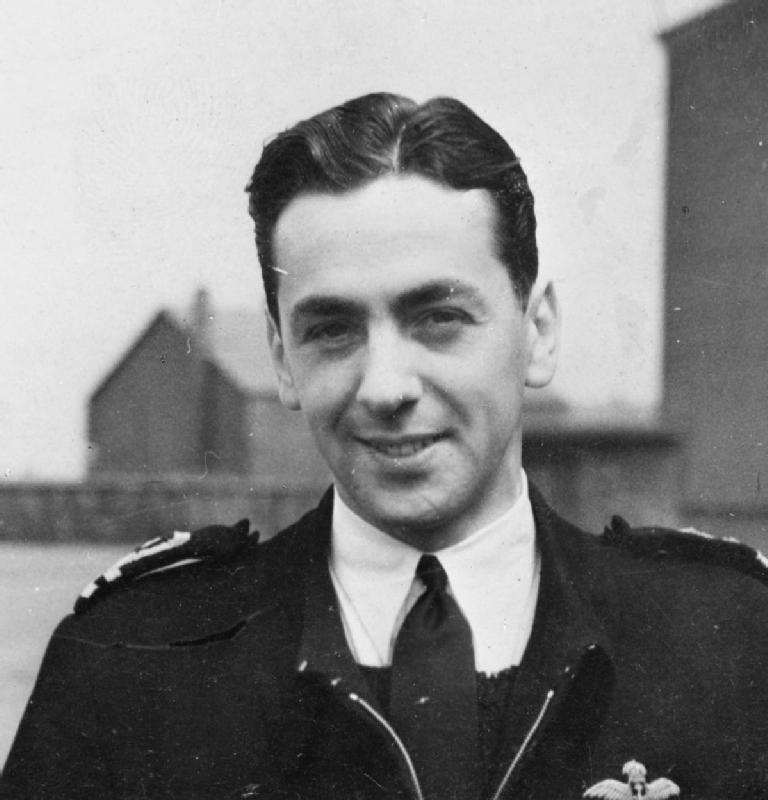
Eric Melrose Brown (1919–2016)

- Brown, Erika (* 1973), US-amerikanische Curlerin
- Brown, Erin (* 1979), US-amerikanische Schauspielerin
- Brown, Ernest (1881–1962), britischer Politiker, Unterhausabgeordneter
- Brown, Ernest S. (1903–1965), US-amerikanischer Politiker und Jurist
- Brown, Ernest William (1866–1938), US-amerikanischer Mathematiker und Astronom
- Brown, Errol (1943–2015), jamaikanischer Popsänger
- Brown, Ethan Allen (1776–1852), US-amerikanischer Jurist und Politiker
- Brown, Everett (1902–1953), US-amerikanischer Schauspieler

##### Brown, F
- Brown, Fiona (* 1995), schottische Fußballspielerin
- Brown, Flash (* 1981), US-amerikanischer Pornodarsteller und Basketballspieler
- Brown, Floyd (1957–2022), jamaikanischer Sprinter
- Brown, Ford Madox (1821–1893), englischer Maler
- Brown, Forest Buffen Harkness (1873–1954), US-amerikanischer Botaniker
- Brown, Foster V. (1852–1937), US-amerikanischer Politiker
- Brown, Foxy, jamaikanische Sängerin
- Brown, Foxy (* 1978), US-amerikanische RapperinFoxy Brown (* 1978)

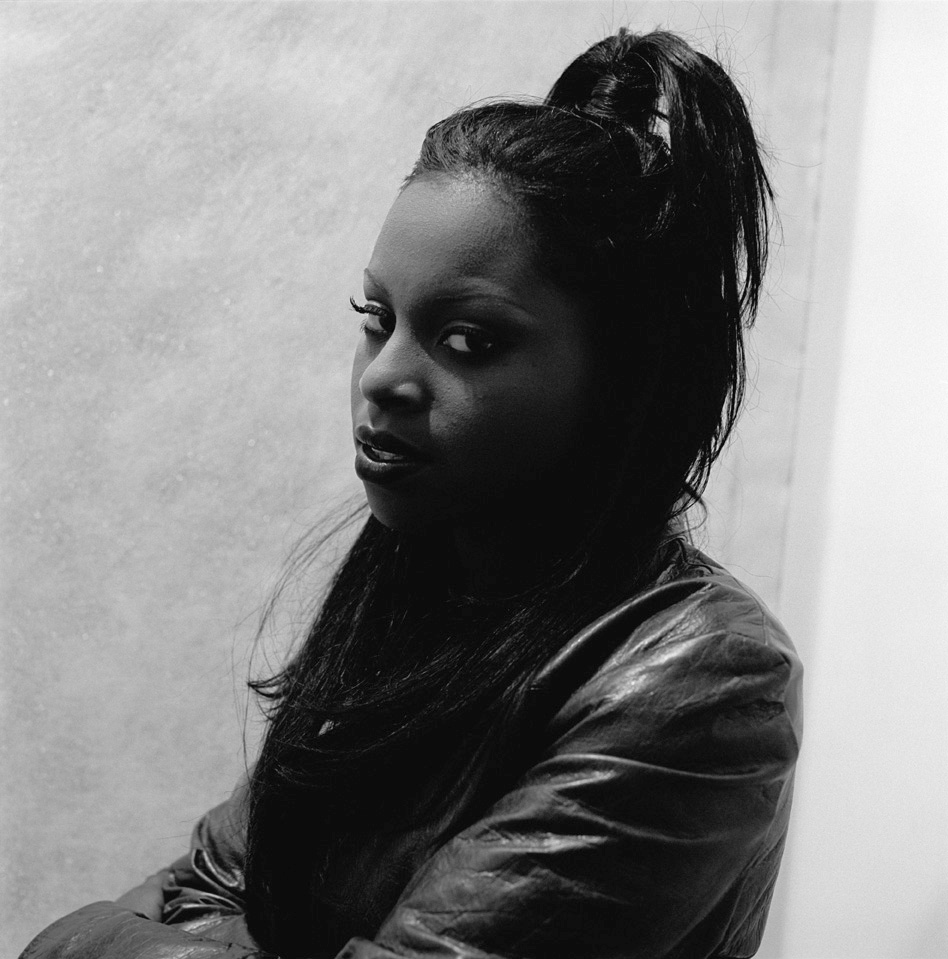
Foxy Brown (* 1978)

- Brown, Francis (* 1977), französischer Mathematiker
- Brown, Frank (1846–1920), US-amerikanischer Politiker (Demokratische Partei) und Gouverneur des Bundesstaates Maryland (1892–1896)
- Brown, Frank (1943–2017), US-amerikanischer Geologe
- Brown, Frank London (1927–1962), amerikanischer Schriftsteller
- Brown, Frankie (* 1987), schottische Fußballspielerin
- Brown, Franklin (* 1961), niederländischer Sänger
- Brown, Fraser (* 1989), schottischer Rugby-Union-Spieler
- Brown, Fred (* 1948), US-amerikanischer Basketballspieler
- Brown, Fred H. (1879–1955), US-amerikanischer Politiker
- Brown, Fred J. (1935–2003), US-amerikanischer Tontechniker
- Brown, Frederic J. (1905–1971), US-amerikanischer Militär, General der US Army
- Brown, Frederick (1851–1941), britischer Maler und Kunstpädagoge
- Brown, Frederick James (1945–2012), US-amerikanischer Maler
- Brown, Fredric (1906–1972), US-amerikanischer Krimi- und Science-Fiction-Schriftsteller
- Brown, Friday (* 1947), britische Sängerin

##### Brown, G
- Brown, Gabriel (1910–1972), US-amerikanischer Piedmontbluessänger und -gitarrist
- Brown, Gage (* 2002), US-amerikanischer Eiskunstläufer
- Brown, Garnett (1936–2021), US-amerikanischer Jazz- und Fusionmusiker
- Brown, Garrett (* 1942), US-amerikanischer Kameramann
- Brown, Garrett M. (* 1948), US-amerikanischer SchauspielerGarrett M. Brown (* 1948)

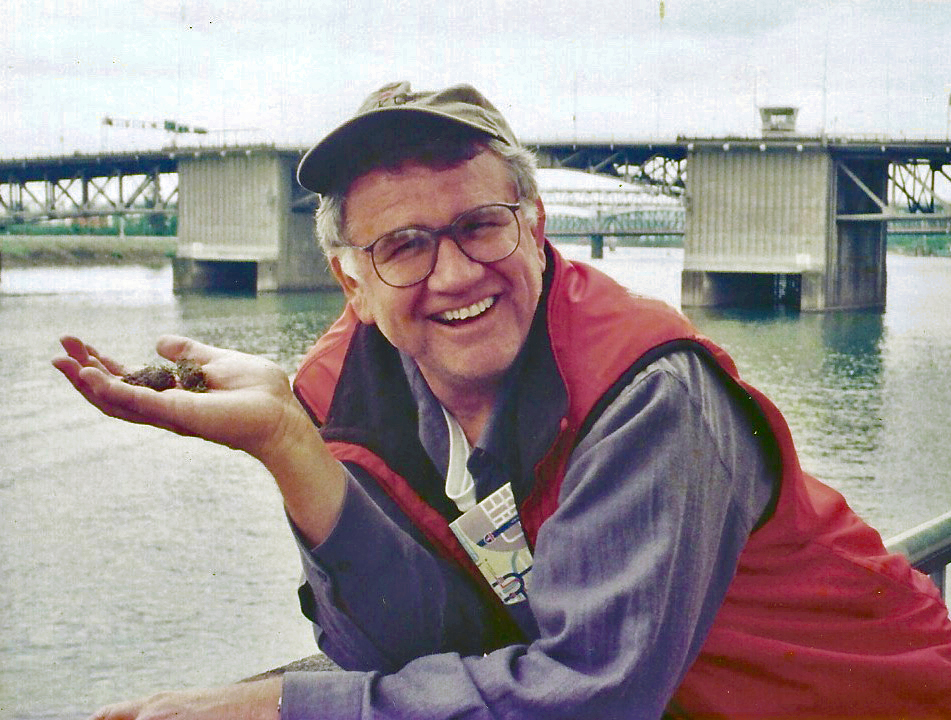
Garrett M. Brown (* 1948)

- Brown, Garry (* 1954), australischer Hürdenläufer
- Brown, Garry E. (1923–1998), US-amerikanischer Politiker
- Brown, Gavin (* 1975), schottischer Politiker
- Brown, Geoff (1924–2001), australischer Tennisspieler
- Brown, Geoff (1945–1993), britischer Vulkanologe und Geologe
- Brown, Georg Stanford (* 1943), US-amerikanischer Schauspieler
- Brown, George (1756–1836), US-amerikanischer Politiker
- Brown, George (1790–1865), britischer General im Krimkrieg und Oberbefehlshaber in Irland
- Brown, George (1818–1880), kanadischer Politiker, Verleger und Journalist
- Brown, George (1835–1917), britischer methodistischer Missionar und Ethnograph
- Brown, George (1910–2005), US-amerikanischer Filmtechnikpionier
- Brown, George H. (1913–2001), britischer Filmproduzent und Drehbuchautor
- Brown, George Harold (1908–1987), US-amerikanischer Elektrotechniker
- Brown, George Houston (1810–1865), US-amerikanischer Jurist und Politiker
- Brown, George junior (1920–1999), US-amerikanischer Politiker
- Brown, George L. (1926–2006), US-amerikanischer Politiker
- Brown, George M. (1864–1934), US-amerikanischer Jurist und Politiker
- Brown, George Mackay (1921–1996), schottischer Dichter und Schriftsteller
- Brown, George S. (1918–1978), US-amerikanischer General der United States Air Force
- Brown, George V. (1880–1937), US-amerikanischer Sport- und Eishockeyfunktionär
- Brown, George William (1860–1919), kanadischer Politiker, Vizegouverneur von Saskatchewan
- Brown, George, Baron George-Brown (1914–1985), britischer Politiker
- Brown, Georgia (1933–1992), britische Film- und Theaterschauspielerin sowie Sängerin
- Brown, Georgia Louise Harris (1918–1999), US-amerikanische Architektin
- Brown, Gerald (1926–2013), US-amerikanischer Physiker
- Brown, Gerry (* 1951), US-amerikanischer Jazzschlagzeuger
- Brown, Gertie (1878–1934), US-amerikanische Schauspielerin
- Brown, Glenn (* 1966), britischer Maler und Bildhauer
- Brown, Godfrey (1915–1995), britischer Sprinter
- Brown, Gordon (* 1951), britischer Politiker, Mitglied des House of Commons und Premierminister des Vereinigten KönigreichesGordon Brown (* 1951)

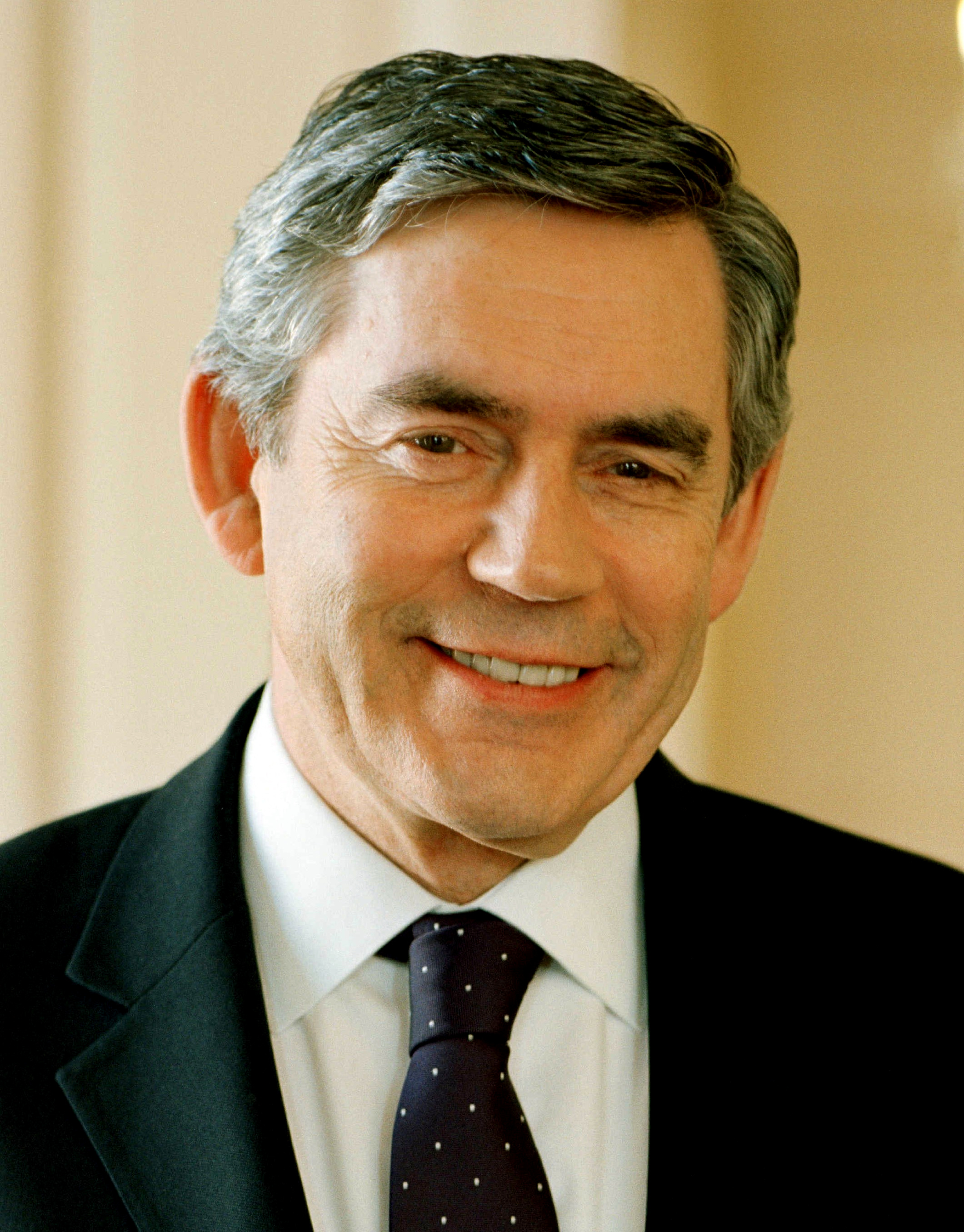
Gordon Brown (* 1951)

- Brown, Gordon (1958–2020), deutscher Künstler
- Brown, Grace (* 1992), australische Radsportlerin
- Brown, Graeme (* 1979), australischer Radrennfahrer
- Brown, Greg (* 1968), US-amerikanischer Eishockeyspieler und -trainer
- Brown, Guillermo E. (* 1976), US-amerikanischer Jazzmusiker (Schlagzeug, Elektronik, Stimme)
- Brown, Gustavus Richard (1747–1804), US-amerikanischer Arzt und Freund von George Washington

##### Brown, H
- Brown, H. Arthur (1906–1992), US-amerikanischer Dirigent
- Brown, H. Rap (* 1943), US-amerikanischer Bürgerrechtler
- Brown, Hallie Quinn (1849–1949), US-amerikanische Lehrerin, Hochschullehrerin, Autorin und Aktivistin
- Brown, Hank (* 1940), US-amerikanischer Politiker
- Brown, Harley (* 1939), kanadischer Porträtmaler und Illustrator
- Brown, Harold (1917–2002), kanadischer Weitspringer
- Brown, Harold (1917–2011), kanadischer Pianist
- Brown, Harold (1927–2019), US-amerikanischer Politiker
- Brown, Harold P. (1857–1944), US-amerikanischer Erfinder
- Brown, Harold Whaley (1898–1978), US-amerikanischer Augenarzt
- Brown, Harrison S. (1917–1986), US-amerikanischer Kernphysiker und Geochemiker
- Brown, Harry (1917–1986), US-amerikanischer Drehbuch- und Romanautor
- Brown, Harry Joe (1890–1972), US-amerikanischer Filmproduzent und Regisseur
- Brown, Harvey Winfield (1883–1956), US-amerikanischer Gewerkschaftsfunktionär und Politiker
- Brown, Havana (* 1985), australische DJ und Popsängerin
- Brown, Heather (* 1975), US-amerikanische Schauspielerin und Sängerin
- Brown, Helen Gurley (1922–2012), US-amerikanische Chefredakteurin und Autorin
- Brown, Henry (1816–1870), belgischer Grafiker und Hochschullehrer englischer Herkunft
- Brown, Henry Billings (1836–1913), US-amerikanischer Jurist
- Brown, Henry E. (* 1935), US-amerikanischer Politiker
- Brown, Henry Kirke (1814–1886), US-amerikanischer Bildhauer
- Brown, Herbert Charles (1912–2004), US-amerikanischer Chemiker und Nobelpreisträger
- Brown, Herman (1892–1962), US-amerikanischer Unternehmer
- Brown, Hilyard M. (1910–2002), US-amerikanischer Artdirector und Szenenbildner
- Brown, Horace (1898–1983), US-amerikanischer Langstreckenläufer
- Brown, Horace Tabberer (1848–1925), britischer Chemiker
- Brown, Howard (1920–2001), kanadischer Pianist, Cembalist und Musikpädagoge
- Brown, Howard (1924–1975), US-amerikanischer Mediziner, Autor und Verwaltungsbeamter
- Brown, Hubie (* 1933), US-amerikanischer Basketballtrainer

##### Brown, I
- Brown, Ian (* 1954), australischer Segler
- Brown, Ian (* 1963), britischer Rock-MusikerIan Brown (* 1963)

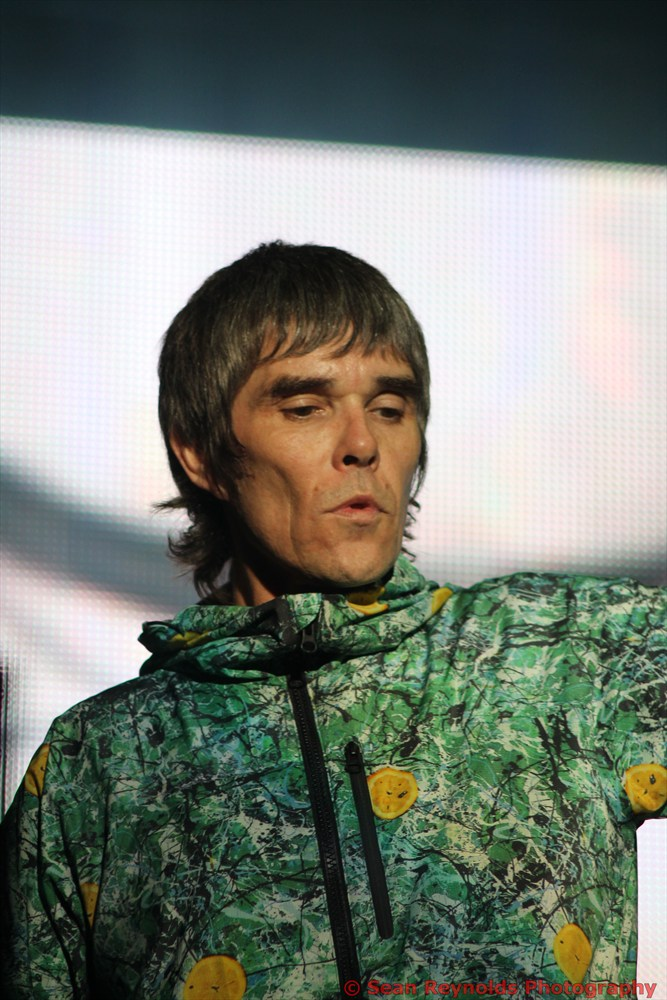
Ian Brown (* 1963)

- Brown, Imaani (* 1980), iranisch-deutscher House-Produzent und DJ
- Brown, Iona (1941–2004), britische Violinistin und Dirigentin
- Brown, Isaiah (* 1997), englischer Fußballspieler
- Brown, Issac Ryan (* 2005), US-amerikanischer Sänger, Schauspieler und Synchronsprecher
- Brown, Ivan (1908–1963), US-amerikanischer Bobfahrer

##### Brown, J
- Brown, J. Carter (1934–2002), US-amerikanischer Kunsthistoriker und Historiker
- Brown, J. Michael, US-amerikanischer Geophysiker
- Brown, J. T. (* 1990), US-amerikanischer Eishockeyspieler
- Brown, Jackie (1909–1971), britischer Boxer im Fliegengewicht
- Brown, Jacob (1775–1828), amerikanischer Armeeoffizier im Britisch-Amerikanischen Krieg
- Brown, Jacob (* 1998), schottischer Fußballspieler
- Brown, Jaden (* 1999), englischer Fußballspieler
- Brown, Jaimeo (* 1978), amerikanischer Jazzmusiker
- Brown, Jake (* 1974), australischer SkateboarderJake Brown (* 1974)

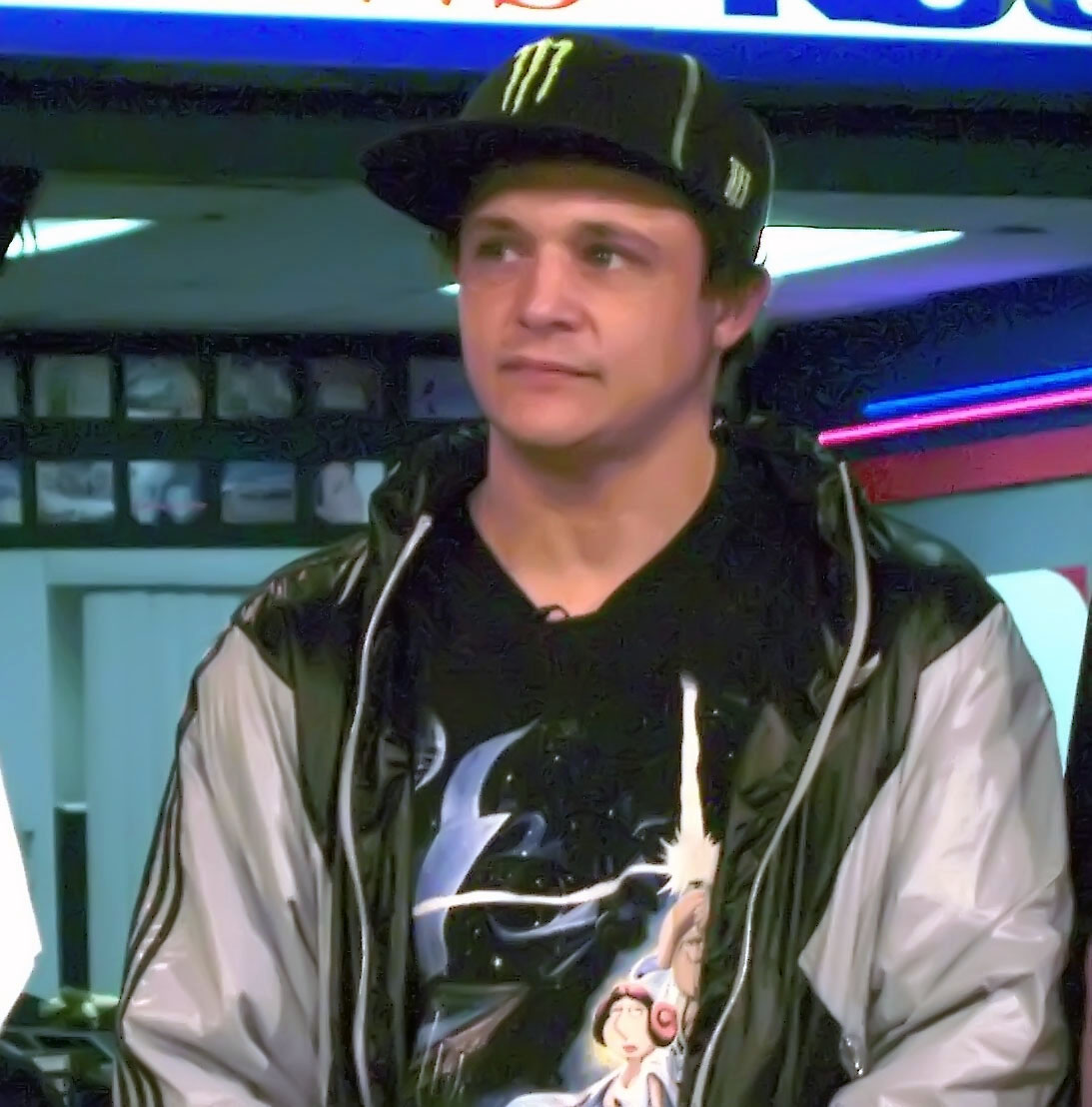
Jake Brown (* 1974)

- Brown, Jake (* 1992), US-amerikanischer Biathlet
- Brown, James (1766–1835), US-amerikanischer Politiker (Demokratisch-Republikanische Partei)
- Brown, James (1909–2000), kanadischer Sprinter
- Brown, James (1920–1992), US-amerikanischer Schauspieler
- Brown, James (1933–2006), US-amerikanischer MusikerJames Brown (1933–2006)

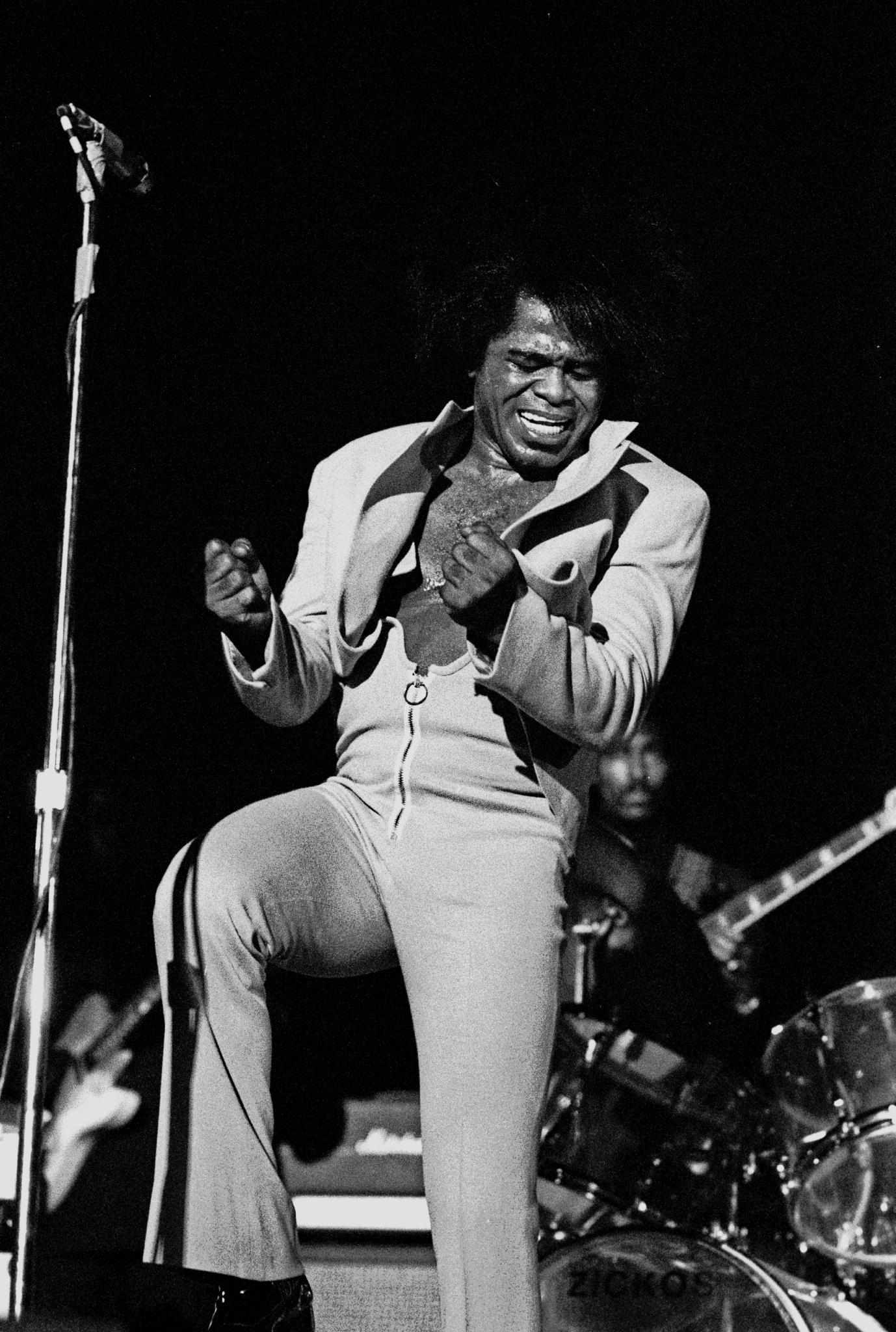
James Brown (1933–2006)

- Brown, James (1951–2020), US-amerikanischer Maler, Bildhauer und Graphiker
- Brown, James (* 1998), englisch-maltesischer Fußballspieler
- Brown, James Anthony (* 1950), britischer Politiker
- Brown, James Campbell (1843–1910), schottischer Chemiker und Professor an der University of Liverpool
- Brown, James H. (* 1942), US-amerikanischer Biologe und Ökologe
- Brown, James M. (1941–2023), US-amerikanischer Jurist und Politiker
- Brown, James S. (1824–1878), US-amerikanischer Politiker
- Brown, James S. Jr. (1892–1949), US-amerikanischer Kameramann
- Brown, James W. (1844–1909), US-amerikanischer Politiker
- Brown, Janeek (* 1998), jamaikanische Hürdenläuferin
- Brown, Janet (1923–2011), britische Schauspielerin
- Brown, Janice LeAnn (* 2010), US-amerikanische Schauspielerin
- Brown, Jaron (* 1990), US-amerikanischer American-Football-Spieler
- Brown, Jasmin Savoy (* 1994), US-amerikanische Schauspielerin
- Brown, Jason (* 1969), britischer Musiker und Songwriter
- Brown, Jason (* 1982), walisischer Fußballtorhüter
- Brown, Jason (* 1994), US-amerikanischer Eiskunstläufer
- Brown, Jason B. (1839–1898), US-amerikanischer Politiker
- Brown, Jason Robert (* 1970), US-amerikanischer Musical-Komponist und Autor
- Brown, Javain (* 1999), jamaikanischer Fußballspieler
- Brown, Jaylen (* 1996), US-amerikanischer BasketballspielerJaylen Brown (* 1996)

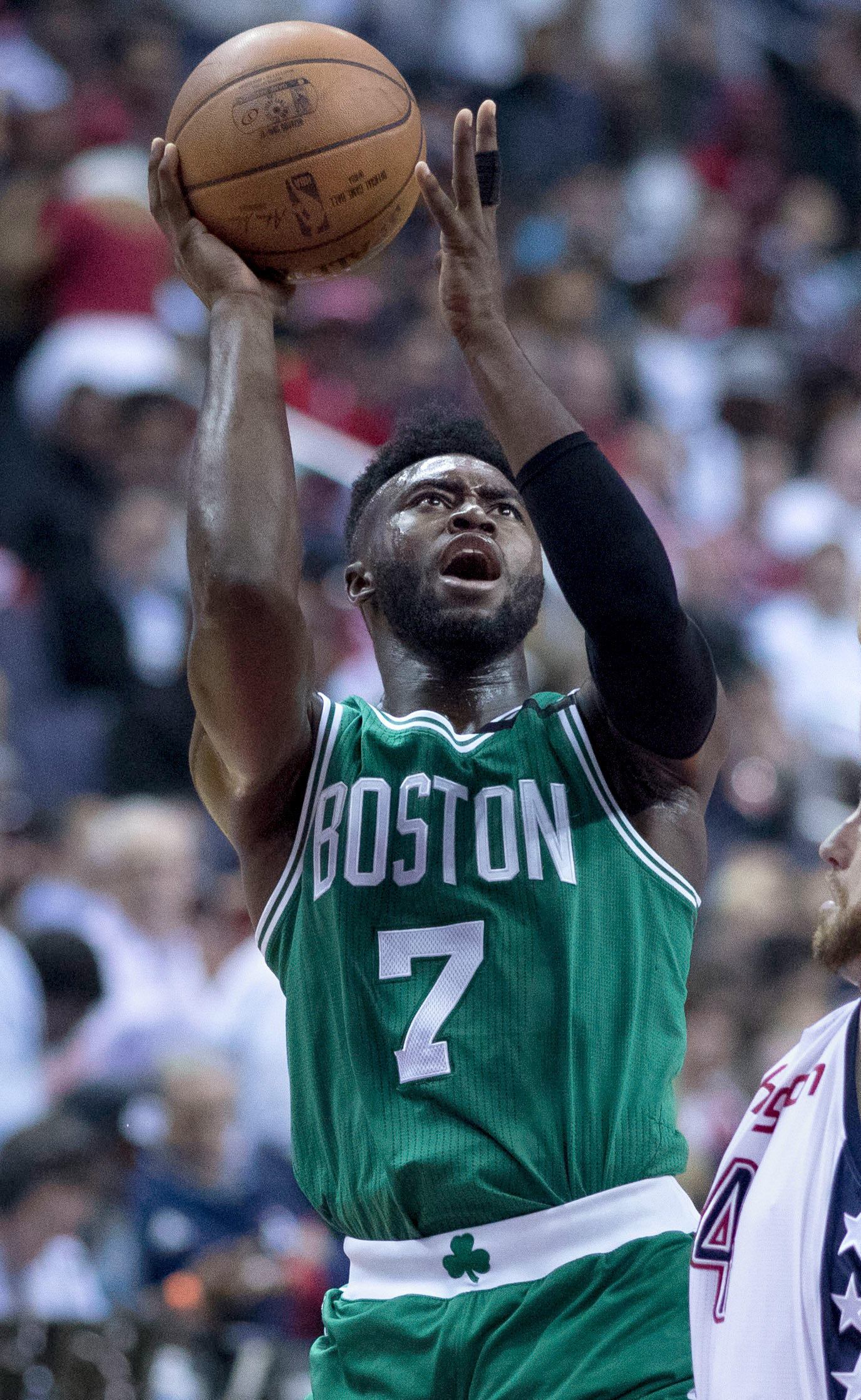
Jaylen Brown (* 1996)

- Brown, Jayon (* 1995), US-amerikanischer American-Football-Spieler
- Brown, Jeff (1958–2011), US-amerikanischer Graffitikünstler und bedeutender Mitwirkender der Hip-Hop-Bewegung
- Brown, Jeff (* 1966), kanadischer Eishockeyspieler und -trainer
- Brown, Jeff (* 1966), US-amerikanischer Tennisspieler
- Brown, Jeffrey D. (* 1957), US-amerikanischer Filmregisseur, Filmproduzent und Drehbuchautor
- Brown, Jeffrey Nicholas (* 1975), US-amerikanischer Schauspieler
- Brown, Jennifer (* 1972), schwedische Soul- und Popsängerin
- Brown, Jeremiah (1785–1858), US-amerikanischer Politiker
- Brown, Jeremiah (* 1985), kanadischer Ruderer
- Brown, Jeremy (* 1957), kanadischer Saxophonist, Flötist, Klarinettist, Musikpädagoge, Dirigent und Komponist
- Brown, Jeri (* 1952), US-amerikanische Jazz-Sängerin
- Brown, Jericho (* 1976), US-amerikanischer Schriftsteller und Lyriker
- Brown, Jermaine (* 1991), jamaikanischer Sprinter
- Brown, Jerry (* 1938), US-amerikanischer Politiker
- Brown, Jesse (1944–2002), US-amerikanischer Politiker
- Brown, Jessica Tyler (* 2004), US-amerikanische Schauspielerin
- Brown, Jewel (1937–2024), amerikanische Jazz- und Bluessängerin
- Brown, Ji'Ayir (* 2000), US-amerikanischer American-Football-Spieler
- Brown, Jim (1936–2023), US-amerikanischer Runningback und Lacrossespieler sowie SchauspielerJim Brown (1936–2023)

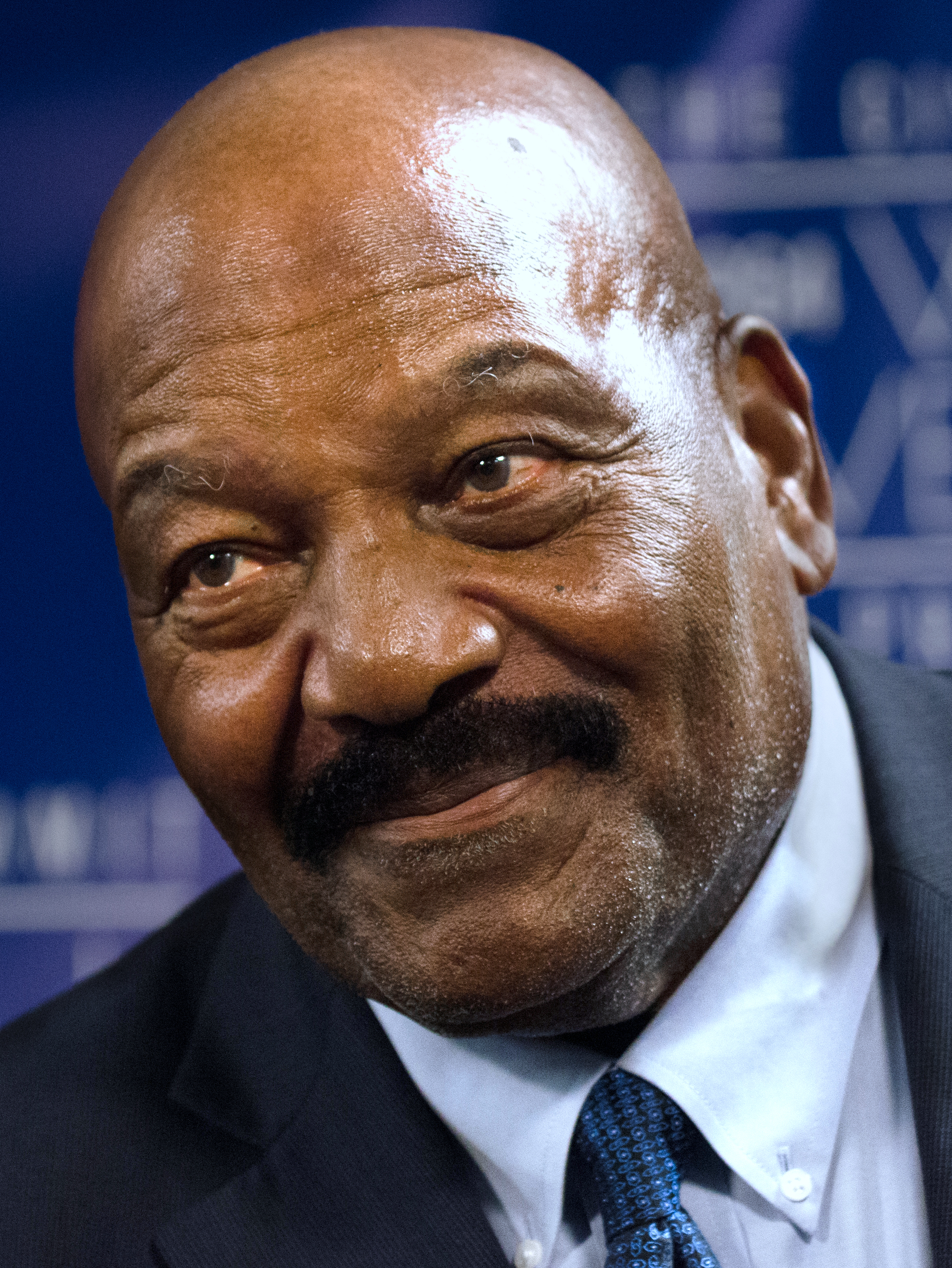
Jim Brown (1936–2023)

- Brown, Jim Ed (1934–2015), US-amerikanischer Country-Musiker
- Brown, Joan (1938–1990), US-amerikanische Malerin und Hochschullehrerin
- Brown, Jocelyn (* 1950), US-amerikanische R&B- und Dance-Sängerin
- Brown, Jody (* 2002), jamaikanische Fußballspielerin
- Brown, Joe (1926–1997), US-amerikanischer Boxer
- Brown, Joe (1930–2020), britischer Bergsteiger
- Brown, Joe (* 1941), britischer Gitarrist, Sänger und Songschreiber
- Brown, Joe E. (1891–1973), US-amerikanischer Schauspieler
- Brown, Joel, US-amerikanischer klassischer Gitarrist
- Brown, Joel (* 1980), US-amerikanischer Leichtathlet
- Brown, John (1735–1788), schottischer Arzt
- Brown, John (1736–1803), US-amerikanischer Politiker
- Brown, John (1757–1837), US-amerikanischer Politiker
- Brown, John (1772–1845), US-amerikanischer Politiker
- Brown, John (1800–1859), US-amerikanischer AbolitionistJohn Brown (1800–1859)

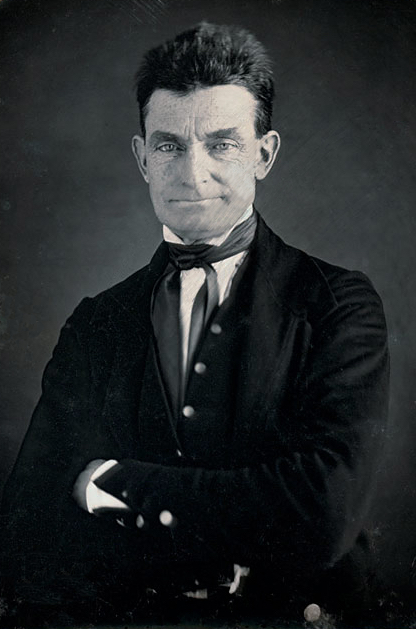
John Brown (1800–1859)

- Brown, John († 1815), US-amerikanischer Politiker
- Brown, John (1826–1883), schottischer Diener der britischen Königin Victoria
- Brown, John (1916–1990), neuseeländischer Radrennfahrer
- Brown, John (1935–2019), britischer Rugbyspieler und Bobfahrer
- Brown, John (* 1951), US-amerikanischer Basketballspieler
- Brown, John, US-amerikanischer Szenenbildner
- Brown, John (* 1990), US-amerikanischer American-Football-Spieler
- Brown, John (* 1999), englischer Dartspieler
- Brown, John Brewer (1836–1898), US-amerikanischer Politiker
- Brown, John C. (1827–1889), US-amerikanischer Politiker, Gouverneur von Tennessee und Generalmajor im konföderierten Heer
- Brown, John C. (1844–1900), US-amerikanischer Soldat und Politiker
- Brown, John George (1831–1913), englisch-US-amerikanischer Genremaler
- Brown, John Guthrie (1892–1976), britischer Bauingenieur
- Brown, John Henry (1818–1891), US-amerikanischer Porträt- und Miniaturmaler
- Brown, John Lewis (* 1829), französischer Schlachtenmaler, Tiermaler und Genremaler
- Brown, John M., US-amerikanischer Offizier, Generalleutnant der US-Armee
- Brown, John Michael (* 1939), britischer Chemiker
- Brown, John Pairman (1923–2010), US-amerikanischer biblischer Archäologe
- Brown, John Robert (1842–1927), US-amerikanischer Politiker
- Brown, John Russell (1923–2015), britischer Anglist
- Brown, John T. (1876–1951), US-amerikanischer Politiker
- Brown, John W. (1796–1875), US-amerikanischer Jurist und Politiker
- Brown, John William (1913–1993), US-amerikanischer Politiker
- Brown, John Y. junior (1933–2022), US-amerikanischer Politiker, Gouverneur von Kentucky
- Brown, John Y. senior (1900–1985), US-amerikanischer Politiker
- Brown, John Young (1835–1904), US-amerikanischer Politiker
- Brown, Johnny (1937–2022), US-amerikanischer Schauspieler, Komiker und Sänger
- Brown, Johnny Mack (1904–1974), US-amerikanischer Schauspieler und Footballspieler
- Brown, Jon (* 1971), kanadischer Langstreckenläufer britischer Herkunft
- Brown, Jonathan (* 1968), US-amerikanischer Ruderer
- Brown, Jonathan (* 1970), US-amerikanischer Kameramann und Filmregisseur
- Brown, Jonathan A. C. (* 1977), US-amerikanischer Islamwissenschaftler
- Brown, Jonathan C. (* 1942), US-amerikanischer Historiker
- Brown, Jordan (* 1987), nordirischer Snookerspieler
- Brown, Jordan (* 1991), deutscher Fußballspieler
- Brown, José Luis (1956–2019), argentinischer Fußballspieler und -trainerJosé Luis Brown (1956–2019)

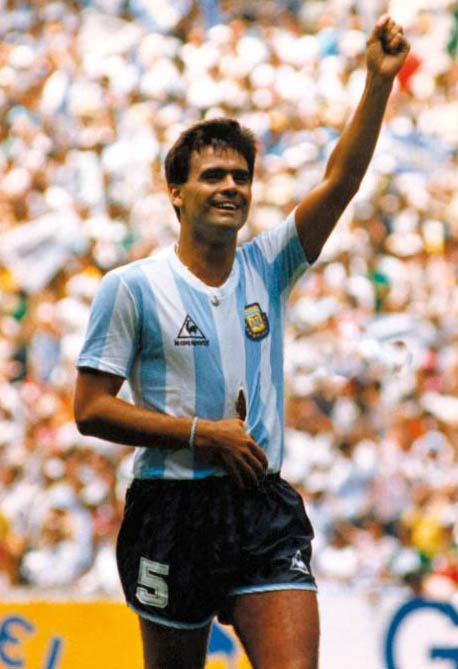
José Luis Brown (1956–2019)

- Brown, Joseph (1733–1785), britisch-amerikanischer Astronom und Professor an der Brown University
- Brown, Joseph (1809–1887), englischer Kupfer- und Stahlstecher
- Brown, Joseph (* 1996), US-amerikanischer Diskuswerfer
- Brown, Joseph E. (1821–1894), US-amerikanischer Politiker und Gouverneur von Georgia (1857–1865)
- Brown, Joseph Edgar (1880–1939), US-amerikanischer Politiker
- Brown, Joseph Epes (1920–2000), US-amerikanischer Anthropologe, Lehrer, Religionswissenschaftler und Schriftsteller
- Brown, Joseph Mackey (1851–1932), US-amerikanischer Politiker
- Brown, Josh (* 1990), britischer Schauspieler
- Brown, Josh (* 1994), kanadischer Eishockeyspieler
- Brown, Judi (* 1961), US-amerikanische Hürdenläuferin
- Brown, Judith Cora (* 1946), amerikanische Historikerin und Buchautorin
- Brown, Judson († 1933), US-amerikanischer Jazz- und Bluesmusiker
- Brown, Julia (* 1996), US-amerikanische Volleyballspielerin
- Brown, Julia (* 1999), US-amerikanische Volleyballspielerin
- Brown, Julie (* 1955), US-amerikanische Langstreckenläuferin
- Brown, Julie (* 1958), US-amerikanische Schauspielerin und DrehbuchautorinJulie Brown (* 1958)

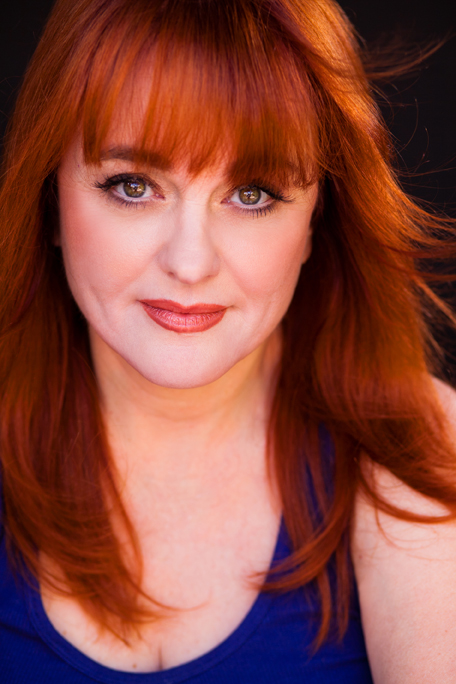
Julie Brown (* 1958)

- Brown, Julie Caitlin (* 1961), US-amerikanische Schauspielerin
- Brown, Julie K., amerikanische investigative Journalistin
- Brown, June (1927–2022), britische Schauspielerin
- Brown, Junior (* 1952), US-amerikanischer Country-Musiker
- Brown, Junius F. (1902–1970), US-amerikanischer Psychologe
- Brown, Justin (* 1962), britischer Dirigent und Pianist
- Brown, Justin (* 1984), US-amerikanischer Jazz-Musiker
- Brown, Justina Lee (* 1984), nigerianische AfroPop-Sängerin

##### Brown, K
- Brown, Kaci (* 1988), US-amerikanische Sängerin
- Brown, Kane (* 1993), US-amerikanischer Countrysänger
- Brown, Karl (1896–1990), US-amerikanischer Kameramann, Drehbuchautor und Regisseur
- Brown, Kasey (* 1985), australische Squashspielerin
- Brown, Kate (* 1960), US-amerikanische Politikerin (Demokratische Partei)
- Brown, Kate (* 1965), US-amerikanische Historikerin
- Brown, Kathleen (* 1945), US-amerikanische Politikerin der Demokratischen Partei
- Brown, Kathryne Dora (* 1971), US-amerikanische Schauspielerin
- Brown, Kathy-Ann (* 1961), jamaikanische Juristin
- Brown, Kaylyn (* 2004), amerikanische Leichtathletin
- Brown, Kazmiere (* 1996), US-amerikanische Volleyballspielerin
- Brown, Keegan (* 1992), englischer Dartspieler
- Brown, Keith (1913–1991), US-amerikanischer Leichtathlet
- Brown, Keith (* 1960), kanadischer Eishockeyspieler
- Brown, Keith (* 1961), schottischer Politiker und Mitglied der Scottish National Party (SNP)
- Brown, Keith, US-amerikanischer Jazzmusiker
- Brown, Keith L. (1925–2016), US-amerikanischer Rechtsanwalt und Diplomat, Botschafter in Lesotho und Dänemark
- Brown, Ken (* 1934), englischer Fußballspieler und -trainer
- Brown, Kendall (* 1989), neuseeländische Snowboarderin
- Brown, Kenneth (* 1956), kanadischer Eishockeyspieler
- Brown, Kenneth G., US-amerikanischer Drehbuchautor und Filmproduzent
- Brown, Kenneth Stephen (* 1945), US-amerikanischer Mathematiker
- Brown, Kerrie, Szenenbildnerin
- Brown, Kerrith (* 1962), britischer Judoka
- Brown, Kerry (* 1967), britischer Sinologe und Publizist
- Brown, Kev (* 1976), US-amerikanischer Hip-Hop-Produzent und MC
- Brown, Kevin, US-amerikanischer Schauspieler
- Brown, Kimberly J. (* 1984), US-amerikanische SchauspielerinKimberly J. Brown (* 1984)

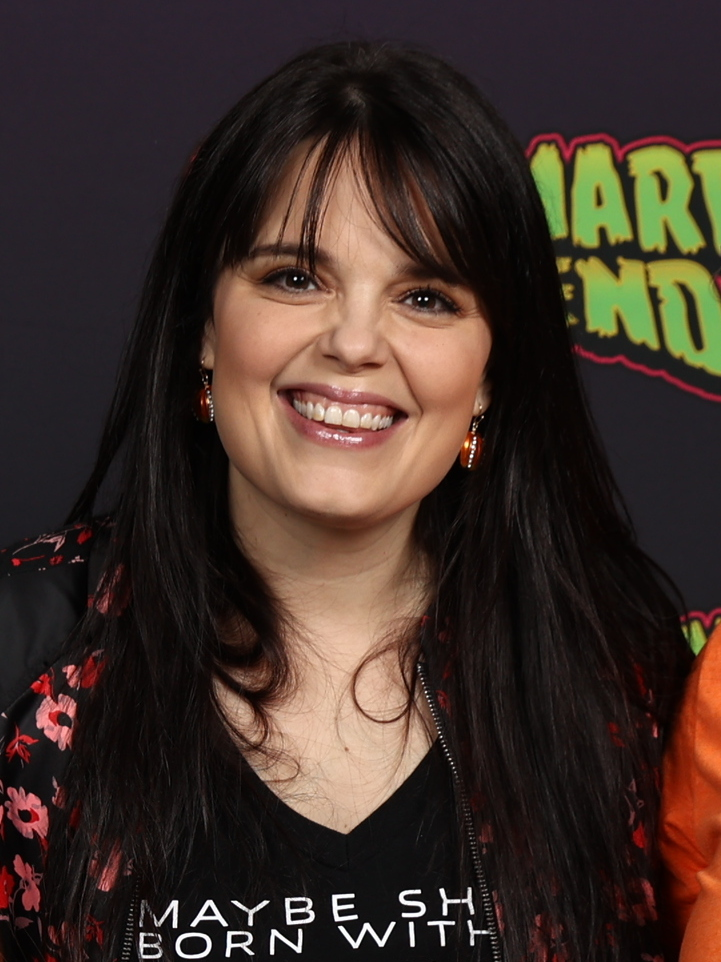
Kimberly J. Brown (* 1984)

- Brown, Kipleigh, US-amerikanische Schauspielerin und Komödiantin
- Brown, Kitty (* 1899), amerikanische Bluessängerin
- Brown, Kwame (* 1982), US-amerikanischer Basketball-Spieler
- Brown, Kyle (* 1989), US-amerikanischer Skeletonpilot

##### Brown, L
- Brown, L. Dean (1920–1981), US-amerikanischer Diplomat, Botschafter in Gambia, Jordanien und im Senegal sowie Deputy Under Secretary of State
- Brown, Larry (* 1940), US-amerikanischer Basketballtrainer
- Brown, Larry (* 1951), US-amerikanischer Sprinter
- Brown, Larry (1951–2004), US-amerikanischer Schriftsteller
- Brown, Larry (* 1969), US-amerikanischer American-Football-Spieler
- Brown, Lascelles (* 1974), kanadischer Bobfahrer
- Brown, Lathrop (1883–1959), US-amerikanischer Politiker
- Brown, Laura (* 1986), kanadische Radrennfahrerin
- Brown, Laurie (1923–2019), US-amerikanischer Physiker und Wissenschaftshistoriker
- Brown, Lawrence (1907–1988), US-amerikanischer Jazz-Posaunist
- Brown, Lawrence Benjamin (1893–1973), US-amerikanischer Pianist und Arrangeur
- Brown, Lawrence G. (* 1943), US-amerikanischer Mathematiker
- Brown, Lee P. (* 1937), US-amerikanischer Politiker, Bürgermeister von Houston (1998–2004)
- Brown, Leigh Ann (* 1986), US-amerikanische Fußballspielerin
- Brown, Leroy (1902–1970), US-amerikanischer Leichtathlet
- Brown, Les (1912–2001), US-amerikanischer Arrangeur, Saxophonist und Big-Band-Leader des Swing
- Brown, Les (* 1945), US-amerikanischer Motivationsredner, Autor, ehemaliger Radio-DJ und ehemaliger Fernsehmoderator
- Brown, Lesley (* 1944), britische Philosophiehistorikerin
- Brown, Leslie (1936–2021), englischer Fußballspieler
- Brown, Leslie H. (1917–1980), britischer Ornithologe, Agrarwissenschaftler und Ökologe
- Brown, Lester P. Jr., US-amerikanischer Offizier, Generalmajor der US Air Force
- Brown, Lester R. (* 1934), US-amerikanischer Umwelt-Analytiker und Buchautor
- Brown, Lew (1893–1958), russisch-amerikanischer Songwriter und Songtexter
- Brown, Liam (* 1999), schottischer Fußballspieler
- Brown, Lillyn (1885–1969), US-amerikanische Blues-Sängerin
- Brown, Lisa (1954–2021), US-amerikanische Schauspielerin
- Brown, Logan (* 1998), US-amerikanisch-kanadischer Eishockeyspieler
- Brown, Lorenzo (* 1990), US-amerikanisch-spanischer BasketballspielerLorenzo Brown (* 1990)

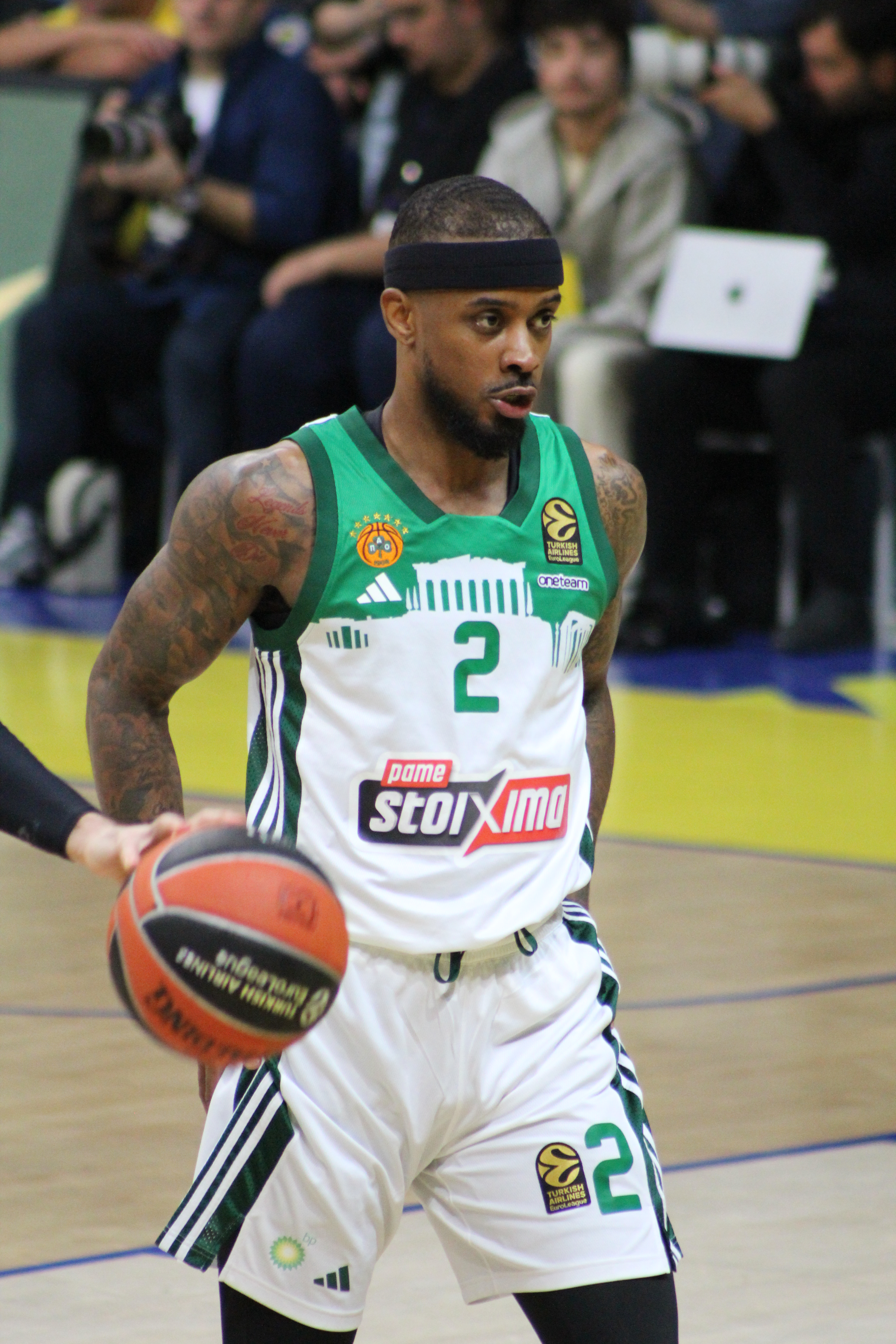
Lorenzo Brown (* 1990)

- Brown, Louise (* 1978), britische Frau, erstes Retortenbaby der Welt
- Brown, Louise Fargo (1878–1955), US-amerikanische Historikerin
- Brown, Lucy (* 1979), englische Schauspielerin
- Brown, Lucy (* 1993), britische Tennisspielerin
- Brown, Lucy Madox (1843–1894), englische Malerin und Schriftstellerin
- Brown, Lynne (* 1961), südafrikanische Politikerin
- Brown, Lytle (1872–1951), US-amerikanischer Offizier, Generalmajor der US-Army

##### Brown, M
- Brown, Maddison (* 1997), australische Schauspielerin
- Brown, Madeleine Duncan (1925–2002), US-amerikanische Geliebte des US-Präsidenten Lyndon B. Johnson
- Brown, Malcolm (1903–1967), US-amerikanischer Filmarchitekt
- Brown, Malcolm (* 1993), US-amerikanischer American-Football-Spieler
- Brown, Malcom (* 1994), US-amerikanischer American-Football-Spieler
- Brown, Marcia (1918–2015), US-amerikanische Autorin und Illustratorin von Kinderbüchern
- Brown, Marcus (* 1974), US-amerikanischer Basketballspieler
- Brown, Margaret (1867–1932), US-amerikanische Philanthropin, Frauenrechts-Aktivistin und Titanic-ÜberlebendeMargaret Brown (1867–1932)

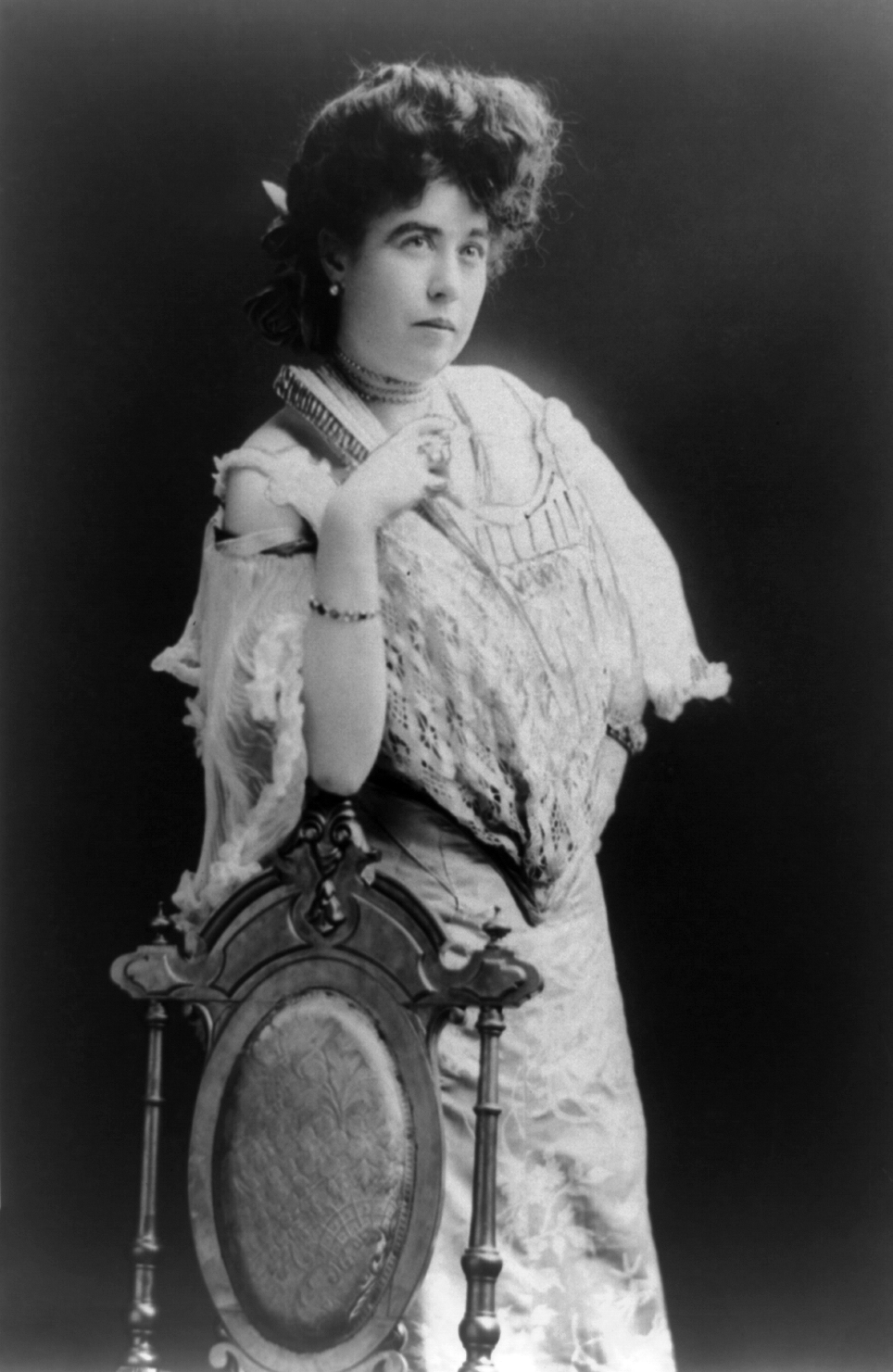
Margaret Brown (1867–1932)

- Brown, Margaret Miller (1903–1970), kanadische Pianistin und Musikpädagogin
- Brown, Margaret Wise (1910–1952), US-amerikanische Kinderbuchautorin
- Brown, Marie Van Brittan (1922–1999), US-amerikanische Krankenschwester und Erfinderin
- Brown, Marion (1931–2010), US-amerikanischer Jazzmusiker und Musikwissenschaftler
- Brown, Mark (* 1963), Politiker der Cookinseln und Premierminister
- Brown, Mark (* 1981), schottischer Fußballspieler
- Brown, Mark Anthony, US-amerikanischer Offizier, Generalmajor der US Air Force
- Brown, Mark N. (* 1951), US-amerikanischer Astronaut
- Brown, Marquise (* 1997), US-amerikanischer Footballspieler
- Brown, Marshall (1920–1983), US-amerikanischer Jazz-Posaunist, Bandleader und Musikpädagoge
- Brown, Martin, Filmproduzent und Artdirector
- Brown, Marty (* 1965), US-amerikanischer Country-Sänger
- Brown, Marvin (* 1974), honduranischer Fußballspieler
- Brown, Mary Christina (* 1986), US-amerikanische Schauspielerin, Model, Tänzerin und Sängerin
- Brown, Matilda (* 1987), australische Schauspielerin und RegisseurinMatilda Brown (* 1987)

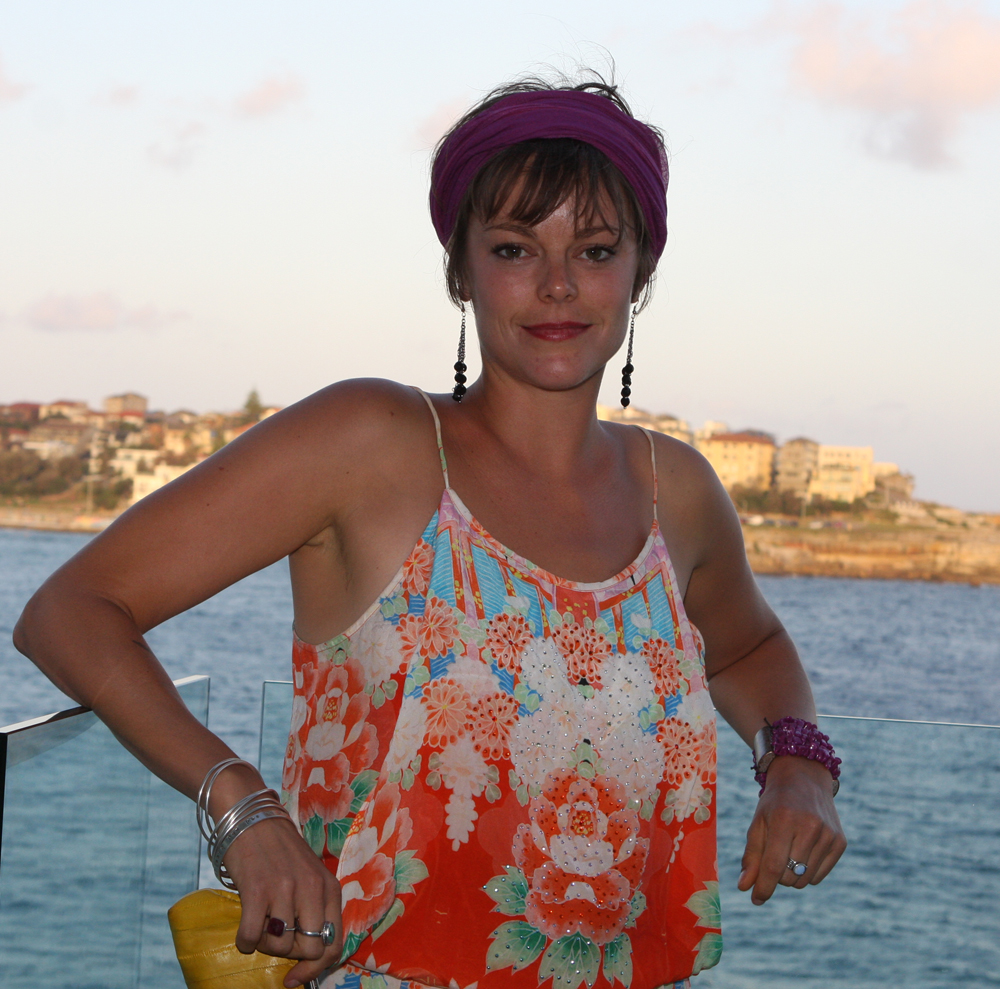
Matilda Brown (* 1987)

- Brown, Matt (* 1971), US-amerikanischer Filmregisseur und Drehbuchautor
- Brown, Maurice (* 1981), amerikanischer Jazzmusiker (Trompete, Rap, Komposition)
- Brown, Maurice J. E. (1906–1975), britischer Musikwissenschaftler
- Brown, Max († 2012), australischer Politiker, Abgeordneter
- Brown, Max (* 1981), britischer Filmschauspieler
- Brown, Maxine (1931–2019), US-amerikanische Countrysängerin
- Brown, Maxine (* 1939), US-amerikanische Soul-Sängerin
- Brown, Mel (1939–2009), US-amerikanischer Blues- und Jazz-Gitarrist
- Brown, Mel (* 1944), US-amerikanischer Jazzmusiker (Schlagzeug)
- Brown, Melvin (* 1979), afromexikanischer Fußballspieler
- Brown, Mercy (1872–1892), US-amerikanische Farmerin und Tuberkuloseopfer
- Brown, Mervyn (1923–2023), britischer Diplomat
- Brown, Mia Arnesby (1867–1931), walisische Malerin
- Brown, Michael (1949–2015), US-amerikanischer Keyboarder und Songschreiber
- Brown, Michael (* 1954), US-amerikanischer Jurist und ehemaliger Regierungsbeamter
- Brown, Michael (* 1977), englischer Fußballspieler und -trainer
- Brown, Michael (1996–2014), US-amerikanischer Schüler, welcher von einem Polizisten erschossen wurde
- Brown, Michael E. (* 1965), US-amerikanischer AstronomMichael E. Brown (* 1965)

Michael E. Brown (* 1965)

- Brown, Michael Stuart (* 1941), US-amerikanischer Genetiker
- Brown, Michele (* 1939), australische Hochspringerin
- Brown, Mike (* 1935), US-amerikanischer Unternehmer und Besitzer des NFL-Teams Cincinnati Bengals
- Brown, Mike (* 1957), englischer Badmintonspieler
- Brown, Mike (* 1970), US-amerikanischer Basketballtrainer
- Brown, Mike (* 1979), kanadischer Eishockeyspieler
- Brown, Mike (* 1985), US-amerikanischer Eishockeyspieler
- Brown, Miles (* 2004), US-amerikanischer Schauspieler (Kinderdarsteller), Synchronsprecher, Rapper und Tänzer
- Brown, Millie Bobby (* 2004), britische Schauspielerin und ModelMillie Bobby Brown (* 2004)

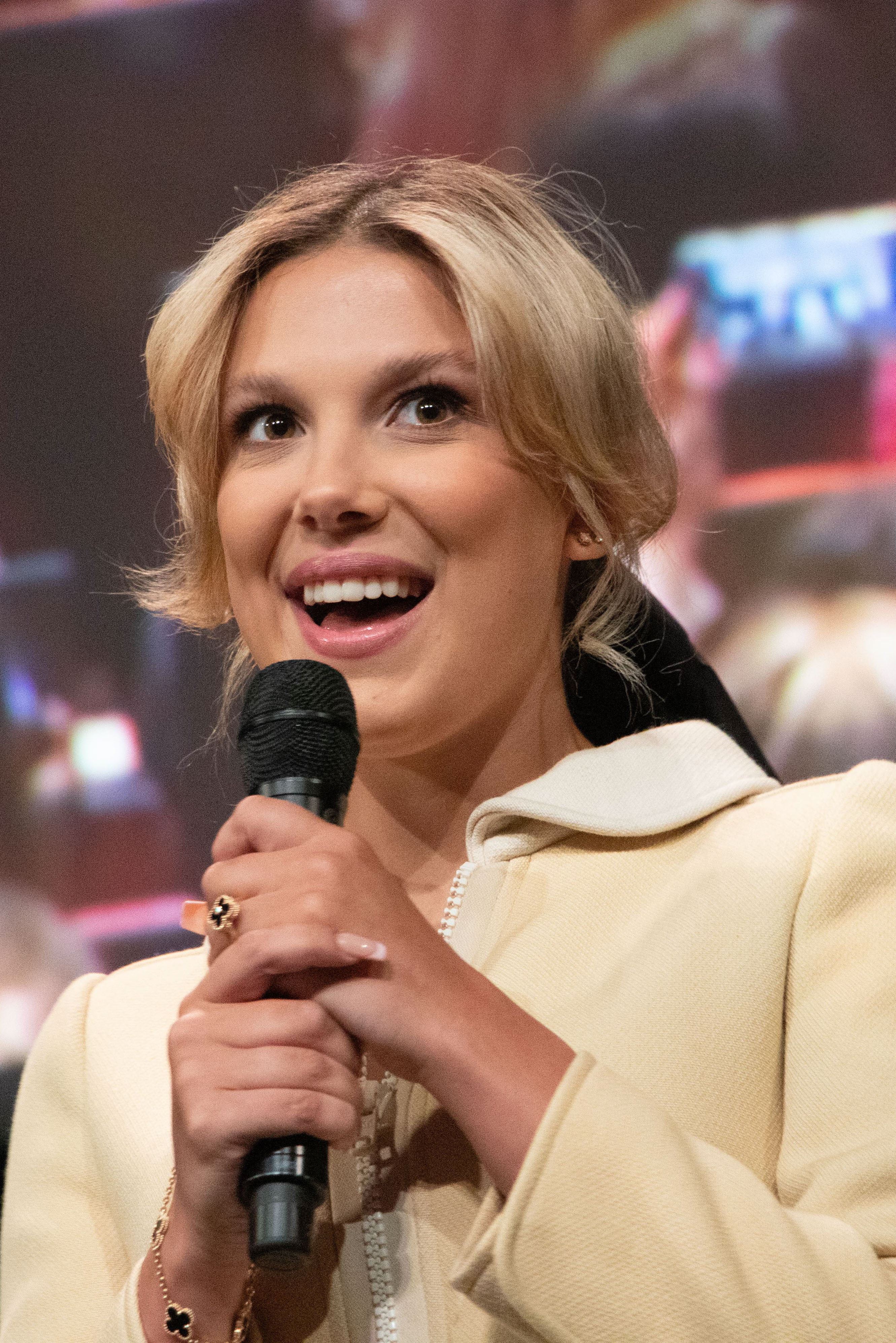
Millie Bobby Brown (* 2004)

- Brown, Milton (1804–1883), US-amerikanischer Politiker
- Brown, Milton (1903–1936), US-amerikanischer Country-Musiker
- Brown, Miquel (* 1945), US-amerikanische Sängerin und Schauspielerin
- Brown, Mitchell (* 1987), neuseeländischer Snowboarder
- Brown, Molly (* 1994), US-amerikanische Schauspielerin
- Brown, Monty (* 1970), US-amerikanischer Wrestler und American-Football-Spieler
- Brown, Mordecai (1876–1948), amerikanischer Baseballspieler
- Brown, Morgan (* 1995), US-amerikanisch-philippinische Fußballspielerin
- Brown, Morton (1931–2024), US-amerikanischer Mathematiker

##### Brown, N
- Brown, Nacio Herb (1896–1964), US-amerikanischer Songwriter und Komponist
- Brown, Nappy (1929–2008), US-amerikanischer Bluessänger
- Brown, Natalie (* 1973), kanadische Schauspielerin
- Brown, Natasha, britische Autorin
- Brown, Nathan (* 1991), US-amerikanischer Straßenradrennfahrer
- Brown, Nathaniel (* 1988), US-amerikanischer Schauspieler
- Brown, Nathaniel (* 2003), deutscher Fußballspieler
- Brown, Neave (1929–2018), britischer Architekt
- Brown, Neil (* 1940), australischer Politiker
- Brown, Neil Jr. (* 1980), US-amerikanischer SchauspielerNeil Brown Jr. (* 1980)

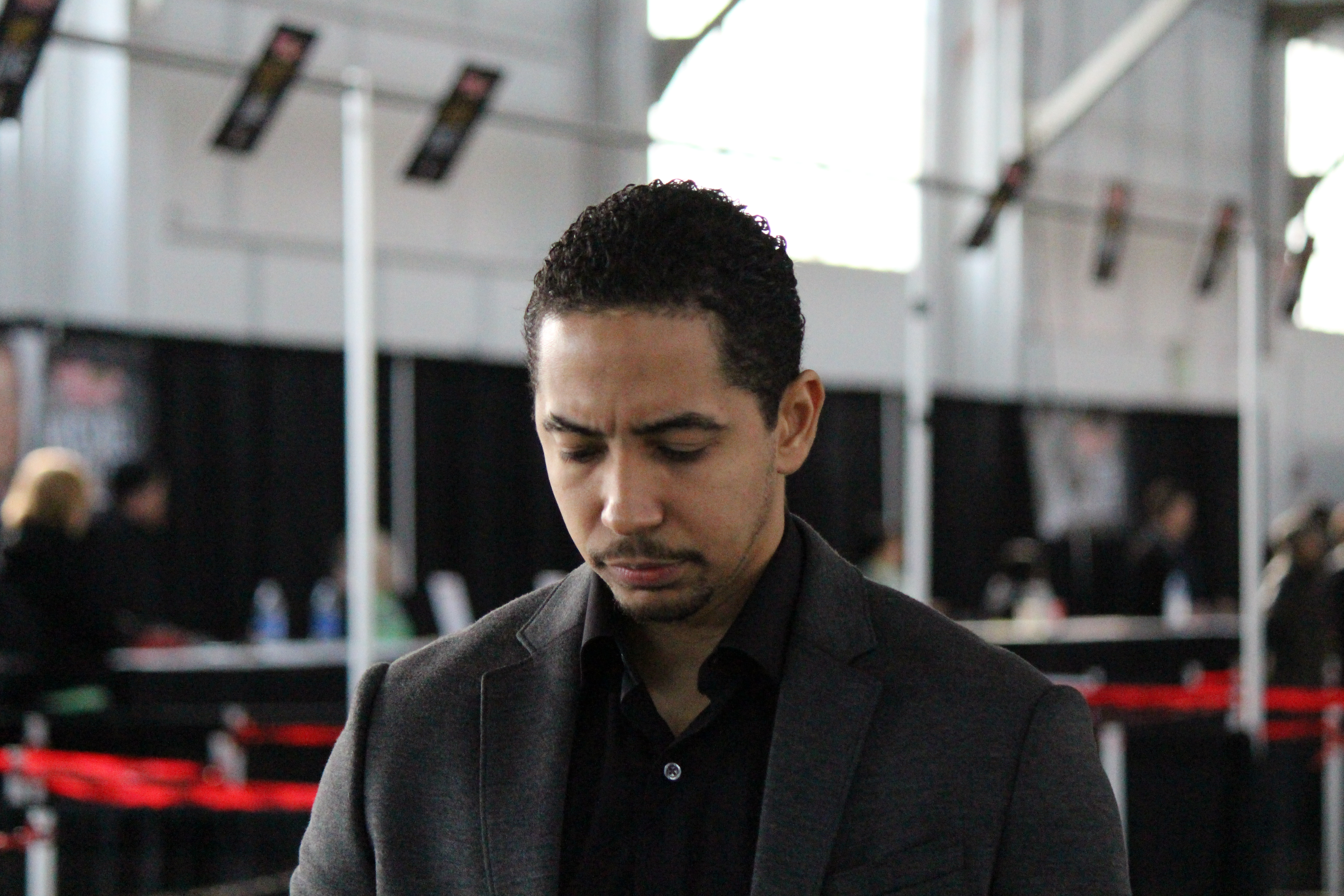
Neil Brown Jr. (* 1980)

- Brown, Neill S. (1810–1886), US-amerikanischer Politiker
- Brown, Newsboy (1905–1977), US-amerikanischer Boxer im Fliegengewicht
- Brown, Nicholas (1792–1859), US-amerikanischer Politiker
- Brown, Nicholas Edward (1849–1934), englischer Botaniker und Taxonom
- Brown, Nicholas Jr. (1769–1841), US-amerikanischer Geschäftsmann
- Brown, Nicholas Sr. (1729–1791), amerikanischer Händler
- Brown, Nick (* 1950), britischer Politiker (Labour), Mitglied des House of Commons
- Brown, Nina Basovic, deutsche Schriftstellerin
- Brown, Norman (* 1961), schottischer Curler
- Brown, Norman (* 1970), amerikanischer Jazzgitarrist
- Brown, Norris (1863–1960), US-amerikanischer Politiker

##### Brown, O
- Brown, O. Nicholas (* 1939), US-amerikanischer Filmeditor
- Brown, Odell (1940–2011), US-amerikanischer R&B- und Jazzmusiker
- Brown, Ola (* 1986), britisch-nigerianische Ärztin und Unternehmerin
- Brown, Oli (* 1989), britischer Bluesrock-Gitarrist und Singer-Songwriter
- Brown, Oliver (* 1994), englischer Snookerspieler
- Brown, Olivia (* 1960), US-amerikanische SchauspielerinOlivia Brown (* 1960)

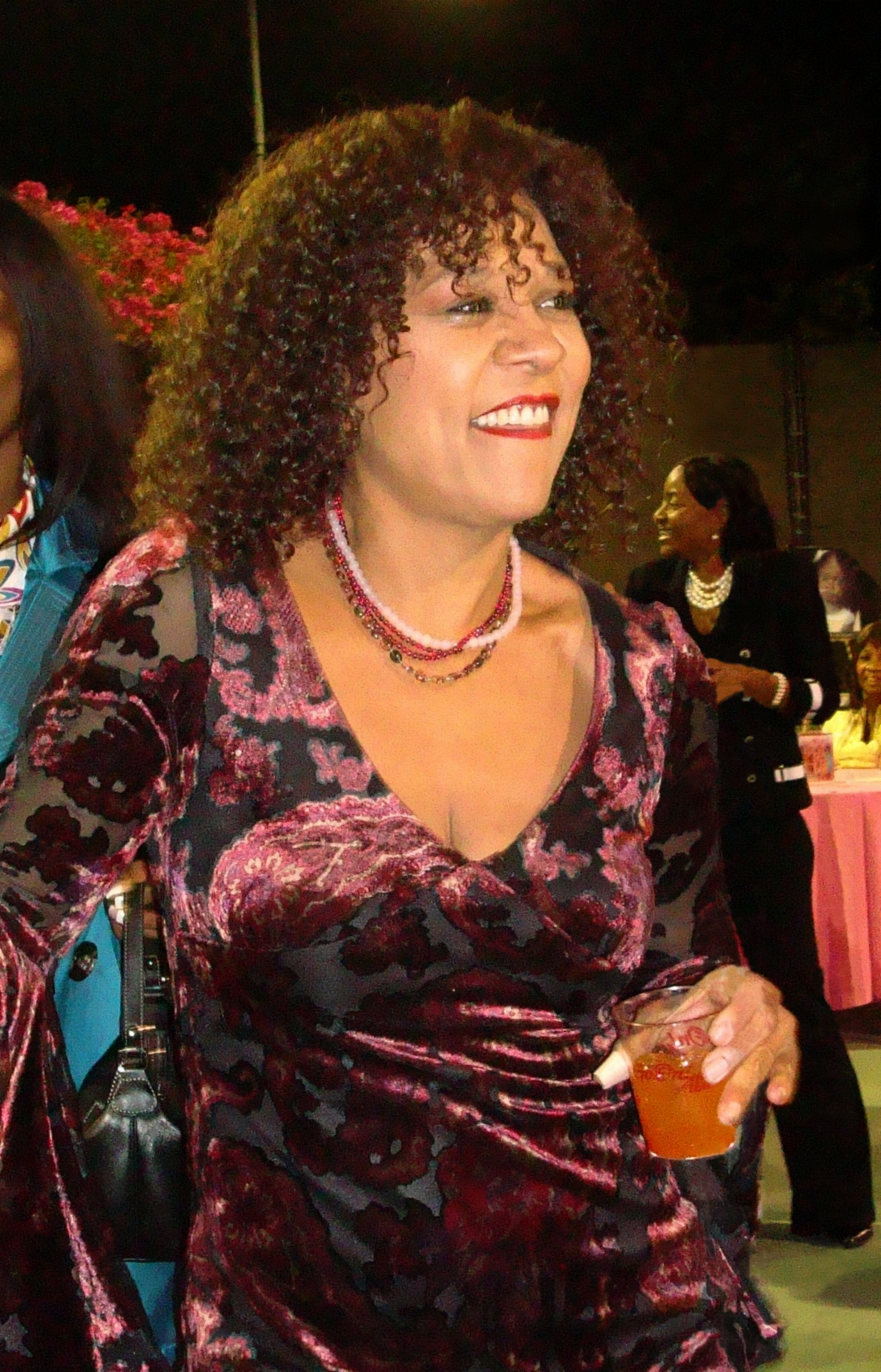
Olivia Brown (* 1960)

- Brown, Olympia (1835–1926), US-amerikanische Frauenrechtlerin und erste ordinierte Ministerin in der Geschichte der Vereinigten Staaten.
- Brown, Omar (* 1982), jamaikanischer Sprinter
- Brown, Oona (* 2004), US-amerikanische Eiskunstläuferin
- Brown, Orien (* 1952), US-amerikanische Sprinterin
- Brown, Orlando (* 1987), US-amerikanischer Schauspieler, Sänger und Synchronsprecher
- Brown, Orlando Jr. (* 1996), US-amerikanischer American-Football-Spieler
- Brown, Oscar, Jr. (1926–2005), US-amerikanischer Jazz-Sänger und Texter
- Brown, Otis III (* 1974), US-amerikanischer Musiker

##### Brown, P
- Brown, P. J. (* 1969), US-amerikanischer Basketballspieler
- Brown, Pamela (1917–1975), britische Schauspielerin
- Brown, Panama Al (1902–1951), panamaischer Boxer
- Brown, Pat (1905–1996), US-amerikanischer Politiker (Demokratische Partei)Pat Brown (1905–1996)

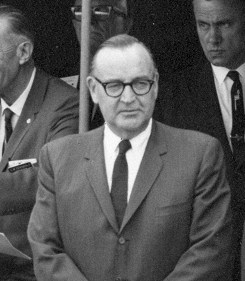
Pat Brown (1905–1996)

- Brown, Pat Crawford (1929–2019), US-amerikanische Schauspielerin
- Brown, Patrick (* 1992), US-amerikanischer Eishockeyspieler
- Brown, Patrick O. (* 1954), US-amerikanischer Biochemiker
- Brown, Paul (1880–1961), amerikanischer Politiker
- Brown, Paul (1908–1991), US-amerikanischer American-Football-Trainer
- Brown, Paul (1934–2016), US-amerikanischer Jazzmusiker
- Brown, Paul (1960–2017), britischer Kostüm- und Bühnenbildner
- Brown, Paul Graham, Musical-Komponist, Regisseur und Autor
- Brown, Paul W. (1915–2000), US-amerikanischer Jurist, Offizier und Politiker (Republikanische Partei)
- Brown, Peggy (* 1930), deutsche Schlagersängerin
- Brown, Pete (1906–1963), US-amerikanischer Saxophonist
- Brown, Pete (1921–2009), norwegischer Jazz- und Unterhaltungsmusiker (Schlagzeug)
- Brown, Pete (1940–2023), britischer Lyriker und Songwriter
- Brown, Peter (* 1935), irischer HistorikerPeter Brown (* 1935)

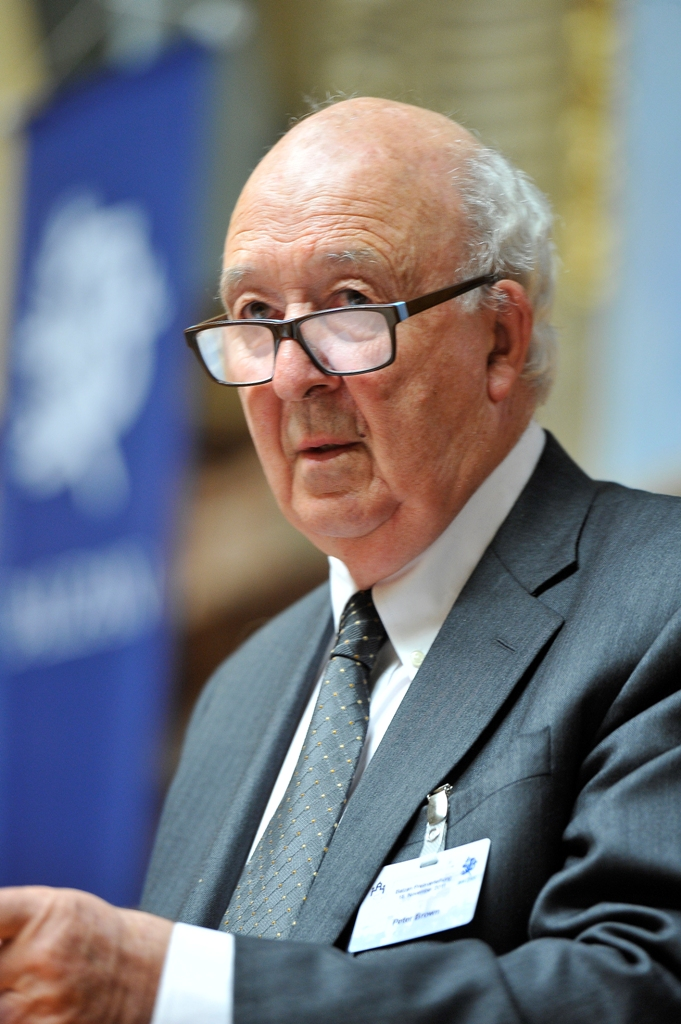
Peter Brown (* 1935)

- Brown, Peter (1935–2016), US-amerikanischer Schauspieler
- Brown, Peter (* 1947), neuseeländischer Ordensgeistlicher, emeritierter römisch-katholischer Bischof von Samoa-Pago Pago
- Brown, Peter (* 1954), australischer Paläoanthropologe
- Brown, Peter (* 1979), amerikanischer Autor und Illustrator
- Brown, Peter (* 1986), kanadischer Schauspieler, Reality-TV-Teilnehmer und Fernsehmoderator
- Brown, Phil (1916–2006), US-amerikanischer Schauspieler
- Brown, Phil (* 1959), englischer Fußballspieler und -trainer
- Brown, Phil (* 1991), kanadischer Skirennläufer
- Brown, Philip (* 1962), britischer Sprinter
- Brown, Pierce (* 1988), US-amerikanischer Science-Fiction-Autor
- Brown, Piney (1922–2009), US-amerikanischer R&B- und Bluessänger und Songwriter
- Brown, Prentiss M. (1889–1973), US-amerikanischer demokratischer Abgeordneter des Repräsentantenhauses und Senator
- Brown, Preston (1872–1948), US-amerikanischer Offizier, Generalmajor der United States Army
- Brown, Princess (* 1986), jamaikanische Fußballschiedsrichterassistentin
- Brown, Pucho (1938–2022), amerikanischer Perkussionist und Bandleader
- Brown, Pud (1917–1996), US-amerikanischer Jazzmusiker und Komponist

##### Brown, R
- Brown, Rachel (* 1980), englische Fußballspielerin
- Brown, Rachel Fuller (1898–1980), US-amerikanische Chemikerin
- Brown, Rafe M. (* 1968), US-amerikanischer Herpetologe und Naturschützer
- Brown, Ralph (* 1957), britischer Schauspieler und DrehbuchautorRalph Brown (* 1957)

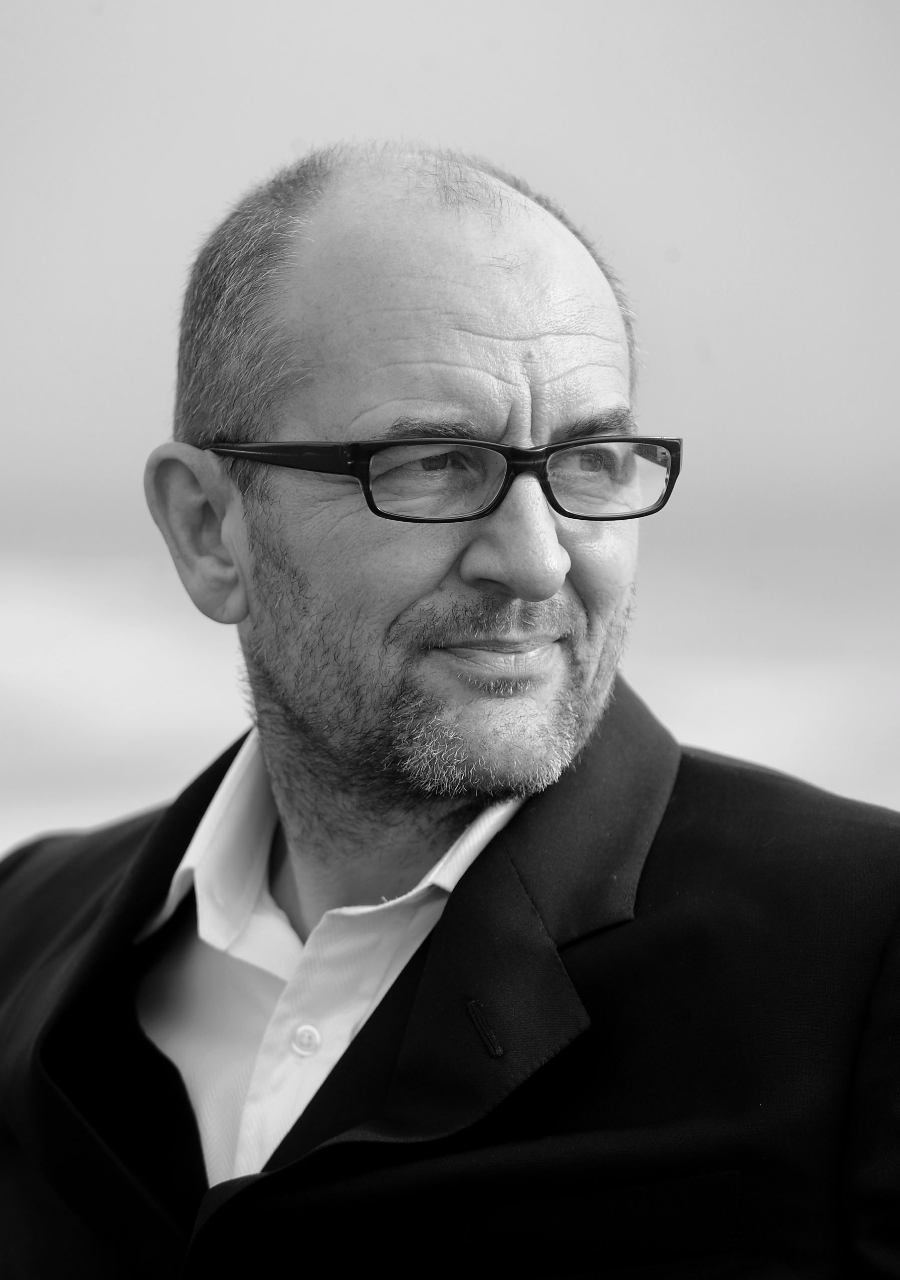
Ralph Brown (* 1957)

- Brown, Ralph Kilner (1909–2003), britischer Hürdenläufer
- Brown, Rasheem (* 2000), kaimanischer Hürdenläufer
- Brown, Ray (1926–2002), US-amerikanischer Jazz-Bassist
- Brown, Raymond Edward (1928–1998), amerikanischer katholischer Neutestamentler
- Brown, Reb (* 1948), US-amerikanischer Schauspieler
- Brown, Reuben (1939–2018), US-amerikanischer Jazzmusiker
- Brown, Rex (* 1964), US-amerikanischer Metal-Bassist
- Brown, Reynaldo (* 1950), US-amerikanischer Hochspringer
- Brown, Rhyon Nicole (* 1992), US-amerikanische Schauspielerin, Sängerin und Tänzerin
- Brown, Richard (1813–1885), US-amerikanischer Segler
- Brown, Richard C. (1939–2004), US-amerikanischer Diplomat
- Brown, Rita Mae (* 1944), US-amerikanische Krimi-SchriftstellerinRita Mae Brown (* 1944)

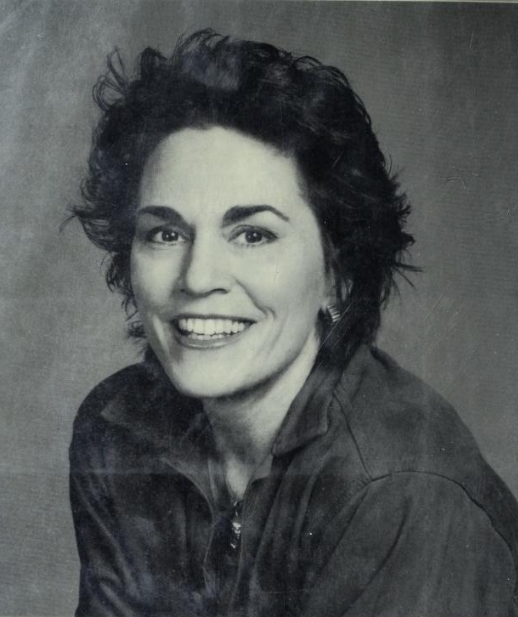
Rita Mae Brown (* 1944)

- Brown, Ritza, italienische Schauspielerin und Filmproduzentin
- Brown, Rob (* 1962), US-amerikanischer Altsaxophonist des Free Jazz
- Brown, Rob (* 1968), kanadischer Eishockeyspieler und -trainer
- Brown, Rob (* 1981), deutsch-kanadischer Eishockeyspieler
- Brown, Rob (* 1984), US-amerikanischer Schauspieler
- Brown, Robert (1744–1823), britisch-amerikanischer Politiker
- Brown, Robert (1773–1858), schottischer Botaniker
- Brown, Robert (1842–1895), schottischer Wissenschaftler, Entdecker und Autor
- Brown, Robert (1873–1935), englischer Fußballtrainer
- Brown, Robert (1921–2003), britischer Schauspieler
- Brown, Robert (1926–2022), US-amerikanischer SchauspielerRobert Brown (1926–2022)

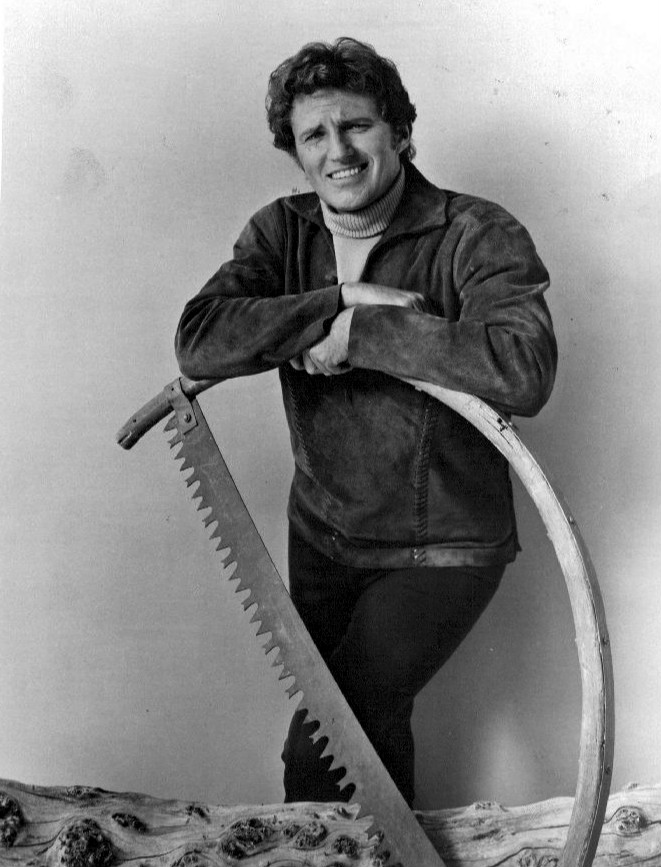
Robert Brown (1926–2022)

- Brown, Robert (* 1929), US-amerikanischer Filmeditor
- Brown, Robert (1937–2007), australischer Hammerwerfer
- Brown, Robert (* 1947), schottischer Politiker
- Brown, Robert Brooks (* 1959), US-amerikanischer Offizier, General der US-Army
- Brown, Robert Hanbury (1916–2002), englischer Physiker und Radioastronom
- Brown, Robert Leslie, australischer Politiker, Mitglied des Parlaments
- Brown, Roberto (* 1977), panamaischer Fußballspieler
- Brown, Robyn (* 1994), philippinische Leichtathletin
- Brown, Roger (1925–1997), US-amerikanischer Psychologe, Professor für Psychologie an der Harvard University
- Brown, Roger (1942–1997), US-amerikanischer Basketballspieler
- Brown, Roger Aaron (* 1949), US-amerikanischer Schauspieler

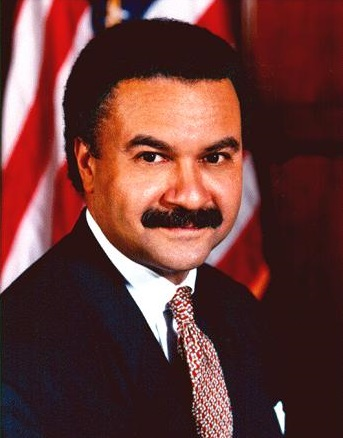
Ron Brown (1941–1996)

- Brown, Roland Wilbur (1893–1961), US-amerikanischer Paläobotaniker und Stratigraph
- Brown, Rollo Walter (1880–1956), US-amerikanischer Schriftsteller und Professor der Rhetorik
- Brown, Ron (1940–2007), schottischer Politiker (Scottish Labour Party), Mitglied des House of Commons
- Brown, Ron (1941–1996), US-amerikanischer PolitikerRon Brown (1941–1996)
- Brown, Ron (* 1961), US-amerikanischer Leichtathlet und Olympiasieger
- Brown, Ronald (1935–2024), britischer Mathematiker
- Brown, Roosevelt (1932–2004), US-amerikanischer American-Football-Spieler und -Trainer
- Brown, Rosel George (1926–1967), US-amerikanische Science-Fiction-Autorin
- Brown, Rosemary (1916–2001), englisches Musikmedium
- Brown, Ross (1934–2014), neuseeländischer Rugby-Union-Spieler
- Brown, Rowland (1897–1963), US-amerikanischer Drehbuchautor und Filmregisseur
- Brown, Roxanna M. (1946–2008), US-amerikanische und thailändische Kunsthistorikerin und Journalistin
- Brown, Roy (1925–1981), US-amerikanischer Blues-Musiker
- Brown, Roy (* 1945), englischer Komiker, Schauspieler, Drehbuchautor und Musiker
- Brown, Roy (* 1945), puerto-ricanischer Liedermacher der Musikrichtung Nueva Trova
- Brown, Rufus E. (1854–1920), US-amerikanischer Jurist
- Brown, Russ, US-amerikanischer Filmtechniker und Produktionsmanager
- Brown, Russell (* 1951), schottischer Politiker
- Brown, Ruth (1928–2006), US-amerikanische Rhythm-’n’-Blues-Sängerin

##### Brown, S
- Brown, Sally, britische Küstenforscherin
- Brown, Sam (* 1964), englische Sängerin und SongwriterinSam Brown (* 1964)

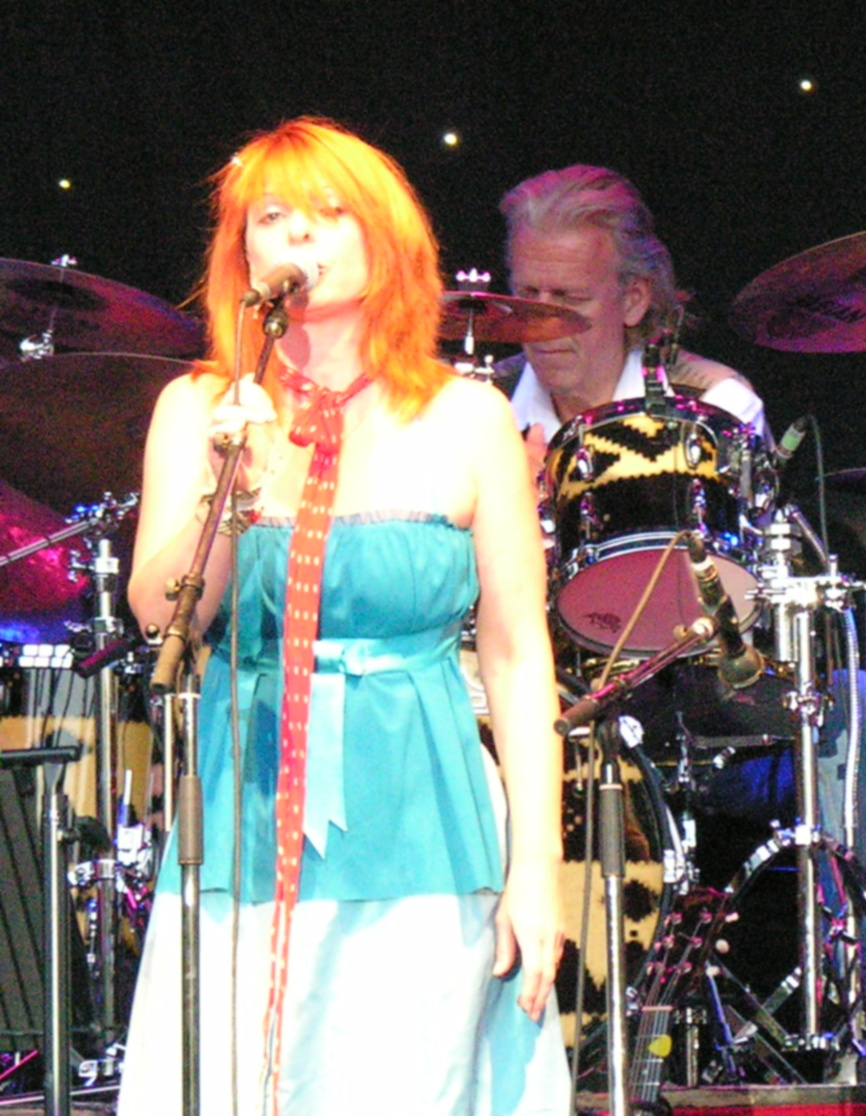
Sam Brown (* 1964)

- Brown, Sam T. (1939–1977), US-amerikanischer Jazzgitarrist
- Brown, Samuel († 1849), englischer Ingenieur und Erfinder
- Brown, Samuel (1776–1852), britischer Marineoffizier und Ingenieur
- Brown, Samuel Robbins (1810–1880), US-amerikanischer Missionar
- Brown, Sandra (* 1946), australische Sprinterin
- Brown, Sandra (* 1948), US-amerikanische Schriftstellerin
- Brown, Sandy (1929–1975), britischer Jazzmusiker
- Brown, Sandy (1939–2014), schottischer Fußballspieler
- Brown, Scott (* 1959), amerikanischer Politiker
- Brown, Scott (* 1972), schottischer DJ und Musikproduzent
- Brown, Scott (* 1985), schottischer Fußballspieler und -trainer
- Brown, Scoville (1915–1994), US-amerikanischer Jazzmusiker
- Brown, Sean (* 1976), kanadischer Eishockeyspieler und -trainer
- Brown, Selvin, honduranischer Fußballschiedsrichter
- Brown, Seth W. (1841–1923), US-amerikanischer Politiker
- Brown, Shannon (* 1985), US-amerikanischer Basketballspieler
- Brown, Sharon (* 1946), kanadische Schriftstellerin
- Brown, Sharon Garlough (* 1969), US-amerikanische Pastorin und Schriftstellerin
- Brown, Shay (* 1973), US-amerikanische Schauspielerin
- Brown, Sheldon (1944–2008), US-amerikanischer Fahrradmechaniker und Autor
- Brown, Sheldon D., US-amerikanischer Theater- und Filmschauspieler
- Brown, Shelley-Ann (* 1980), kanadische Bobfahrerin
- Brown, Sherrod (* 1952), US-amerikanischer Politiker (Demokratische Partei)Sherrod Brown (* 1952)

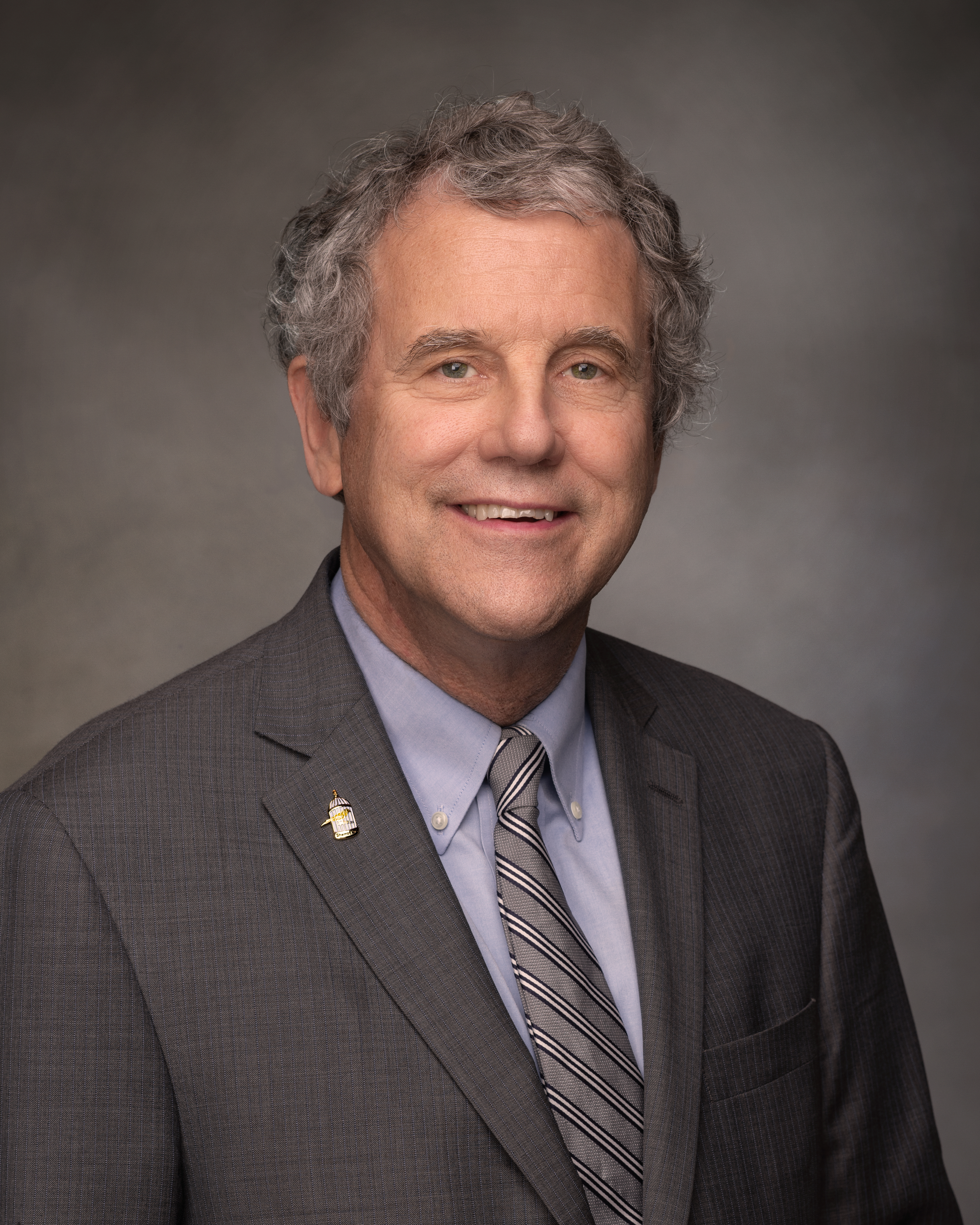
Sherrod Brown (* 1952)

- Brown, Shontel (* 1975), US-amerikanische Politikerin
- Brown, Sidney (1865–1941), Schweizer Maschinenkonstrukteur und Kunstsammler
- Brown, Sidney George (1873–1948), englischer Elektrotechniker, Erfinder und Fellow of the Royal Society
- Brown, Simeon (* 1991), neuseeländischer Politiker der New Zealand National Party
- Brown, Simon (1802–1873), US-amerikanischer Politiker
- Brown, Simon (* 1963), jamaikanischer Boxer
- Brown, Simon, Baron Brown of Eaton-under-Heywood (1937–2023), britischer Anwalt und Richter
- Brown, Simona (* 1994), britische Schauspielerin
- Brown, Simpson Leroy (1881–1966), US-amerikanischer Physiker
- Brown, Sky (* 2008), britische SkateboarderinSky Brown (* 2008)

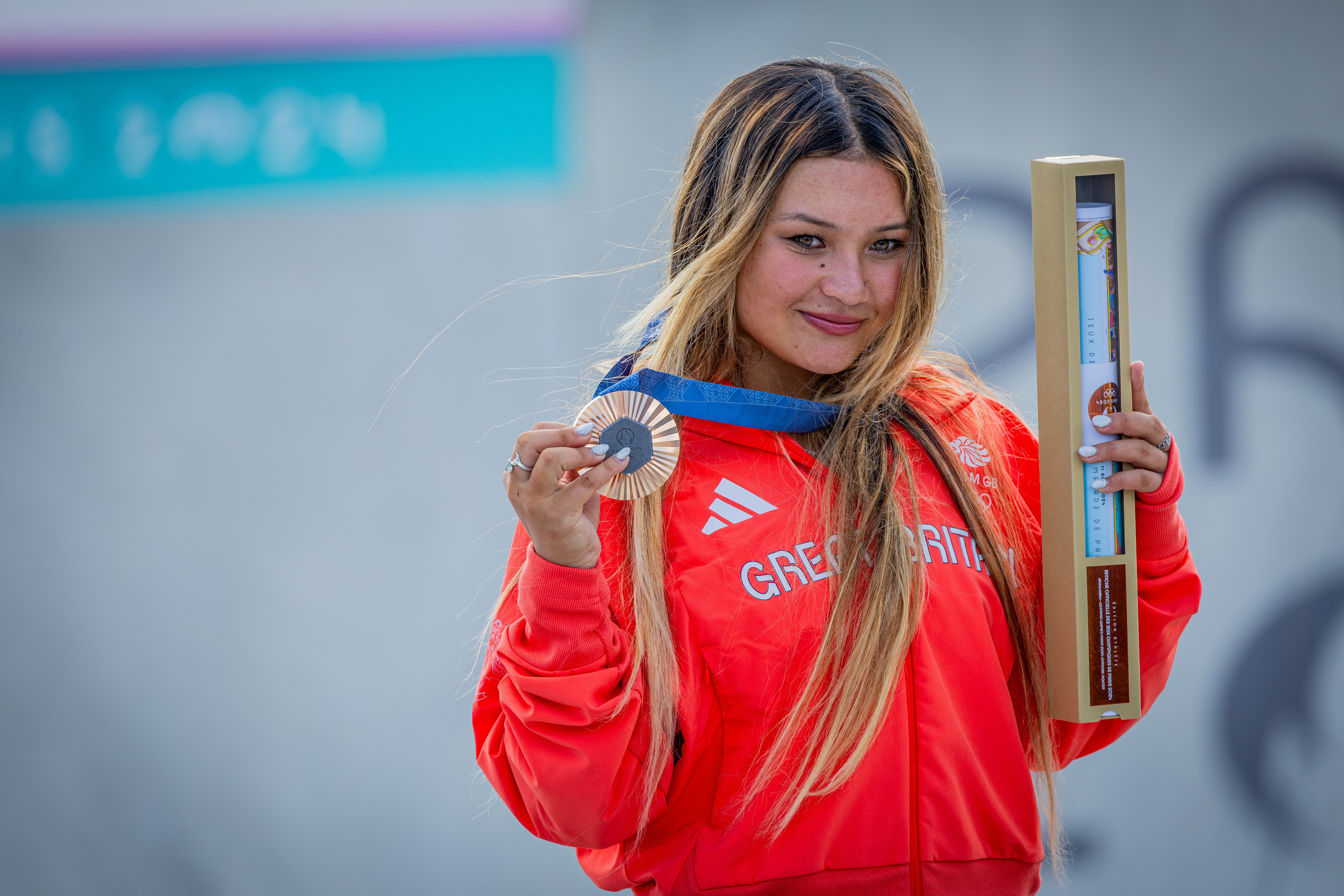
Sky Brown (* 2008)

- Brown, Sleepy (* 1970), US-amerikanischer Sänger und Musikproduzent
- Brown, Sonny (* 1936), US-amerikanischer Jazzmusiker
- Brown, Sophia (* 1991), britische Schauspielerin
- Brown, Sophie (* 1993), englische Badmintonspielerin
- Brown, Sophina (* 1976), US-amerikanische Schauspielerin
- Brown, Spencer (* 2001), kroatisch-US-amerikanischer Leichtathlet
- Brown, Stephen, US-amerikanischer Schauspieler, Synchronsprecher und Tontechniker
- Brown, Stephen F. (* 1940), britischer Bauingenieur für Geotechnik
- Brown, Sterling (* 1995), US-amerikanischer Basketballspieler
- Brown, Sterling K. (* 1976), US-amerikanischer Schauspieler und FilmproduzentSterling K. Brown (* 1976)

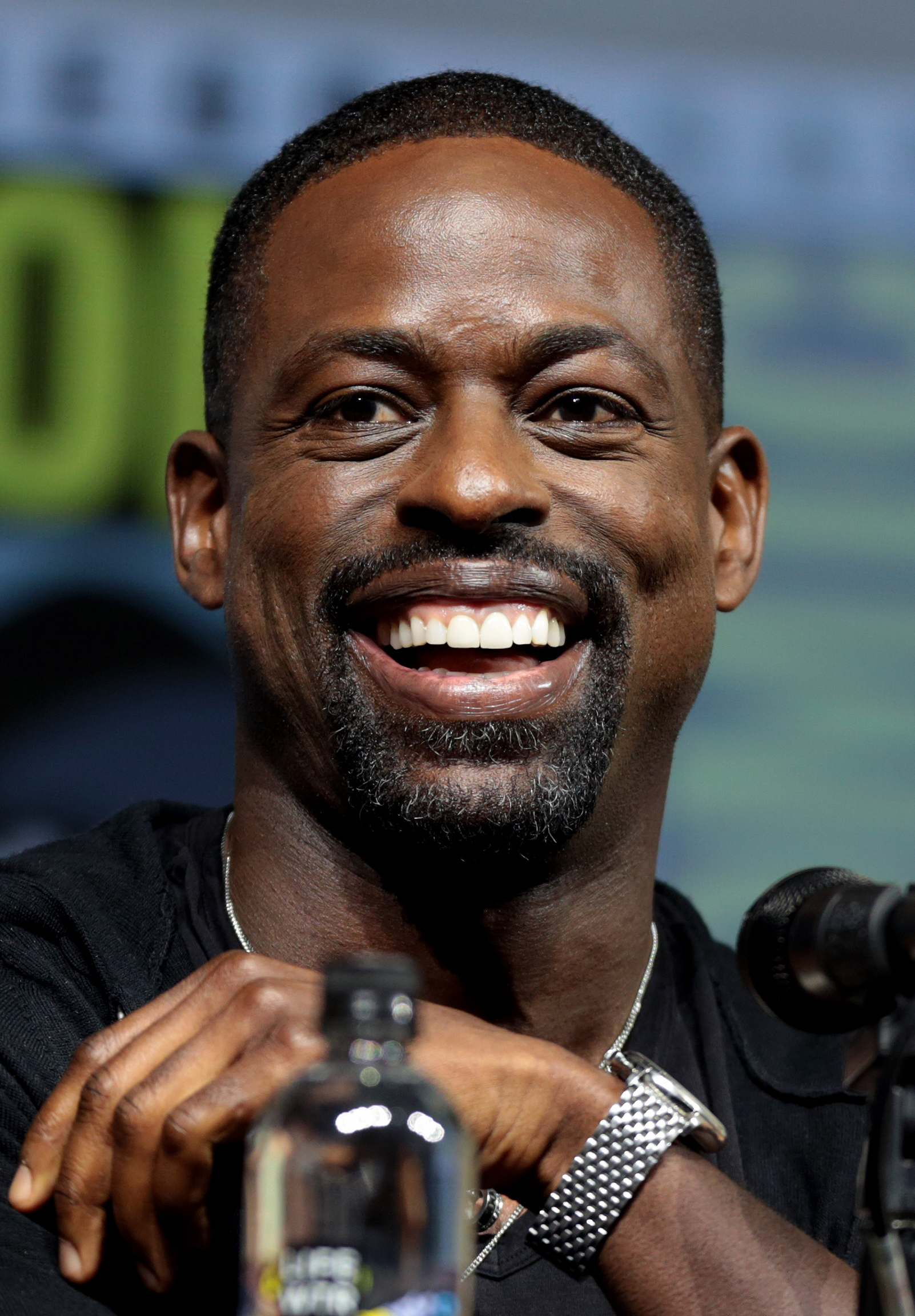
Sterling K. Brown (* 1976)

- Brown, Steve (1890–1965), US-amerikanischer Jazz-Musiker (Kontrabass, Tuba)
- Brown, Steve (* 1962), US-amerikanischer Dartspieler
- Brown, Steve (* 1968), britischer Jazzmusiker (Schlagzeug)
- Brown, Steve (* 1981), englischer Dartspieler
- Brown, Susan (1932–2018), amerikanische Schauspielerin
- Brown, Susan (* 1946), britische Bühnen- und seit den 1970er-Jahren auch Filmschauspielerin
- Brown, Susan N. (1937–2017), britische Mathematikerin und Hochschullehrerin

##### Brown, T
- Brown, Tally (1924–1989), US-amerikanische Sängerin sowie Schauspielerin
- Brown, Tea Robakidze (* 1973), georgische Musikpädagogin, Schauspielerin, Regisseurin, Autorin, Filmproduzentin
- Brown, Ted (* 1927), US-amerikanischer Jazzmusiker
- Brown, Ted W. (1906–1984), US-amerikanischer Politiker
- Brown, Teddy (1900–1946), US-amerikanischer Musiker
- Brown, T'erea (* 1989), US-amerikanische Hürdenläuferin
- Brown, Terry Lee Jr., Produzent und DJ im Bereich der elektronischen Tanzmusik
- Brown, Thad H. (1887–1941), US-amerikanischer Jurist, Offizier und Politiker
- Brown, Thomas (1778–1820), schottischer Philosoph, Arzt und Dichter
- Brown, Thomas (1785–1862), britischer Naturforscher (Ornithologe und Malakologe)
- Brown, Thomas (1785–1867), US-amerikanischer Politiker
- Brown, Thomas (1811–1881), britischer Kaufmann und Politiker
- Brown, Thomas (1885–1950), US-amerikanischer Sportschütze
- Brown, Thomas Townsend (1905–1985), US-amerikanischer Physiker und Ufologe
- Brown, Thomas Wilson (* 1972), US-amerikanischer Filmschauspieler
- Brown, Tiara (* 1988), US-amerikanische Boxerin
- Brown, Tim (1938–1989), US-amerikanischer Eiskunstläufer
- Brown, Tim (* 1962), britischer Industriedesigner
- Brown, Tim (* 1962), US-amerikanischer Politiker (Republikaner)
- Brown, Tim (* 1966), US-amerikanischer American-Football-Spieler
- Brown, Tim (* 1981), neuseeländischer Fußballspieler
- Brown, Timothy Ray (1966–2020), US-amerikanischer ÜbersetzerTimothy Ray Brown (1966–2020)

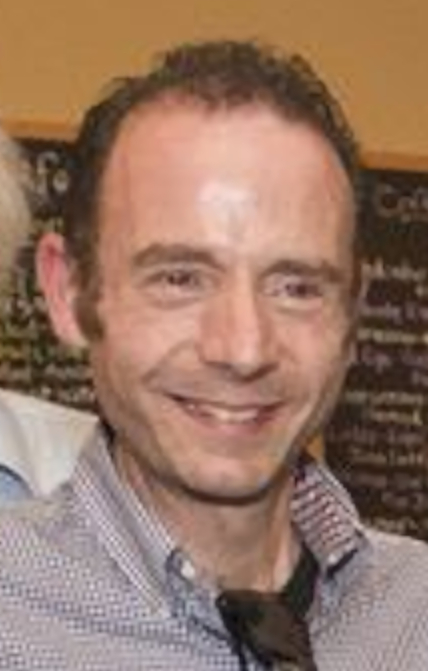
Timothy Ray Brown (1966–2020)

- Brown, Tina (* 1953), britisch-amerikanische Journalistin, Autorin und Zeitungsherausgeberin
- Brown, Titus (1786–1849), US-amerikanischer Politiker
- Brown, Tod David (1936–2023), US-amerikanischer Geistlicher, römisch-katholischer Bischof von Orange in California
- Brown, Tom (1888–1958), US-amerikanischer Jazz-Bigband-Leader
- Brown, Tom (1909–1986), englischer Fußballtorhüter
- Brown, Tom (1915–1990), US-amerikanischer Schauspieler
- Brown, Tom (1922–2011), US-amerikanischer Tennisspieler
- Brown, Tommy (1926–1945), britischer Seemann
- Brown, Tommy (1931–2016), US-amerikanischer R&B-Sänger
- Brown, Tony (* 1945), englischer Dartspieler
- Brown, Tony (* 1945), englischer Fußballspieler
- Brown, Tony (* 1952), britisch-kanadischer Künstler
- Brown, Tony (1967–2022), US-amerikanischer Basketballschiedsrichter
- Brown, Tre (* 1997), US-amerikanischer American-Football-Spieler
- Brown, Treg (1899–1984), US-amerikanischer Filmeditor, Tontechniker und Filmtechnikpionier
- Brown, Trent (* 1993), US-amerikanischer American-Football-SpielerTrent Brown (* 1993)

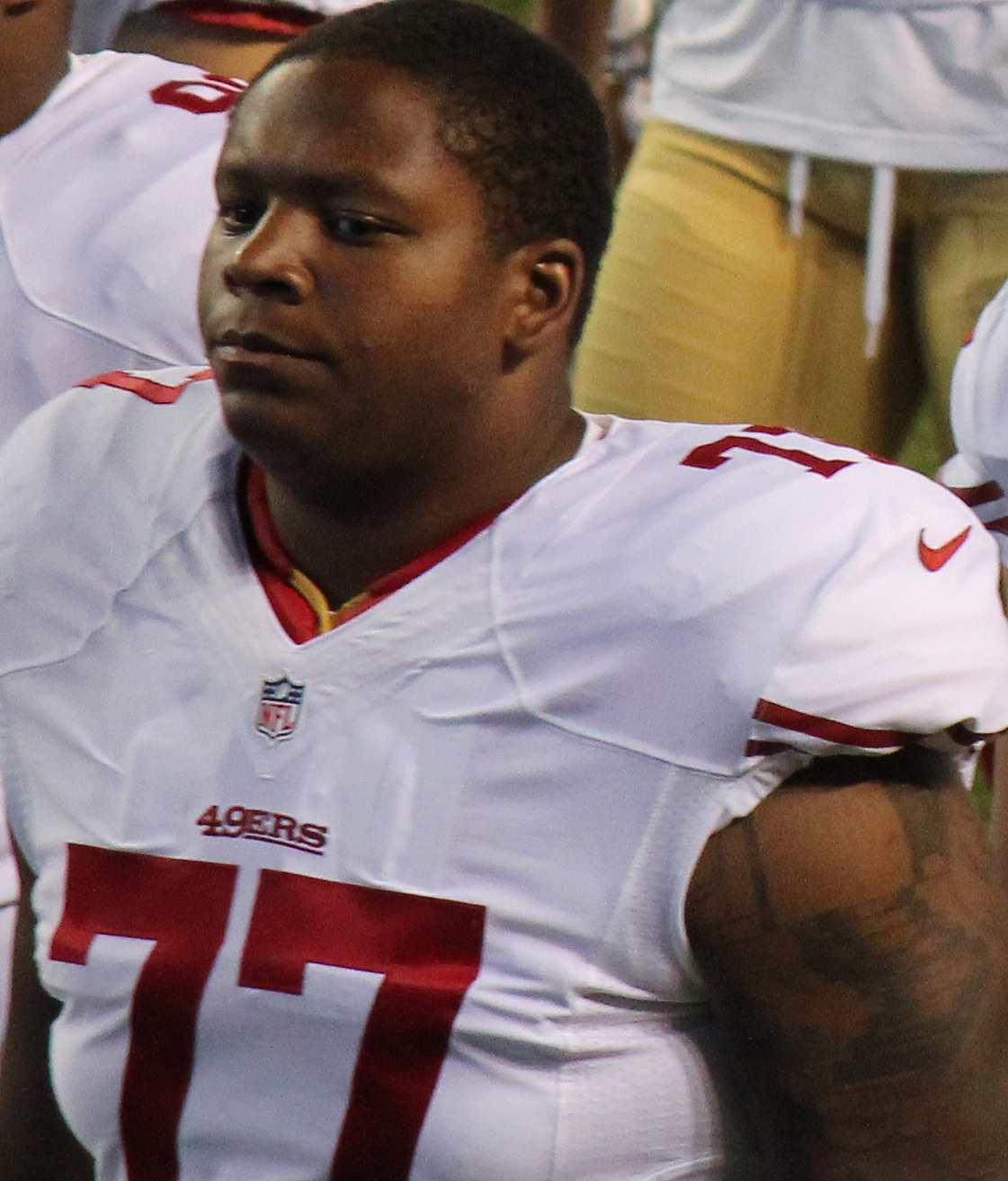
Trent Brown (* 1993)

- Brown, Trisha (1936–2017), US-amerikanische Tänzerin, Choreografin und Ballettdirektorin
- Brown, Troy (* 1971), US-amerikanischer Footballspieler
- Brown, Troy (* 1999), US-amerikanischer Basketballspieler
- Brown, Tyree (* 2004), US-amerikanischer Kinderdarsteller
- Brown, Tyrone (* 1940), US-amerikanischer Jazzbassist

##### Brown, V
- Brown, Vanessa (1928–1999), österreichisch-amerikanische Schauspielerin
- Brown, Vernon (1907–1979), US-amerikanischer Jazz-Posaunist
- Brown, Vernon J. (1874–1964), US-amerikanischer Politiker
- Brown, Vicki (1940–1991), britische Sängerin
- Brown, Víctor (* 1927), bolivianischer Fußballspieler
- Brown, Victoria (* 1985), australische Wasserballspielerin
- Brown, Vincent (* 1967), US-amerikanischer Historiker für afrikanisch-amerikanische Geschichte
- Brown, Violet (1900–2017), jamaikanische Altersrekordlerin
- Brown, Virginia (1940–2009), US-amerikanische Mittellateinerin
- Brown, Virginia Mae (1923–1991), amerikanische Juristin und Regierungsbedienstete
- Brown, Vivian (1941–1998), US-amerikanische Sprinterin
- Brown, VV (* 1983), britische Popmusikerin

##### Brown, W
- Brown, W. Earl (* 1963), US-amerikanischer SchauspielerW. Earl Brown (* 1963)

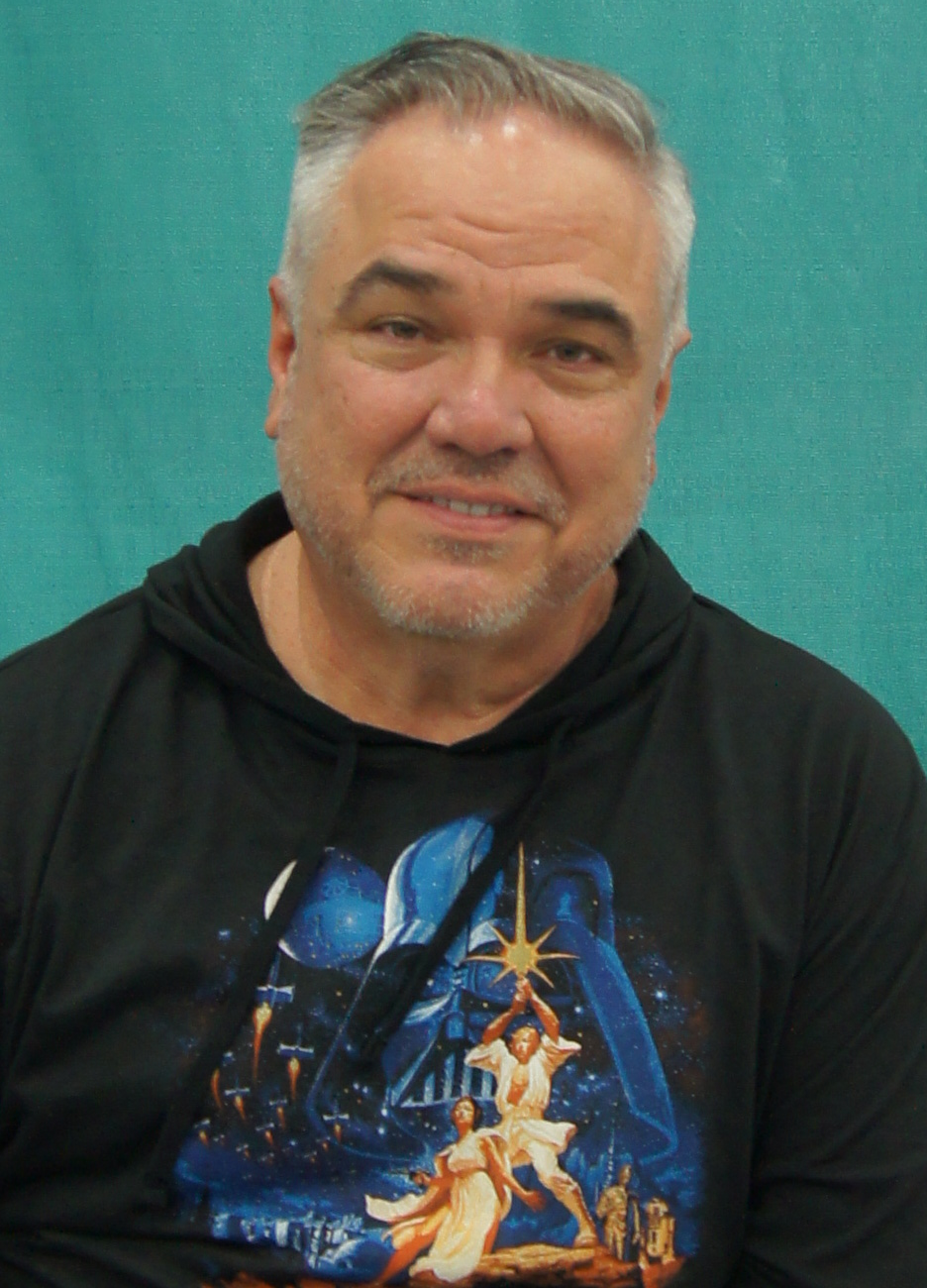
W. Earl Brown (* 1963)

- Brown, Wally (1904–1961), US-amerikanischer Schauspieler
- Brown, Walt (1911–1951), US-amerikanischer Rennfahrer
- Brown, Walter (1917–1956), US-amerikanischer Jazz- und Bluessänger
- Brown, Walter (1925–2011), australischer Kanute
- Brown, Walter A. (1905–1964), US-amerikanischer Basketball- und Eishockeyfunktionär, sowie Eishockeytrainer
- Brown, Walter Creighton (1913–2002), US-amerikanischer Herpetologe
- Brown, Walter Folger (1869–1961), US-amerikanischer Politiker
- Brown, Walter Francis (1853–1929), US-amerikanischer Maler und Illustrator
- Brown, Warren (* 1978), britischer Schauspieler
- Brown, Warwick (* 1949), australischer Rennfahrer
- Brown, Wayne (* 1969), englischer Snookerspieler
- Brown, Wayne (* 1977), englischer Fußballspieler und -trainer
- Brown, Webster E. (1851–1929), US-amerikanischer Politiker
- Brown, Wendell, amerikanischer Informatiker, Unternehmer und Erfinder
- Brown, Wendy (* 1950), neuseeländische Sprinterin
- Brown, Wendy (* 1955), US-amerikanische PolitologinWendy Brown (* 1955)

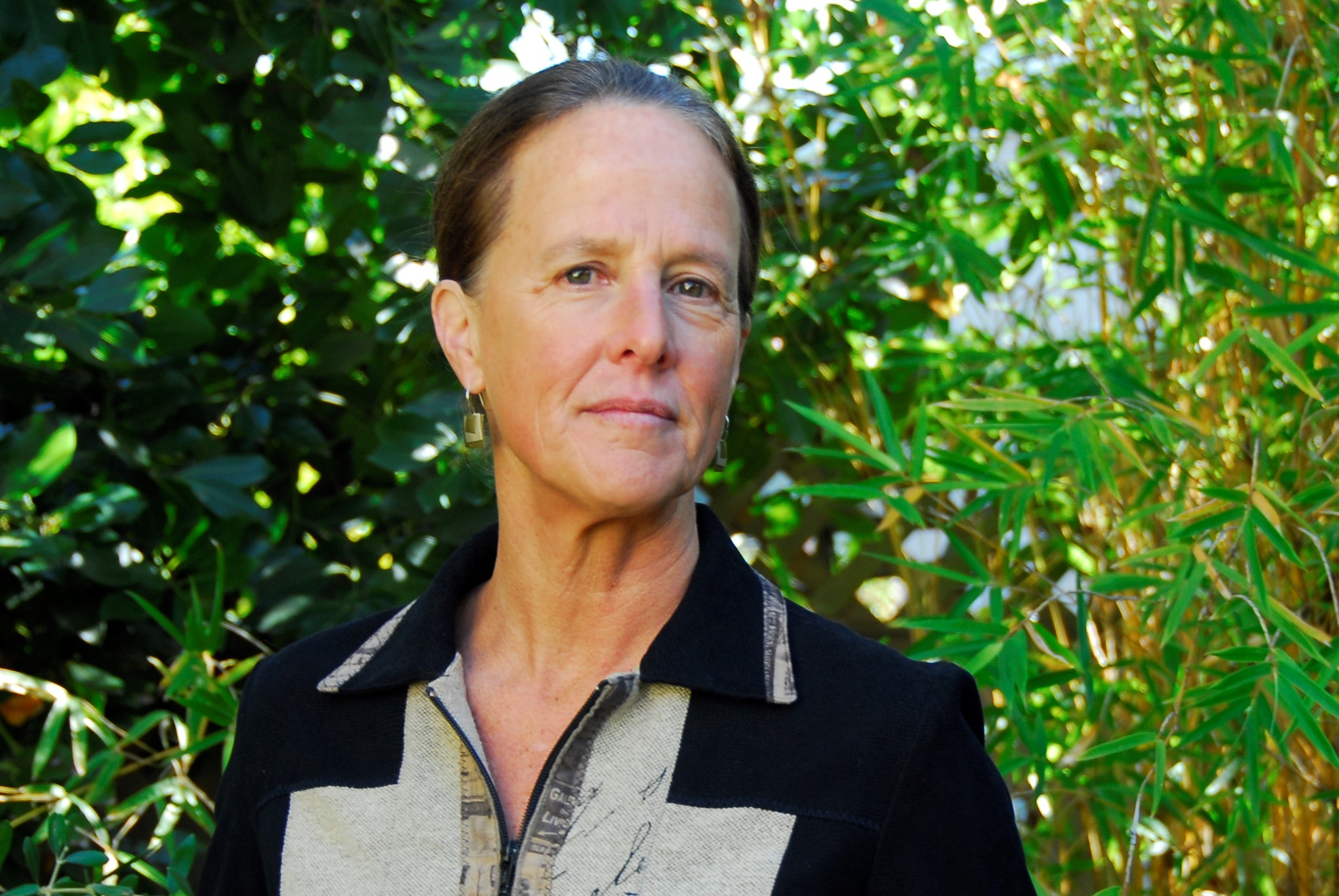
Wendy Brown (* 1955)

- Brown, Wendy (* 1966), US-amerikanische Siebenkämpferin und Dreispringerin
- Brown, Wes (* 1979), englischer Fußballspieler
- Brown, Wes (* 1982), US-amerikanischer Schauspieler
- Brown, Wesley A. (1927–2012), US-amerikanischer Offizier der United States Navy
- Brown, Wilfred, Baron Brown (1908–1985), britischer Politiker, Autor und Wirtschaftsmanager
- Brown, Willa (1906–1992), US-amerikanische Pilotin, Lobbyistin, Lehrerin und Bürgerrechtlerin
- Brown, William, britischer Curler
- Brown, William († 1793), britischer Botaniker, Meuterer
- Brown, William (1777–1857), argentinischer Admiral
- Brown, William (1779–1833), US-amerikanischer Politiker
- Brown, William († 1898), schottischer Jurist und später neuseeländischer Kaufmann, Verleger, Zeitungsbesitzer, Autor, Provincial Superintendent und Politiker
- Brown, William (1876–1961), kanadischer Curler und Olympiasieger
- Brown, William (1928–2005), britischer Bauingenieur
- Brown, William C. (1916–1999), US-amerikanischer Elektrotechniker
- Brown, William Gay junior (1856–1916), US-amerikanischer Politiker
- Brown, William Gay senior (1800–1884), US-amerikanischer Politiker
- Brown, William H. Jr. (1917–1982), amerikanischer Fernsehregisseur, Produzent und Komponist
- Brown, William Hill (1765–1793), amerikanischer Schriftsteller
- Brown, William J. (1805–1857), US-amerikanischer Politiker
- Brown, William J. (1940–1999), US-amerikanischer Jurist und Politiker
- Brown, William Kellock (1856–1934), schottischer Bildhauer
- Brown, William Laurence (1755–1830), schottischer evangelischer Theologe und Moralphilosoph
- Brown, William Lyon (1907–1971), britischer Schauspieler
- Brown, William M. (1850–1915), US-amerikanischer Politiker
- Brown, William R. (1840–1916), US-amerikanischer Politiker
- Brown, William Wallace (1836–1926), US-amerikanischer Politiker
- Brown, William Wells (1814–1884), US-amerikanischer Abolitionist und Autor
- Brown, Willie (1900–1952), US-amerikanischer Blues-Musiker
- Brown, Willie (* 1934), US-amerikanischer Politiker und Bürgermeister
- Brown, Willie (1940–2019), US-amerikanischer American-Football-Spieler
- Brown, Wilson (1804–1855), US-amerikanischer Politiker
- Brown, Wilson (1882–1957), US-amerikanischer Offizier, Vizeadmiral der US-Navy
- Brown, Winthrop G. (1907–1987), US-amerikanischer Diplomat

##### Brown, Y
- Brown, YolanDa (* 1982), britische Jazzmusikerin (Saxophone, Komposition)
- Brown, Yvette Nicole (* 1971), US-amerikanische SchauspielerinYvette Nicole Brown (* 1971)

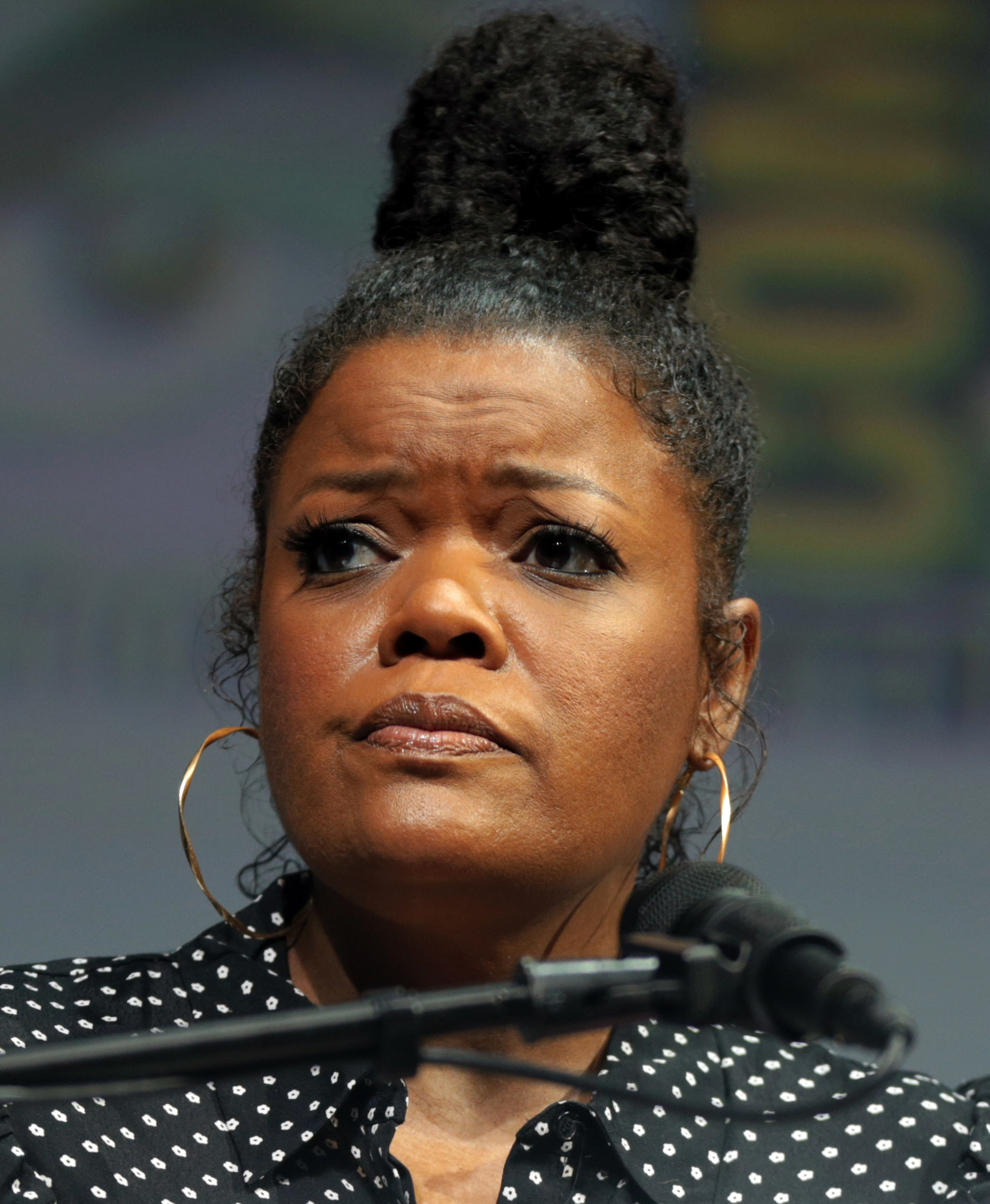
Yvette Nicole Brown (* 1971)

##### Brown, Z
- Brown, Zach (* 1989), US-amerikanischer American-Football-Spieler

#### Brown-

##### Brown-M
- Brown-Miller, Lisa (1966–2025), US-amerikanische Eishockeyspielerin und -trainerin

##### Brown-S
- Brown-Séquard, Charles-Édouard (1817–1894), Physiologe und Neurologe
- Brown-Sherman, Mary Antoinette (1926–2004), liberianische Pädagogin und Afrikas erste Universitäts-Präsidentin

##### Brown-W
- Brown-Waite, Ginny (* 1943), US-amerikanische Politikerin

#### Browna
- Brownawell, W. Dale (* 1942), US-amerikanischer Mathematiker

#### Brownb
- Brownback, Sam (* 1956), US-amerikanischer PolitikerSam Brownback (* 1956)

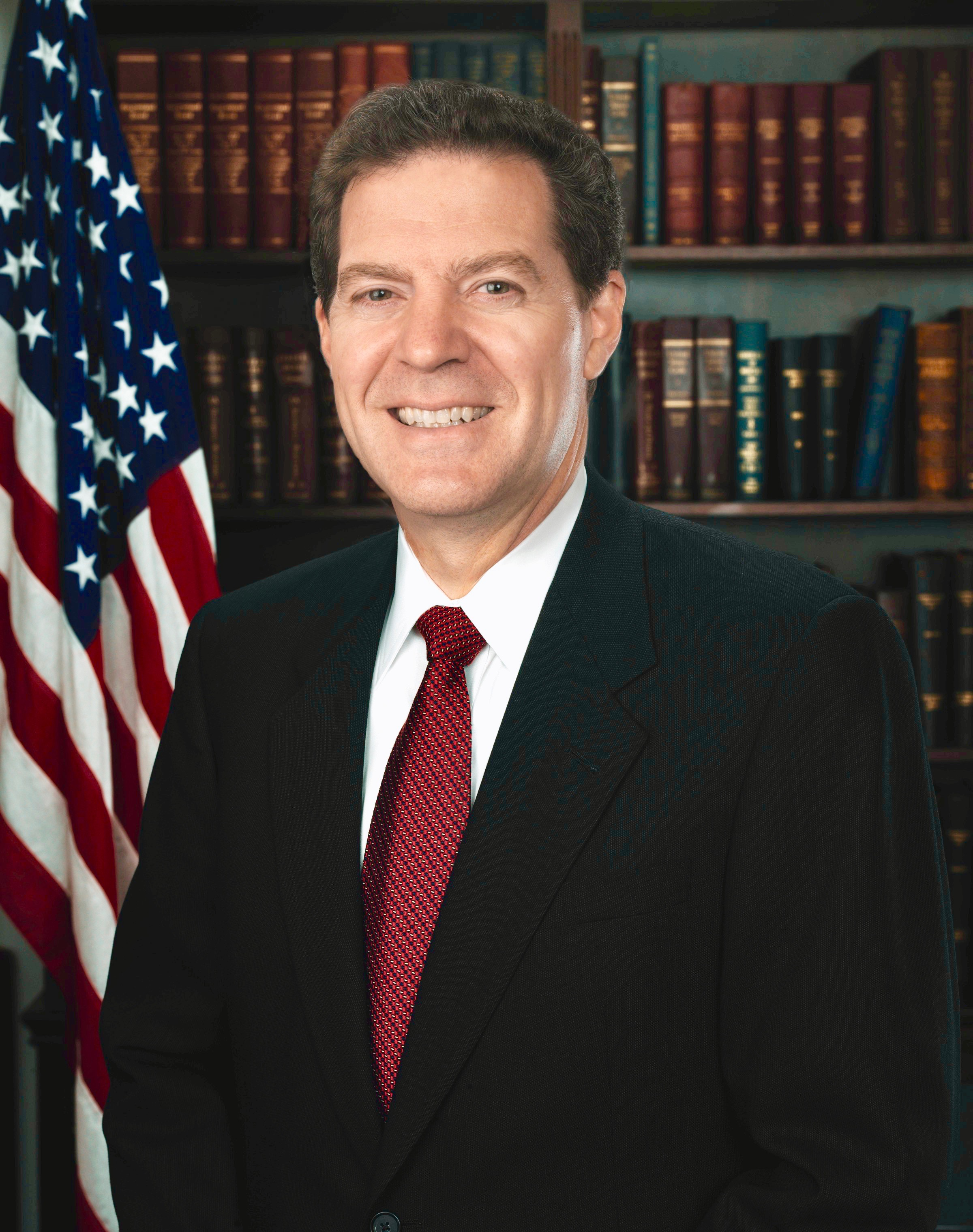
Sam Brownback (* 1956)

- Brownbill, Peter (* 1968), deutscher Schauspieler

#### Browne
- Browne Victor (* 1942), australischer Radrennfahrer
- Browne, Alfred (* 1959), antiguanischer Leichtathlet
- Browne, Alyla (* 2010), australische Schauspielerin
- Browne, Annie Leigh (1851–1936), englisch-britische Lehrerin, Philanthropin und Aktivistin für Frauenrechte, -bildung und das Frauenwahlrecht
- Browne, Anthony (* 1946), britischer Illustrator und Kinderbuchautor
- Browne, Anthony, 1. Viscount Montagu (1528–1592), englischer Politiker und Diplomat der Tudorzeit
- Browne, Anthony, 7. Viscount Montagu (1728–1787), britischer Peer
- Browne, Cendrine (* 1993), kanadische Skilangläuferin
- Browne, Charles (1875–1947), US-amerikanischer Politiker
- Browne, Charles Albert (1870–1947), US-amerikanischer Agrikulturchemiker und Wissenschaftshistoriker
- Browne, Charles Farrar (1834–1867), US-amerikanischer Schriftsteller, Satiriker und Humorist
- Browne, Chris (1952–2023), US-amerikanischer Comiczeichner
- Browne, Clement (1896–1964), US-amerikanischer Wasserballspieler
- Browne, Coral (1913–1991), australisch-amerikanische Theater- und FilmschauspielerinCoral Browne (1913–1991)

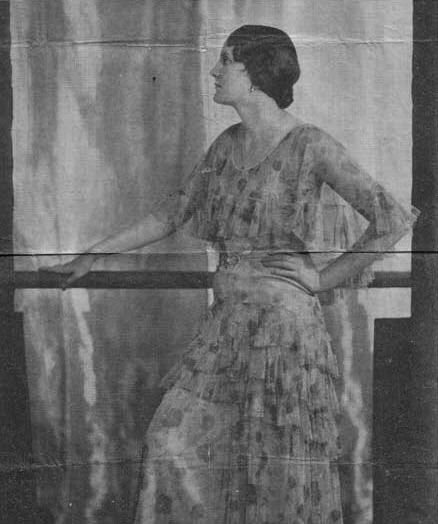
Coral Browne (1913–1991)

- Browne, Dan (* 1975), US-amerikanischer Langstreckenläufer
- Browne, Daniel, irischer Politiker
- Browne, David (* 1960), US-amerikanischer Musikkritiker und Autor
- Browne, Denis (1892–1967), australischer Kinderchirurg
- Browne, Denis (1937–2024), neuseeländischer Geistlicher, römisch-katholischer Bischof von Hamilton in Neuseeland
- Browne, Derek V. (1927–2010), britischer Kameramann
- Browne, Des (* 1952), britischer Politiker, Mitglied des House of Commons
- Browne, Dik († 1989), US-amerikanischer Comiczeichner
- Browne, Dominick, 4. Baron Oranmore and Browne (1901–2002), britischer Peer und Abgeordneter
- Browne, Ebony (1974–2007), US-amerikanische Singer-Songwriterin
- Browne, Edward E. (1868–1945), US-amerikanischer Politiker
- Browne, Edward Granville (1862–1926), britischer Orientalist
- Browne, Ernest de Sylly Hamilton (1855–1946), irischer Jurist und Tennisspieler
- Browne, Fad (1906–1991), irischer Politiker (Fianna Fáil)
- Browne, Frances (1816–1879), irische Dichterin und Romanautorin
- Browne, Francis (1880–1960), irischer Jesuit, Militärkaplan und Fotograf
- Browne, Gaston (* 1967), antiguanischer Politiker
- Browne, Geoffrey, 3. Baron Oranmore and Browne (1861–1927), britischer Politiker und Peer
- Browne, Georg (1698–1792), russischer Feldmarschall
- Browne, George Elmer (1871–1946), US-amerikanischer Maler und Grafiker
- Browne, George Forrest (1833–1930), englischer Bischof und Gelehrter
- Browne, George H. (1818–1885), US-amerikanischer Jurist und Politiker
- Browne, George, 8. Viscount Montagu (1769–1793), britischer Peer
- Browne, Gordon (1858–1932), britischer Illustrator
- Browne, Hablot Knight (1815–1882), englischer Illustrator
- Browne, Henriette (1829–1901), französische Malerin des Orientalismus
- Browne, Howard (1908–1999), US-amerikanischer Krimi-Schriftsteller
- Browne, Howe, 2. Marquess of Sligo (1788–1845), irischer Staatsmann
- Browne, Ian (1931–2023), australischer Bahnradsportler und Olympiasieger
- Browne, Jack, Baron Craigton (1904–1993), britischer Politiker (Unionist Party), Mitglied des House of Commons
- Browne, Jackson (* 1948), US-amerikanischer RockmusikerJackson Browne (* 1948)

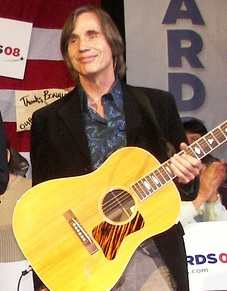
Jackson Browne (* 1948)

- Browne, James (* 1966), antiguanischer Weitspringer
- Browne, James (* 1975), irischer Politiker (Fianna Fáil)
- Browne, Janet (* 1950), britische Wissenschaftshistorikerin
- Browne, Jeremy (* 1970), britischer Politiker
- Browne, Jeremy, 11. Marquess of Sligo (1939–2014), irischer Peer und Unternehmer
- Browne, Johann Georg von (1742–1794), kaiserlicher Generalfeldzeugmeister
- Browne, John (1936–2019), irischer Politiker (Fine Gael)
- Browne, John (* 1948), irischer Politiker (Fianna Fáil), Teachta Dála
- Browne, John Ross (1817–1875), US-amerikanischer Künstler und Autor
- Browne, John, 1. Marquess of Sligo (1756–1809), irisch-britischer Peer und Politiker
- Browne, John, Baron Browne of Madingley (* 1948), britischer Manager, ehemaliger CEO von BP
- Browne, Kale (* 1950), US-amerikanischer Schauspieler
- Browne, Kathie (1930–2003), US-amerikanische Schauspielerin
- Browne, Kwesi (* 1994), Radsportler aus Trinidad und Tobago
- Browne, Leslie (* 1957), US-amerikanische Balletttänzerin und Schauspielerin
- Browne, Lucas (* 1979), australischer Boxer
- Browne, Lucile (1907–1976), US-amerikanische Schauspielerin
- Browne, Malcolm (1931–2012), US-amerikanischer Journalist und Fotograf
- Browne, Marcilio (* 1989), brasilianischer Windsurfer
- Browne, Marcus (* 1990), US-amerikanischer Boxer im Halbschwergewicht
- Browne, Marjorie Lee (1914–1979), US-amerikanische Mathematikerin und Hochschullehrerin
- Browne, Mark (* 1995), vincentischer Fußballspieler
- Browne, Martha Steffy (1898–1990), österreichisch-amerikanische Wirtschaftswissenschaftlerin
- Browne, Martin, irischer Politiker (Sinn Féin)
- Browne, Mary Bonaventure, irische Äbtissin und Geschichtsschreiberin
- Browne, Mary Kendall (1891–1971), US-amerikanische Tennisspielerin
- Browne, Maximilian Ulysses (1705–1757), österreichischer Feldmarschall irischer AbstammungMaximilian Ulysses Browne (1705–1757)

Maximilian Ulysses Browne (1705–1757)

- Browne, Melissa (* 1991), US-amerikanische Quidditch- und Beachhandballspielerin
- Browne, Michael, antiguanischer Politiker
- Browne, Michael (1887–1971), irischer Dominikaner, Erzbischof und Kurienkardinal
- Browne, Michael (1930–2008), irischer Politiker
- Browne, Mitchell (* 1966), antiguanischer Leichtathlet
- Browne, Moses (1704–1787), englischer Geistlicher und Dichter
- Browne, Nicholas Walker (1947–2014), britischer Diplomat
- Browne, Noah Kenshin (* 2001), japanischer Fußballspieler
- Browne, Noel (1915–1997), irischer Politiker (Clann na Poblachta, Fianna Fáil, National Progressive Democrats, Irish Labour Party, Socialist Labour Party)
- Browne, Olin (* 1959), US-amerikanischer Golfer
- Browne, Paddy (* 1965), irischer Snookerspieler
- Browne, Patrick († 1790), irischer Botaniker und Mediziner
- Browne, Philipp Georg von (1727–1803), k. k. Feldmarschall-Lieutenant
- Browne, Rachel (1934–2012), US-amerikanische Tänzerin und Choreographin
- Browne, Raymond (* 1957), irischer Geistlicher, römisch-katholischer Bischof von Kerry
- Browne, Reno (1921–1991), US-amerikanische Schauspielerin
- Browne, Rhodes (1865–1936), US-amerikanischer Unternehmer und Politiker
- Browne, Robert († 1633), Gründer der englischen puritanischen Separatisten
- Browne, Robert Charles (* 1952), US-amerikanischer Mörder und vermuteter Serienmörder
- Browne, Robert Tecumtha (1882–1978), afroamerikanischer Lehrer, Philosoph und Hermetiker
- Browne, Roger (1930–2024), US-amerikanischer Schauspieler
- Browne, Ronnie (* 1937), schottischer Folk-Musiker
- Browne, Roscoe Lee (1922–2007), US-amerikanischer Schauspieler
- Browne, Samuel († 1698), englischer Mediziner und Arzt der britischen Ostindien-Kompanie im indischen Madras
- Browne, Seán (1916–1996), irischer Politiker (Fianna Fáil)
- Browne, Tara (1945–1966), britischer Adliger und Erbe der Guinness-Familie
- Browne, Thom (* 1965), US-amerikanischer Modeschöpfer
- Browne, Thomas (1605–1682), englischer Philosoph
- Browne, Thomas Gore (1807–1887), britischer Offizier und Gouverneur der britischen Kolonien St. Helena, Neuseeland und Tasmanien
- Browne, Thomas H. B. (1844–1892), US-amerikanischer Politiker
- Browne, Thomas M. (1829–1891), US-amerikanischer Politiker
- Browne, Tom (* 1954), US-amerikanischer Jazztrompeter und Sänger des Jazzfunk
- Browne, Vincent (* 1947), irischer Bildhauer
- Browne, Virgil (1877–1979), US-amerikanischer Unternehmer sowie Erfinder
- Browne, Wallace, Baron Browne of Belmont (* 1947), nordirischer Politiker (DUP)
- Browne, Walter (1949–2015), US-amerikanischer Schachmeister
- Browne, William, englischer Dichter
- Browne, William George (1768–1813), englischer Reisender, der als Privatier Ägypten und Darfur erkundete
- Browne, William Joseph (1897–1991), kanadischer Politiker
- Browne, William Montague (1823–1883), US-amerikanischer Politiker, Außenminister und General der Konföderation
- Browne, William Rowan (1884–1975), australischer Geologe, Petrograph und Mineraloge
- Browne-Camus, Johann Georg von (1767–1827), 3. Graf Browne of Camas, russischer Oberst und Malteser Ritter
- Browne-Marke, Nicholas Colin (* 1957), sierra-leonischer Richter
- Browne-Wilkinson, Nicolas, Baron Browne-Wilkinson (1930–2018), britischer Richter und Jurist
- Brownell, Charles De Wolf (1822–1909), amerikanischer Maler
- Brownell, Chauncey W. (1847–1938), US-amerikanischer Politiker und Anwalt
- Brownell, Herbert junior (1904–1996), US-amerikanischer PolitikerHerbert Brownell junior (1904–1996)

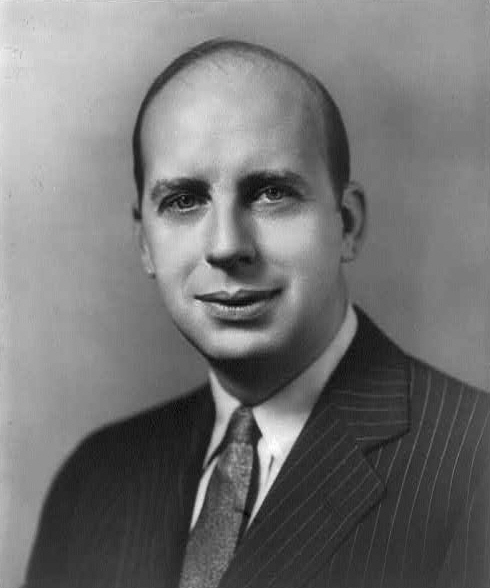
Herbert Brownell junior (1904–1996)

- Brownell, Robert L., Jr. (* 1943), US-amerikanischer Walforscher
- Brownell, Timothy (* 1997), US-amerikanischer Squashspieler
- Browner, Alison (* 1957), irische Opernsängerin (Mezzosopran)
- Browner, Brandon (* 1984), US-amerikanischer American-Football-Spieler
- Browner, Carol M. (* 1955), US-amerikanische Umweltpolitikerin

#### Brownh
- Brownhill, Josh (* 1995), englischer Fußballspieler

#### Browni
- Browning, Angela (* 1946), britische Politikerin, Mitglied des House of Commons und Life Peer
- Browning, Ben, Filmproduzent
- Browning, Cecil (1883–1953), britischer Racketsspieler
- Browning, Christopher (* 1944), US-amerikanischer Historiker
- Browning, Danielle (* 1981), jamaikanische Sprinterin
- Browning, David (1931–1956), US-amerikanischer Wasserspringer
- Browning, Don Spencer (1934–2010), US-amerikanischer praktischer Theologe
- Browning, Edmond Lee (1929–2016), US-amerikanischer Geistlicher, Oberhaupt der Episcopal Church in the USA
- Browning, Emily (* 1988), australische SchauspielerinEmily Browning (* 1988)

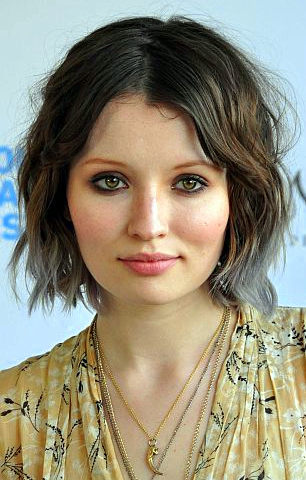
Emily Browning (* 1988)

- Browning, Frederick (1896–1965), britischer Generalleutnant
- Browning, Gordon (1889–1976), US-amerikanischer Politiker
- Browning, James (1850–1921), US-amerikanischer Politiker
- Browning, John (1933–2003), US-amerikanischer Pianist
- Browning, John Moses (1855–1926), US-amerikanischer WaffentechnikerJohn Moses Browning (1855–1926)

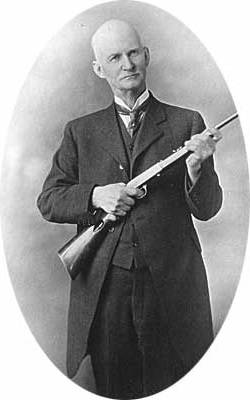
John Moses Browning (1855–1926)

- Browning, Kayle (* 1992), US-amerikanische Sportschützin
- Browning, Kurt (* 1966), kanadischer Eiskunstläufer
- Browning, Logan (* 1989), US-amerikanische Schauspielerin
- Browning, Nadia, neuseeländische Fußballschiedsrichterin
- Browning, Orville Hickman (1806–1881), US-amerikanischer Politiker
- Browning, Philip Embury (1866–1937), US-amerikanischer Chemiker
- Browning, Rex (1930–2009), britischer Diplomat und Verwaltungsbeamter
- Browning, Ricou (1930–2023), US-amerikanischer Regisseur, Drehbuchautor, Schauspieler
- Browning, Robert (1812–1889), englischer Dichter und Dramatiker
- Browning, Robert (1914–1997), britischer Byzantinist
- Browning, Rohan (* 1997), australischer Sprinter
- Browning, Steven Alan (* 1949), US-amerikanischer Botschafter
- Browning, Timothy (* 1976), britischer Mathematiker
- Browning, Tod († 1962), US-amerikanischer Filmregisseur und Schauspieler
- Browning, Tyias (* 1994), chinesischer Fußballspieler
- Browning, W., britischer Cricketspieler
- Browning, William Docker (1931–2008), US-amerikanischer Jurist
- Browning, William J. (1850–1920), US-amerikanischer Politiker

#### Brownj
- Brownjohn, John (1929–2020), britischer Übersetzer und Drehbuchautor
- Brownjohn, Nevil (1897–1973), britischer General
- Brownjohn, Robert (1925–1970), US-amerikanischer Grafikdesigner

#### Brownl
- Brownlee, Alistair (* 1988), britischer TriathletAlistair Brownlee (* 1988)

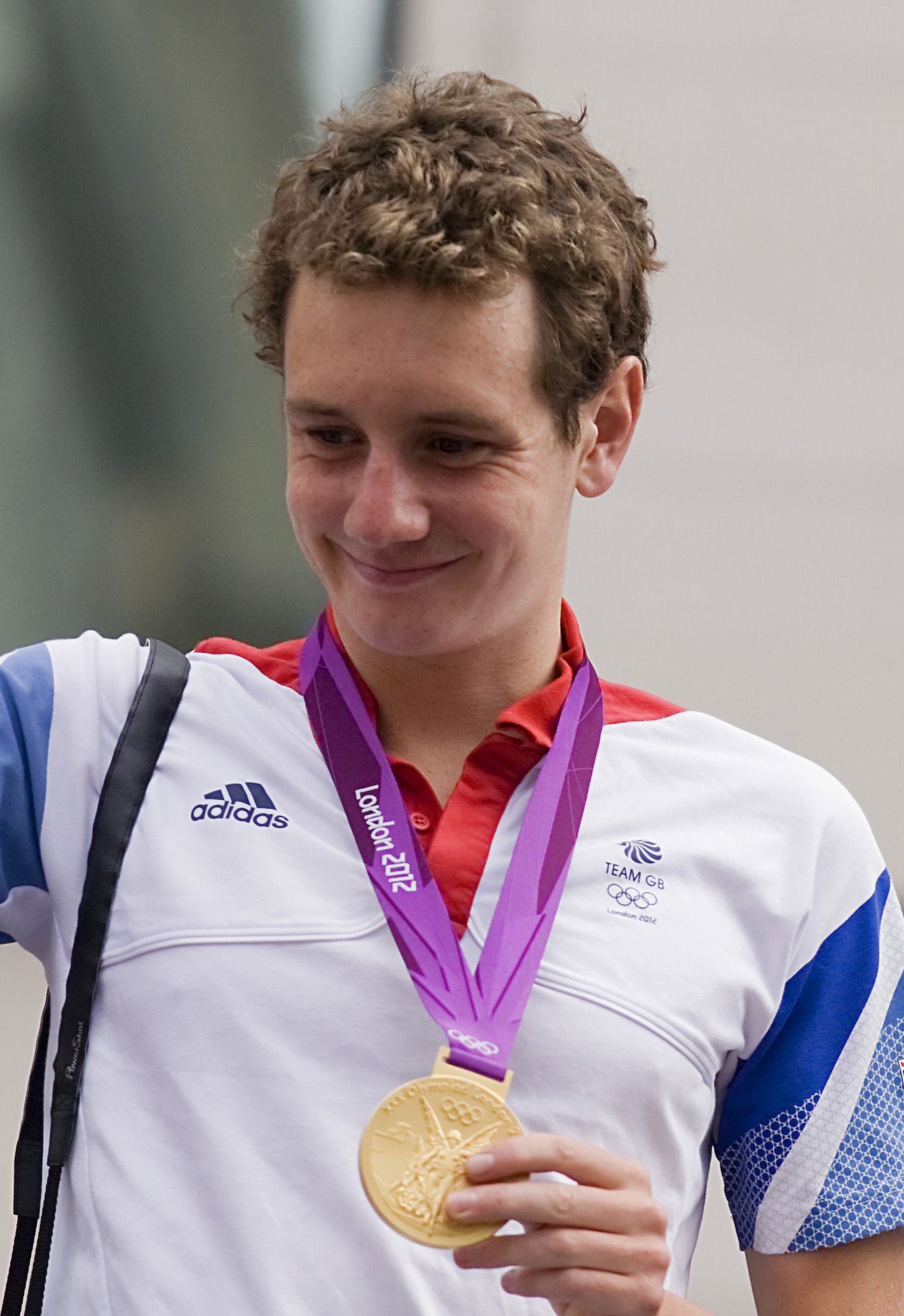
Alistair Brownlee (* 1988)

- Brownlee, Bruce, neuseeländischer Squashspieler
- Brownlee, Derek (* 1974), schottischer Politiker
- Brownlee, Donald E. (* 1943), US-amerikanischer Astronom und Hochschullehrer
- Brownlee, Frank (1874–1948), US-amerikanischer Schauspieler
- Brownlee, Gerry (* 1956), neuseeländischer Politiker der New Zealand National Party
- Brownlee, John Edward (1884–1961), kanadischer Politiker
- Brownlee, Jonathan (* 1990), englischer Triathlet
- Brownlee, Lawrence (* 1972), US-amerikanischer Opernsänger (Tenor)
- Brownlee, Les (1939–2022), US-amerikanischer Colonel und Heeresminister
- Brownlee, Marques (* 1993), US-amerikanischer YouTuberMarques Brownlee (* 1993)

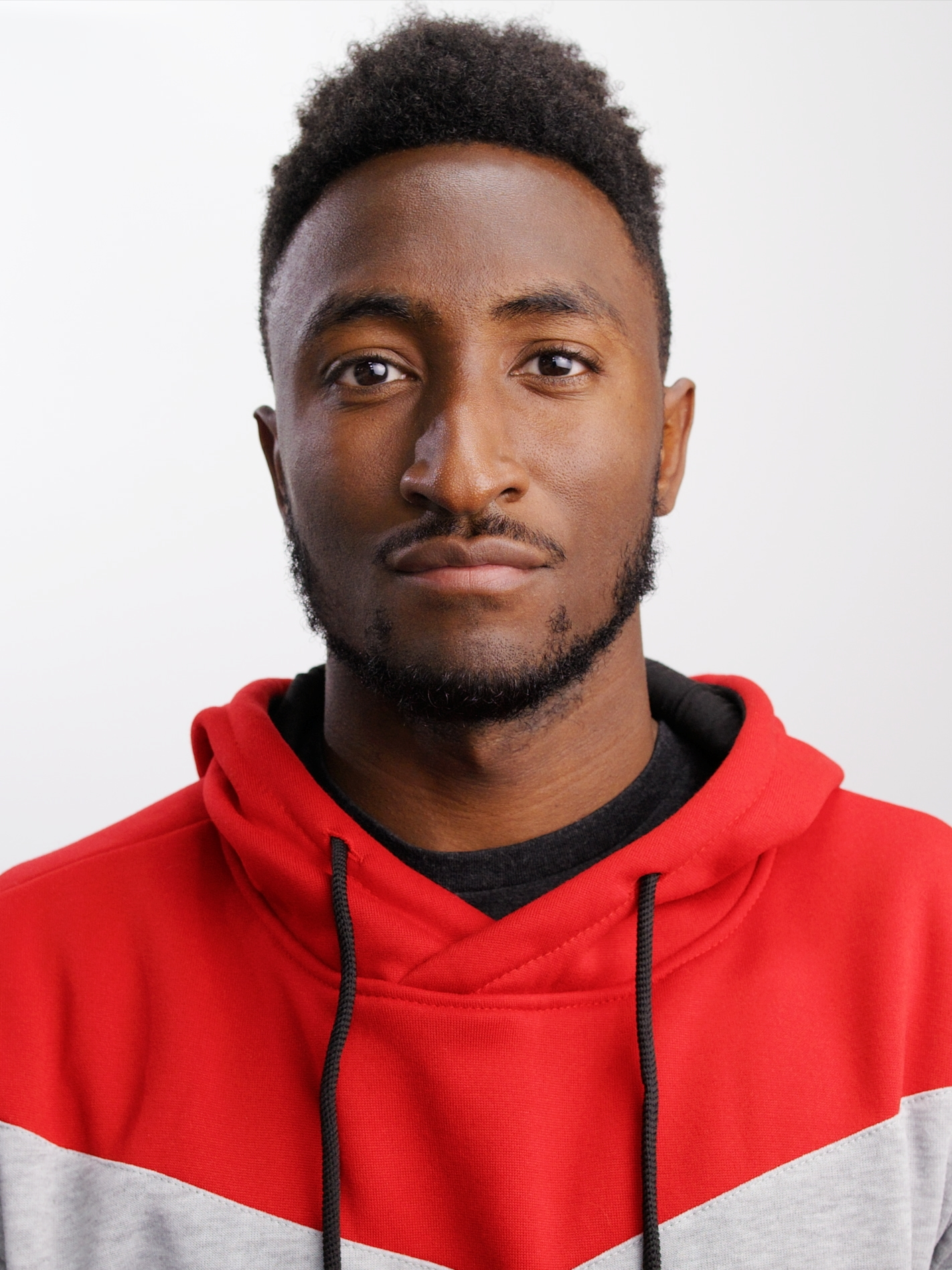
Marques Brownlee (* 1993)

- Brownlee, Michael (* 1989), britischer Badmintonspieler
- Brownlee, Norman (1896–1967), US-amerikanischer Jazzmusiker (Piano, auch Saxophon, Komposition)
- Brownley, Julia (* 1952), US-amerikanische Politikerin der Demokratischen Partei
- Brownlie, Dean (* 1984), neuseeländischer Cricketspieler
- Brownlie, Ian (1932–2010), britischer Rechtswissenschaftler und Völkerrechtsexperte
- Brownlow, David, Toningenieur
- Brownlow, Jack (1923–2007), US-amerikanischer Jazzpianist
- Brownlow, Kevin (* 1938), britischer Filmhistoriker, Filmeditor, Autor und Regisseur von Fernsehdokumentationen
- Brownlow, Louis (1879–1963), US-amerikanischer Politiker
- Brownlow, Walter P. (1851–1910), US-amerikanischer Politiker
- Brownlow, William Gannaway (1805–1877), US-amerikanischer Politiker
- Brownlow-Cust, Adelbert, 3. Earl Brownlow (1844–1921), britischer Peer und Politiker der Conservative Party

#### Brownm
- Brownmiller, Susan (1935–2025), US-amerikanische Journalistin, Schriftstellerin und Feministin

#### Brownr
- Brownrigg, Sylvia (* 1964), US-amerikanische Kritikerin und Schriftstellerin
- Brownrigg, William (1712–1800), britischer Chemiker und Arzt

#### Browns
- Brownscombe, Jennie Augusta (1850–1936), US-amerikanische Malerin
- Brownsdon, Suki (* 1965), britische Schwimmerin
- Brownson, Charles B. (1914–1988), US-amerikanischer Politiker
- Brownson, Helen Louise (1917–2017), US-amerikanische Informationswissenschaftlerin
- Brownson, Nathan (1742–1796), US-amerikanischer Politiker, Gouverneur von Georgia
- Brownson, Orestes (1803–1876), US-amerikanischer politischer und religiöser Publizist
- Brownstein, Carrie (* 1974), US-amerikanische Musikerin, Schauspielerin, Autorin, Regisseurin und KomikerinCarrie Brownstein (* 1974)

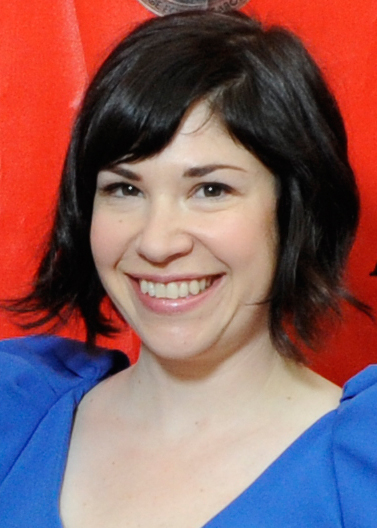
Carrie Brownstein (* 1974)

### Browt
- Browtschenko, Wladimir Wassiljewitsch (* 1990), russischer Naturbahnrodler

### Browz
- Browzew, Wadim Wladimirowitsch (1969–2024), südossetischer Politiker